# Liste der Kulturdenkmale in der Nordvorstadt (Zwickau)
Die Liste der Kulturdenkmale in der Nordvorstadt (Zwickau) enthält die in der amtlichen Denkmalliste des Landesamtes für Denkmalpflege Sachsen ausgewiesenen Kulturdenkmale im Zwickauer Stadtteil Nordvorstadt.

## Legende
- Bild: Bild des Kulturdenkmals, ggf. zusätzlich mit einem Link zu weiteren Fotos des Kulturdenkmals im Medienarchiv Wikimedia Commons. Wenn man auf das Kamerasymbol klickt, können Fotos zu Kulturdenkmalen aus dieser Liste hochgeladen werden:
- Bezeichnung: Denkmalgeschützte Objekte und ggf. Bauwerksname des Kulturdenkmals
- Lage: Straßenname und Hausnummer oder Flurstücknummer des Kulturdenkmals. Die Grundsortierung der Liste erfolgt nach dieser Adresse. Der Link (Karte) führt zu verschiedenen Kartendiensten mit der Position des Kulturdenkmals. Fehlt dieser Link, wurden die Koordinaten noch nicht eingetragen. Sind diese bekannt, können sie über ein Tool mit einer Kartenansicht einfach nachgetragen werden. In dieser Kartenansicht sind Kulturdenkmale ohne Koordinaten mit einem roten bzw. orangen Marker dargestellt und können durch Verschieben auf die richtige Position in der Karte mit Koordinaten versehen werden. Kulturdenkmale ohne Bild sind an einem blauen bzw. roten Marker erkennbar.
- Datierung: Baubeginn, Fertigstellung, Datum der Erstnennung oder grobe zeitliche Einordnung entsprechend des Eintrags in der sächsischen Denkmaldatenbank
- Beschreibung: Kurzcharakteristik des Kulturdenkmals entsprechend des Eintrags in der sächsischen Denkmaldatenbank, ggf. ergänzt durch die dort nur selten veröffentlichten Erfassungstexte oder zusätzliche Informationen
- ID: Vom Landesamt für Denkmalpflege Sachsen vergebene, das Kulturdenkmal eindeutig identifizierende Objekt-Nummer. Der Link führt zum PDF-Denkmaldokument des Landesamtes für Denkmalpflege Sachsen. Bei ehemaligen Kulturdenkmalen können die Objektnummern unbekannt sein und deshalb fehlen bzw. die Links von aus der Datenbank entfernten Objektnummern ins Leere führen. Ein ggf. vorhandenes Icon  führt zu den Angaben des Kulturdenkmals bei Wikidata.

## Nordvorstadt
| Bild                                    | Bezeichnung | Lage                                                     | Datierung                   | Beschreibung | ID       |
| --------------------------------------- | --- | -------------------------------------------------------- | --------------------------- | --- | -------- |
| Direkt Bild zu diesem Denkmal hochladen | Mietshaus in geschlossener Bebauung | Arndtstraße 8 (Karte)                                    | 1900                        | Sehr schlichter Klinkerbau von personengeschichtlichem und städtebaulichem Wert. Viergeschossig, fünf Achsen, roter Klinker, einfacher Zierrat, originale Haustür, Fenster dem Original nachempfunden, als Teil eines geschlossenen Straßenzuges mit Klinkergebäuden von städtebaulichem Wert (wenn möglich später streichen), ab 1922 Eigentum und Alterswohnsitz des Zwickauer Architekten und Bausachverständigen Paul Dreßler, Sanierung 1999. | 09230038 |
| Direkt Bild zu diesem Denkmal hochladen | Mietshaus in geschlossener Bebauung | Arndtstraße 10 (Karte)                                   | 1900                        | Architektonisch anspruchsvoller Klinkerbau in sehr gutem Originalzustand von baugeschichtlichem und städtebaulichem Wert. Viergeschossig, fünf Achsen, gelber Klinker, zeittypische profilierte Fenster, dem Original nachempfunden, Fenstereinfassungen sowie waagerechte Fensterverdachungen, Segmentbogen- und Dreieckgiebelverdachungen, in den Bogenfeldern Putti, unter den Fensterverdachungen vermutlich Kunststeinfertigteil-Dekoration, originale Haustür, Sanierung 1999. | 09230039 |
| Direkt Bild zu diesem Denkmal hochladen | Mietshaus in geschlossener Bebauung | Arndtstraße 12 (Karte)                                   | 1900                        | Architektonisch anspruchsvoller Klinkerbau von städtebaulicher und baugeschichtlicher Bedeutung. Roter Klinker, viergeschossig, im Erdgeschoss teilweise auch Putz (in diesem Bereich ursprünglich Ladengeschäft), aufgeputzte Bänder als Dekoration, verkröpftes Gurtgesims, links Seitenrisalit zweiachsig, insgesamt fünf Achsen, im Erdgeschoss und im 3. Obergeschoss Korbbogenfenster-Öffnungen, ansonsten Rechteckfenster, teilweise von Klinkerformsteinen eingefasst, über den Fenstern in den gemauerten Bögen vermutlich Kunststeindekorationen, seitlich angeordnetes Durchfahrtstor, mit Kunststeineinfassung, sehr schönes originales zweiflügliges Haustor mit gesprosstem und geschweiftem Oberlicht mit Buntglas, die Fassade weiterhin dekoriert mit grün glasierten Ziegeln, teilweise Läuferschichten aus grün glasierten Ziegeln, drei originale Dachgauben mit spitz zulaufendem Helm, in der Durchfahrt aufgearbeitete Stuckdecke, vier Hermen als Stützen des Gebälks und Ortterrazzoboden, im Treppenhaus ebenfalls Ortterrazzo mit eingelegten Motiven, außergewöhnliches Treppengeländer, originale Wohnungseingangstüren und Bleiglasfenster, in den Wohnungen zum Teil hochwertige Stuckdecken mit Putti etc. und originale Zimmertüren, Sanierung 1999. | 09230040 |
| Direkt Bild zu diesem Denkmal hochladen | Mietshaus in geschlossener Bebauung, Teil eines Doppelwohnhauses (siehe auch Nr. 16) | Arndtstraße 14 (Karte)                                   | 1891                        | Architektonisch anspruchsvoller Klinkerbau in sehr gutem Originalzustand von großem baugeschichtlichem und städtebaulichem Wert. Breit gelagerter Klinkerbau, dreigeschossig, sechs Achsen, Mittelrisalit zweiachsig, orange-roter bzw. hellroter Klinker mit dunkelroten Klinkerläuferschichten dekoriert, ansonsten Kunststeinfenstereinfassungen und Kunststeindekoration, u. a. Gaffköpfe und florale Dekorationen, waagerechte Fensterverdachungen im 2. Obergeschoss und Dreieckgiebelverdachung im 1. Obergeschoss am Risalit, seitlich angeordnet originale Tordurchfahrt, zweiflüglig mit geteiltem Oberlicht, Dacherker im Risalitbereich: Veränderung des Fensters, dort vermutlich ursprünglich ein gebundenes Fenster, heute ein breit liegendes Fenster, Blendbogen über dem Fenster mit muschelartigem Ornament, auf den Ecken kleine Obelisken, Bekrönung bezeichnet 1891, originale Gauben, Spitzhelme jedoch leider nicht erhalten geblieben. Sanierung 1996. | 09230041 |
| Direkt Bild zu diesem Denkmal hochladen | Mietshaus in geschlossener Bebauung, Teil eines Doppelwohnhauses (siehe auch Nr. 14) | Arndtstraße 16 (Karte)                                   | 1891                        | Architektonisch anspruchsvoller Klinkerbau in sehr gutem Originalzustand von großem baugeschichtlichem und städtebaulichem Wert. Gleiche Gestaltung wie das Nachbarhaus, im Inneren originale Wohnungstüren sowie die Hoftür erhalten, Terrazzoböden auf den Treppenpodesten. | 09230042 |
| Direkt Bild zu diesem Denkmal hochladen | Rotdornalleen in der Lassallestraße und der August-Bebel-Straße sowie Grünfläche an der Einmündung der August-Bebel-Straße in die Lassallestraße | August-Bebel-Straße (Karte)                              | um 1910                     | Städtebaulich bemerkenswerte Grünfläche und Straßengestaltung. Rotdornalleen in der Lassallestraße zwischen Crimmitschauer Straße und Walther-Rathenau-Straße sowie in der August-Bebel-Straße zwischen Lassallestraße und Friedrich-Engels-Straße sowie kleine Grünanlage, heute Wiesenfläche mit Bäumen, an der Einmündung der August-Bebel-Straße in die Lassallestraße gegenüber dem ehemaligen Königlich-Sächsischen Lehrerseminar (heute Gymnasium). | 09247434 |
| Direkt Bild zu diesem Denkmal hochladen | Mietshaus in offener Bebauung und in Ecklage, mit Einfriedung | August-Bebel-Straße 2 (Karte)                            | 1909                        | Zeittypischer, architektonisch anspruchsvoller Putzbau in sehr gutem Originalzustand von baugeschichtlichem und städtebaulichem Wert. Die Bebauung des Wohngebietes besteht aus einzeln stehenden bzw. teilweise auch aus den Straßenzug begleitenden Mehrfamilienhäusern zumeist aus der gleichen Bauzeit mit Jugendstilelementen und zurückhaltenden Fassadengestaltungen, Haus Nummer 2 ist ein städtebaulich bedeutsames Eckhaus, die Einfriedung ist original aus der Erbauungszeit erhalten – schlichter Eisenzaun mit stilisierten Blumendekorationen, Wohnhaus: unregelmäßiger Grundriss mit polygonaler Eckausbildung mit Vor- und Rücksprüngen, Loggien, mit vorgelagerten Balkonen, diese mit schmiedeeisernem Geländer, erkerartigen Vorkragungen, Zierfachwerk, Bleiglasfenstern, unterschiedlichen Fensterformen, Fenster erneuert – annähernd dem Original angeglichen, Mansardwalm- und Krüppelwalmdächer. | 09230044 |
| Direkt Bild zu diesem Denkmal hochladen | Mietshaus in offener Bebauung mit Einfriedung | August-Bebel-Straße 6 (Karte)                            | 1906                        | Zeitweise Wohnsitz von August Horch (1868–1951, bedeutender Maschinenbauingenieur und Automobilbauer). Schlichter Putzbau mit zeittypischer Innenausstattung, von baugeschichtlichem und personengeschichtlichem Wert. Dreigeschossiger, sehr schlichter Putzbau ohne gestalterische Besonderheiten mit kleinem polygonalem Erker im 1. Obergeschoss, mit originalen Bleiglasfenstern, im Inneren schlichte zeittypische Innenausstattung, originale Einfriedung identisch der am Nachbarhaus mit stilisierten Blumendekorationen. | 09230045 |
| Direkt Bild zu diesem Denkmal hochladen | Mietshaus in geschlossener Bebauung | August-Bebel-Straße 7 (Karte)                            | 1896                        | Zeittypischer Klinkerbau mit markanter Sandsteingliederung, zeitweise Wohnsitz von Gustav Hacault, von baugeschichtlichem Wert und personengeschichtlicher Bedeutung. Nach Entwürfen des Zwickauer Baumeisters Franz Wolf entstanden in charakteristischer Gestaltungsweise, von 1922 bis 1943 Wohnung des Zwickauer Architekten Gustav Hacault im 1. Obergeschoss, Wandflächen mit orangeroten Klinkern verblendet, Sandsteingliederung: strenge horizontale und vertikale Gliederung, Mittelrisalit: zweiachsig mit Blendgiebel, im Giebeldreieck Rundfenster, Haustür und Fenster nicht original, die Fenster im Mittelrisalit durch waagerechte Fensterverdachungen betont, Haus im Dachbereich vereinfacht und verändert. | 09230046 |
| Direkt Bild zu diesem Denkmal hochladen | Mietshaus in Ecklage in geschlossener Bebauung, Wohnhaus von Franz Wolf | August-Bebel-Straße 9 (Karte)                            | 1900                        | Zeittypischer Klinkerbau in gutem Originalzustand von bau- und personengeschichtlicher Bedeutung. Zweigeschossiger orangegelber Klinkerbau mit fachwerkähnlicher Sandsteingliederung, nach Plänen des Zwickauer Baumeisters Franz Wolf entstanden, Wolf selbst wohnte mit seiner Frau bis zu seinem Tod am 12. Dezember 1906 in dem Gebäude, sehr guter Originalzustand, Fenster im Obergeschoss und Haustür: erhalten, zweiflügelige Haustür, Diamantquaderung in den unteren Kassetten, Glaseinsätze mit Ziervergitterung, hohes Oberlicht, Eingangsüberdachung mit schmiedeeiserner Stützkonstruktion und Glasdach, Balkone und Erker an der Hausecke, dort ebenfalls verzierte historistische schmiedeeiserne Balkongeländer, polygonale Eckausbildung, die Ecke überhöht, im Dachbereich reduziert, reich mit Stuck und Marmor ausgestattetes Treppenhaus sowie Raumausstattung aus der Erbauungszeit, im Inneren Decken- und Wandmalereien, Stuckdecken, Wandvertäfelungen, Parkett, Innentüren mit schmiedeeisernen Beschlägen. Denkmalwert: baugeschichtlicher und personengeschichtlicher Wert. | 09230047 |
| Direkt Bild zu diesem Denkmal hochladen | Mietshaus in Ecklage in offener Bebauung, mit Einfriedung | August-Bebel-Straße 9a (Karte)                           | 1911                        | Schlichter zeittypischer Putzbau von baugeschichtlichem und städtebaulichem Wert. Dreigeschossig, schlichter Putzbau mit wenigen Putz-Stuck-Dekorationen, die Fassade wird gegliedert durch Loggien, welche erkerartig vorgebaut sind, einen polygonalen Eckerker und ein getrepptes Gurtgesims, unregelmäßige Dachgestaltung mit Biberschwanzdeckung, Giebelbereich mit Zierfachwerk. | 09230048 |
| Direkt Bild zu diesem Denkmal hochladen | Mietshaus in Ecklage in offener Bebauung, mit Einfriedung | August-Bebel-Straße 10 (Karte)                           | 1911                        | Zeittypischer Putzbau in sehr gutem Originalzustand von baugeschichtlichem und städtebaulichem Wert. Dreigeschossiger Putzbau mit sparsamer Putzgliederung, polygonaler bzw. runder Eckausbildung, die Fassade gegliedert durch Pilaster und Putz-Stuckfelder, hohes Mansardwalmdach, teilweise durch Dachfenster entstellt, schlichte Einfriedung: gemauerte Zaunpfeiler mit Holzzaunfeldern, nachträglicher Balkonanbau an der nördlichen Giebelseite. | 09230049 |
| Direkt Bild zu diesem Denkmal hochladen | Mietshaus in offener Bebauung mit Einfriedung | August-Bebel-Straße 11 (Karte)                           | 1910                        | Zeittypischer Putzbau von baugeschichtlichem Wert mit bemerkenswerter Innenausstattung in der Wohnung im 1. Obergeschoss. Dreigeschossiger Putzbau auf annähernd quadratischem Grundriss mit schlichten Putznutungen im Erdgeschoss, einachsigem Erker ab 1. Obergeschoss, Fenster mit sprossengeteilten Oberlichtern dem Original nachempfunden, originaler Eisenzaun aus der Erbauungszeit. | 09230050 |
| Direkt Bild zu diesem Denkmal hochladen | Mietshaus in offener Bebauung, mit Einfriedung | August-Bebel-Straße 12 (Karte)                           | 1912                        | Zeittypischer Putzbau von baugeschichtlichem, personengeschichtlichem und städtebaulichem Wert. Dreigeschossiger Putzbau mit zweiachsigem Erker ab 1. Obergeschoss, Dacherker mittig angeordnet mit vorkragendem Krüppelwalmmansarddach, Gliederung wenige Putz-Stuck-Dekorationen, Fenster dem Original nachgebildet mit gesprossten Oberlichtern, unterschiedliche Fensterformen, Bleiglasfenster im Erdgeschoss, schlichter Zaun mit gemauerten Zaunpfeilern und Holzzaunfeldern, ehemaliges Wohnhaus des Baumeisters Oskar Lieske. | 09230051 |
| Direkt Bild zu diesem Denkmal hochladen | Wohnhaus (mit Gaststätte) in halboffener Bebauung, Teil einer Wohnanlage, mit Vorgarten | August-Bebel-Straße 14 (Karte)                           | 1925                        | Baugeschichtlich bemerkenswerter Putzbau mit Klinkergliederung in hervorragendem Originalzustand (zugehörig Nummer 16 und 18 sowie Lassallestr. 8–18 und Walther-Rathenau-Str. 25). Dreigeschossig, Erdgeschoss mit Klinkerverblendungen und spitzbogigen Fenster- und Türöffnungen, Obergeschoss Madenputz, dort Rechteckfenster mit Putzfaschen, Mittelrisalit im Dachbereich fortgesetzt, Gauben leicht verändert, ursprüngliche Gestaltung mit Verblechung und sprossengeteilten dreigliedrigen Fenstern, heute entstellt durch falsche Fenster, Schieferdeckung, über dem ehemaligen Gaststätteneingang Vollplastik lebensgroß auf Konsolstein: Roland mit Schild, aufgesetzter Schriftzug „Gaststätte zum Roland“ am Südgiebel und „Zum Roland“ am Mittelrisalit, hier auch Sgraffito zwischen 2. Obergeschoss und Dachgeschoss, erbauungszeitliche massive Balkone auf der Rückseite. | 09230052 |
| Direkt Bild zu diesem Denkmal hochladen | Mietshaus in geschlossener Bebauung, Teil einer Wohnanlage, mit Vorgarten und Einfriedung | August-Bebel-Straße 16 (Karte)                           | 1926                        | Zur Wohnanlage zugehörig Nummer 14 und 18 sowie Lassallestr. 8–18 und Walther-Rathenau-Str. 25, städtebaulich und baugeschichtlich bemerkenswertes Gebäude in sehr gutem Originalzustand. Gleiche Gestaltung wie das Nachbarhaus, im Erdgeschoss Klinker, in den beiden Obergeschoss Madenputz grün abgefärbt, Dachgauben original, Eingangsbereich gestalterisch hervorgehoben durch vorkragende, nach unten spitz zu laufende Pfeiler mit Klinkerverblendung. | 09230031 |
| Direkt Bild zu diesem Denkmal hochladen | Mietshaus in Ecklage in offener Bebauung mit Vorgarten und Einfriedung | August-Bebel-Straße 17 (Karte)                           | 1912                        | Architektonisch anspruchsvoller Putzbau in sehr gutem Originalzustand von städtebaulichem und baukünstlerischem Wert. Dreigeschossig, Fassade belebt durch Vor- und Rücksprünge, Balkone und Erker von unterschiedlicher Gestaltung, die Ecke polygonal ausgebildet, Putzfelder mit Putz-Stuck-Dekorationen und Pilastergliederung, Mansarddach vorkragend, im Giebelbereich Putz-Stuck-Dekorationen u. a. Tierkreiszeichen; im Inneren: gute Ausstattung aus der Erbauungszeit, Einfriedung: gemauerte Zaunpfeiler mit Verdachungen und Holzzaun, nachträglich Balkonanbau seitlich. | 09230053 |
| Direkt Bild zu diesem Denkmal hochladen | Mietshaus in Ecklage in geschlossener Bebauung, Teil einer Wohnanlage mit vorgelagerter Grünanlage (zugehörig Nr. 14 und 16 sowie Lassallestraße 8–18 und Walther-Rathenau-Straße 25) | August-Bebel-Straße 18 (Karte)                           | 1926                        | Architektonisch und städtebaulich anspruchsvoller Putzbau in sehr gutem Originalzustand. Dreigeschossiges Eckgebäude mit polygonalem Eckerker, im unteren Bereich des Erkers beiderseits lebensgroße Vollplastiken auf überdimensionierten mit Klinkern verkleideten Konsolen: zwei kniende Frauen, weiterhin stilisierten Dekorationen aus Klinkersteinen, im Erdgeschoss Klinkerverblendungen sowie Klinker-Wanddienste, auf denen weitere Plastiken ruhen – u. a. kniende Figur mit Buch, Balkone über dem Eingangsbereich, davon nur der im 1. Obergeschoss original, zweiflügelige originale Haustür mit Ziervergitterung. | 09230302 |
| Direkt Bild zu diesem Denkmal hochladen | Mietshaus in offener Bebauung mit Vorgarten und Einfriedung | August-Bebel-Straße 19 (Karte)                           | 1911                        | Zeittypischer Putzbau in gutem Originalzustand von städtebaulichem und baugeschichtlichem Wert. Dreigeschossiger, schlichter Putzbau, vermutlich leicht vereinfacht mit mittig angeordnetem Erker auf rechteckigem Grundriss, halbrund fortgesetzt und abschließend durch Balkon im Dachbereich, schlichte und zurückhaltende Putz-Stuck-Dekoration der Fassade, Fenster annähernd dem Original nachgebildet, am Erker Bleiglasfenster aus der Erbauungszeit, Zaun: gemauerte Zaunpfeiler mit Verdachung und Holzzaunfeldern. | 09230054 |
| Direkt Bild zu diesem Denkmal hochladen | Mietshaus in offener Bebauung mit Vorgarten und Einfriedung | August-Bebel-Straße 21 (Karte)                           | 1913                        | Architektonisch anspruchsvoller Putzbau mit markanter Putz-Stuck-Dekoration und originaler Einfriedung in sehr gutem Originalzustand. Dreigeschossiger, vierachsiger Bau mit markantem Erker über zwei Achsen in der Mitte des Gebäudes, unterschiedliche Fensterformate mit Korbbögen bzw. trapezförmigem Abschluss mit sprossengeteilten Oberlichtern, dem Original annähernd nachgebildet, Fenster flankiert von Putz-Stuck-Dekorationen – stilisierte florale Dekorationen (Eicheln oder Fruchtknospen o. ä.) sowie Putti Wappen haltend und Fruchtkörbe, über dem Erker überdachter Balkon, Fassade weiterhin dekoriert durch farbige Einlegefliesen, die oberhalb und unterhalb der Fenster in Reihen angeordnet wurden, Einfriedung: gemauerte Pfeiler mit Holzzaun, im Inneren aufgearbeitete Wohnungseingangstüren. | 09230055 |
| Direkt Bild zu diesem Denkmal hochladen | Mietshaus in offener Bebauung in Ecklage, mit Einfriedung und Vorgarten | August-Bebel-Straße 23 (Karte)                           | 1925                        | Zeittypischer Putzbau in sehr gutem Originalzustand, von städtebaulichem und baugeschichtlichem Wert. Dreigeschossiger Putzbau mit Klinkerverblendung des Erdgeschosses über halbrundem Grundriss, Seitenrisalite, dem Original nachgebildete, ursprünglich zweiflügelige, gesprosste Fenster mit geteilten Oberlichtern, Balkone mit geschweiften, schmiedeeisernen Balkonbrüstungen, Fensterläden mit Lamellen, Rundbogen- bzw. Rechteckfenster, originale Gauben, Schieferdeckung, Zaun: mit gemauerten Zaunpfeilern (Klinker) und Holzzaunfelder original erhalten. | 09230056 |
| Direkt Bild zu diesem Denkmal hochladen | Mietshaus in Ecklage in halboffener Bebauung mit Gaststätte | Clara-Zetkin-Straße 1 (Karte)                            | 1908                        | Aufwendig dekorierter Putzbau mit Zierfachwerk von besonderer baukünstlerischer, städtebaulicher und baugeschichtlicher Bedeutung. Markantes, das Straßenbild prägendes Eckhaus, dreigeschossig mit halbrundem Erker an der Ecke, verschiedenen Erker und Loggien mit Zierfachwerk (auch im Dachbereich), Dachausbauten ebenfalls mit Zierfachwerk, sparsame rein ornamentale Fassadendekoration teilweise mit Putzstuck bzw. Werkstein, im Erdgeschoss halbrunder Erker im Gaststättenbereich, dort Bleiglasfenster, in den Oberlichtern der Schaufenster Bleiglasfenster: Darstellung eines Geigespielers und einer Kellnerin. | 09230117 |
| Direkt Bild zu diesem Denkmal hochladen | Villa mit Einfriedung und Vorgarten | Clara-Zetkin-Straße 5 (Karte)                            | 1905                        | Architektonisch anspruchsvoller, reich gegliederter Neorenaissancebau von baukünstlerischem und baugeschichtlichem Wert. Zweigeschossig über annähernd rechteckigem Grundriss, mit Balkonen, Wintergärten, Treppenhausvorsprung, Eckrisalit mit erkerartigem Vorsprung auf ornamental gefasster Konsole mit Groteske, Fassade reich gegliedert u. a. durch Graupelputzfelder bzw. Natursteinelemente wie Kopfdarstellungen, Pfeiler zwischen den Fenstern, Eingang zurückversetzt mit Nischen beiderseits, beiderseits des Eingangs Natursteinreliefs mit Hund- und Katzendarstellung sowie farbige Kacheln und Fliesen, Hofseite neue Wintergärten aus Holz (vorbildgerechte Kopie), straßenseitig Balkon Jugendstilgeländer, Walmdach mit Biberschwanzdoppeldeckung, ein Giebel Zierfachwerk, ein Giebel als Treppengiebel mit geschweiften Bögen ausgebildet, schmiedeeiserner Zaun mit Natursteinpfeilern in sachlicher Gestaltung. | 09230118 |
| Direkt Bild zu diesem Denkmal hochladen | Wohnhaus in offener Bebauung mit Nebengebäude sowie Einfriedung und Garten | Clara-Zetkin-Straße 6 (Karte)                            | 1880                        | Villenartiges Wohnhaus, im Schweizer Stil errichtete Gebäude von baukünstlerischer, städtebaulicher und baugeschichtlicher Bedeutung in sehr gutem Originalzustand. Wohnhaus: eingeschossig mit hohem Drempelgeschoss, Erdgeschoss Sockel verputzt, Drempel Zierfachwerk, im Giebelbereich Verbretterung mit Deckleisten, Satteldach, vermutlich über kreuzförmigem Grundriss errichtet, Fenster eingefasst von Natursteingewänden. Einfriedung: Holzzaun bzw. durchbrochene Klinkermauer. Nebengebäude: Erdgeschoss verputzt, Obergeschoss Fachwerk mit Ziegeln ausgesetzt, Satteldach, winkelförmiger Grundriss, ebenfalls im Schweizer Stil, beide Gebäude mit weiten Dachüberständen. | 09230119 |
| Direkt Bild zu diesem Denkmal hochladen | Villa | Clara-Zetkin-Straße 8 (Karte)                            | 1887                        | Vereinfachter zeittypischer Historismusbau von baugeschichtlichem Wert. Zweigeschossig, über annähernd quadratischem Grundriss, Sockel Klinker, beide Stockwerke Putz, 4 × 2 Achsen, aufwendige Fenstergewände mit weit vorkragenden Verdachungen zumeist waagerechtes Gebälk sowie Dreieckgiebel und Segmentbögen, Gaffköpfe innerhalb der Dreieckgiebel, Walmdach, Kranzgesims mit Würfelfries, Gauben verändert, Fenster nicht vorbildgerecht erneuert, Putz nicht original. | 09230120 |
| Direkt Bild zu diesem Denkmal hochladen | Mietshaus in geschlossener Bebauung, Teil einer Viererhausgruppe (zugehörig Nr. 11 und 13 sowie Walther-Rathenau-Straße 24) | Clara-Zetkin-Straße 9 (Karte)                            | 1888                        | Teil eines Straßenzuges von städtebaulichem und baugeschichtlichem Wert. Zweigeschossig, vier Achsen, Mittelrisalit, Eingang seitlich, Sockel Polygonmauerwerk, Putzfassade, verkröpftes Gurtgesims, Dacherker mit gebundenem Fenster und aufwendigen Ziergiebeln mit bekrönten Segmentbögen, Muschelmotiv. | 09230121 |
| Direkt Bild zu diesem Denkmal hochladen | Villa mit Einfriedung und Garten | Clara-Zetkin-Straße 10 (Karte)                           | 1883                        | Putzbau über T-förmigem Grundriss von baukünstlerischem und baugeschichtlichem Wert. Zweigeschossiger bzw. teilweise eingeschossiger Bau über T-förmigem Grundriss mit aufwendigen, die Fassade prägenden Fenstereinfassungen, die Fenster flankiert von Pilastern, die kräftige Gebälke stützen, im Erdgeschoss Fenstergruppen bzw. Rechteckfenster unterschiedlichen Formates, im Obergeschoss Rundbogenfenster ebenfalls mit Natursteineinfassungen (Überschlaggesimse), im Giebel Rundfenster mit Natursteineinfassung, flach geneigte Satteldächer (möglicherweise vereinfacht). | 09230122 |
| Direkt Bild zu diesem Denkmal hochladen | Mietshaus in geschlossener Bebauung, Teil einer Viererhausgruppe (zugehörig Nr. 9 und 13 sowie Walther-Rathenau-Straße 24) | Clara-Zetkin-Straße 11 (Karte)                           | 1888                        | Von baugeschichtlichem und städtebaulichem Wert. Zweigeschossig, vier Achsen, Mittelrisalit, Eingang seitlich, Sockel Polygonmauerwerk, Putzfassade, verkröpftes Gurtgesims, Dacherker mit gebundenem Fenster und aufwendigen Ziergiebeln mit bekrönten Segmentbögen, Muschelmotiv, aufwendige originale zweiflügelige Kassettenhaustür mit großem Bleiglasoberlichtfenster, im Bleiglasfenster die Initialen A und B verschlungen. | 09230123 |
| Direkt Bild zu diesem Denkmal hochladen | Mietshaus in halboffener Bebauung, Teil einer Viererhausgruppe (zugehörig Nr. 9, 11 und Walther-Rathenau-Straße 24), mit seitlicher Einfriedung | Clara-Zetkin-Straße 13 (Karte)                           | 1888                        | Spiegelbildlicher Bau, gleiche Gestaltung wie Walther-Rathenau-Straße 24, von baugeschichtlicher und städtebaulicher Bedeutung, sehr guter Originalzustand. Zweigeschossiges Eckhaus mit Eckturm – dieser dreigeschossig, aufwendige Natursteinfenstereinfassungen am Turm mit abstrakten Ornamenten u. a. Diamantquaderung, Sockel Polygonmauerwerk, Turm abgeschlossen durch Pyramidenhelm mit Spitzwinkelschablonendeckung (original erhalten), seitlich Eingangsbereich angeordnet mit originaler Haustür, Erker gestützt durch Säule, Einfriedung schmiedeeisernes Gitter, schmiedeeiserner Fahnenhalter mit Blattdekoration am Haus. | 09230124 |
| Direkt Bild zu diesem Denkmal hochladen | Villa mit Garten und Einfriedung | Clara-Zetkin-Straße 14 (Karte)                           | bez. 1884                   | Aufwendig gestaltetes Wohnhaus im Schweizer Stil mit Zierfachwerk, Wintergärten und Balkonen in sehr gutem Originalzustand von baukünstlerischem und baugeschichtlichem Wert. Wohnhaus: zweigeschossig über rechteckigem Grundriss, Sockel mit rotem Klinker und Naturstein verblendet, Erdgeschoss Putz mit Putzbändern und Natursteinfenstereinfassungen, Holzveranda mit ausgesägten Brüstungsfeldern, Obergeschoss Fachwerk mit Streben und geschweiften Andreaskreuzen, halbrunder Balkonvorbau auf Stützen an der Gartenseite, ebenfalls mit ausgesägten Brüstungsfeldern, Walmdach und Satteldach mit Schopf, Türportal in der Clara-Zetkin-Straße Sandstein mit Dreieckgiebelverdachungen, innerhalb des Dreieckgiebels bezeichnet 1884, zweiflügelige Kassettentür mit Glaseinsätzen und Ziervergitterungen, ebenfalls mit Grotesken, geteiltes Oberlicht, als Wetterschutz nachträglich auf das Fachwerk aufgebrachte Blechbahnen mit Prägung (Schuppenschablonendeckung imitierend). Einfriedung: Natursteinzaunpfeiler mit aufwendigem schmiedeeisernem Zaun. | 09230125 |
| Direkt Bild zu diesem Denkmal hochladen | Mietshaus in halboffener Bebauung mit Einfriedung, Teil einer Dreierhausgruppe (zugehörig Nr. 17 und 19) | Clara-Zetkin-Straße 15 (Karte)                           | 1890                        | Ähnlich gestaltete Hausgruppe in Klinkerbauweise von baugeschichtlichem und städtebaulichem Wert. Dreigeschossig mit turmartiger Eckausbildung, Sockel Polygonmauerwerk Porphyrtuff, Fassade roter Klinker mit Natursteingliederungselementen – Natursteinfenstereinfassungen mit waagerechter Fensterverdachung und Gaffkopf, Ecke turmartig ausgebildet mit Pyramidenhelm und Blendgiebel, Einfriedung bestehend aus Natursteinpfosten und schmiedeeisernem Tor. | 09230126 |
| Direkt Bild zu diesem Denkmal hochladen | Villa mit Einfriedung (gleiche Gestaltung wie Nr. 18) | Clara-Zetkin-Straße 16 (Karte)                           | 1895                        | Historismusvilla mit markantem Treppenturm von baukünstlerischer und städtebaulicher Bedeutung. Zweigeschossig, annähernd quadratischer Grundriss, mit Eckturm mit Pyramidenhelm, aufwendige Eingangsgestaltung mit originaler Haustür (Kassettentür mit Ziervergitterung, geteiltes Oberlicht), aufwendige Blendgiebelbekrönung, Mansardwalmdach mit Schieferdeckung. | 09230127 |
| Direkt Bild zu diesem Denkmal hochladen | Mietshaus in geschlossener Bebauung, Teil einer Dreierhausgruppe (zugehörig Nr. 15 und 19) | Clara-Zetkin-Straße 17 (Karte)                           | 1890                        | Mittelhaus einer einheitlich gestalteten Häusergruppe von städtebaulichem und baugeschichtlichem Wert. Dreigeschossig, sechs Achsen, Mittelrisalit, roter Klinker, Sockel Polygonmauerwerk Porphyrtuff, Hauseingang seitlich, Stufengiebel mit Balkon. | 09230128 |
| Direkt Bild zu diesem Denkmal hochladen | Villa mit Einfriedung (gleiche Gestaltung wie Nr. 16) | Clara-Zetkin-Straße 18 (Karte)                           | 1896                        | Historismusvilla mit markantem Treppenturm von baukünstlerischer und städtebaulicher Bedeutung. Zweigeschossig, annähernd quadratischer Grundriss, mit Eckturm mit Pyramidenhelm, aufwendige Eingangsgestaltung mit originaler Haustür (Kassettentür mit Ziervergitterung, geteiltes Oberlicht), aufwendige Blendgiebelbekrönung, Mansardwalmdach mit Schieferdeckung, Holzbalkon zur Gartenseite, aufwendige Holzkonstruktion. | 09230129 |
| Direkt Bild zu diesem Denkmal hochladen | Mietshaus in halboffener Bebauung, Teil einer Dreierhausgruppe (zugehörig Nr. 15 und 17) | Clara-Zetkin-Straße 19 (Karte)                           | 1890                        | Als Teil einer einheitlich gestalteten Hausgruppe von städtebaulicher Bedeutung sowie baugeschichtlichem Wert. Dreigeschossig, gleiche Gestaltung wie Nachbarhäuser. | 09230130 |
| Direkt Bild zu diesem Denkmal hochladen | Ehemalige Villa mit Hintergebäude, Garten und Einfriedung | Clara-Zetkin-Straße 20 (Karte)                           | 1895                        | Schlichter zeittypischer Klinkerbau in gutem Originalzustand von baugeschichtlichem Wert. Freistehende zweigeschossige Villa in Klinkerbauweise mit Mittelrisalit, großem Dacherker mit Volutengiebel, flankiert von zwei Gauben mit aufwendiger Giebelgestaltung, Mansardwalmdach, Gliederung der Fassade durch Sandsteinbänder und Ecklisenen. Hinterhaus: kleines eingeschossiges Klinkergebäude auf winkelförmigem Grundriss, Satteldächer mit Blendgiebeln, Tür im Obergeschoss mit Stichbogenportal mit Schlussstein. | 09230131 |
| Direkt Bild zu diesem Denkmal hochladen | Mietshaus in halboffener Bebauung, Teil einer Viererhausgruppe (zugehörig Nr. 23, 25 und Heinrich-Heine-Straße 23) | Clara-Zetkin-Straße 21 (Karte)                           | 1888                        | Von baugeschichtlichem und städtebaulichem Wert. Zweigeschossiger Putzbau, spiegelbildlich wie Heinrich-Heine-Str. 23, drei Achsen, Seitenrisalit, Eingang seitlich – überdacht mit Säule, darüber Wintergarten mit Bleiglasfenster, Putz des Hauses verändert, als Teil der Viererhausgruppe von städtebaulichem Wert. | 09230132 |
| Direkt Bild zu diesem Denkmal hochladen | Mietshaus in halboffener Bebauung, Hälfte eines Doppelmietshauses (zugehörig Nr. 24), mit Einfriedung | Clara-Zetkin-Straße 22 (Karte)                           | 1894                        | Von baugeschichtlichem und städtebaulichem Wert. Zweigeschossig, fünf Achsen, einachsiger Mittelrisalit, Sockel dunkelroter Klinker, ansonsten orangeroter Klinker, die Gliederung durch Sandsteinelemente (Fenstereinfassungen, Ecklisenen bzw. Eckquader und Bandmotive), aufwendiger Dacherker mit Stufengiebel und Steinkugelbekrönung, Gauben mit selten anzutreffendem Schopfdach; Dachdeckung: Schieferdeckung – Spitzwinkelschablonendeckung. | 09230133 |
| Direkt Bild zu diesem Denkmal hochladen | Mietshaus in geschlossener Bebauung, Teil einer Viererhausgruppe (zugehörig Nr. 21, 25 und Heinrich-Heine-Straße 23) | Clara-Zetkin-Straße 23 (Karte)                           | 1888                        | Von baugeschichtlichem und städtebaulichem Wert. Am besten erhaltene Haus dieser Häusergruppe, durch nachträgliche Sanierung stark vereinfacht, die Putzgliederung nicht mehr original erhalten, ebenso die Haustür entstellend verändert, aber als Teil der einheitlich gestalteten Häusergruppe von städtebaulichem Wert, zweigeschossig, vier Achsen – davon eine Achse als Zwillingsfenster ausgebildet, Sockel Polygonmauerwerk, Dacherker mit Drillingsfenster, Haustür, Fenster und Putzgliederung verändert. | 09230134 |
| Direkt Bild zu diesem Denkmal hochladen | Mietshaus in halboffener Bebauung, Hälfte eines Doppelmietshauses (zugehörig Nr. 22), mit Einfriedung | Clara-Zetkin-Straße 24 (Karte)                           | 1894                        | Von baugeschichtlichem und städtebaulichem Wert. Zweigeschossig, fünf Achsen, einachsiger Mittelrisalit, Sockel dunkelroter Klinker ansonsten orangeroter Klinker, Fassadengliederung durch Sandsteinelemente (Fenstereinfassungen, Ecklisenen bzw. Eckquader und Bandmotive), aufwendiger Dacherker mit Stufengiebel und Steinkugelbekrönung sowie Gauben mit seltenem Schopfdach, Schieferdeckung – Spitzwinkelschablonendeckung. | 09230135 |
| Direkt Bild zu diesem Denkmal hochladen | Mietshaus in geschlossener Bebauung, Teil einer Viererhausgruppe (zugehörig Nr. 21, 23 und Heinrich-Heine-Straße 23) | Clara-Zetkin-Straße 25 (Karte)                           | 1888                        | Von baugeschichtlichem und städtebaulichem Wert. Putzbau in sehr gutem Originalzustand mit erhaltener Fassadengliederung und originaler Haustür, vier Achsen, zweigeschossig, Mittelrisalit, waagerechte Fensterverdachung im 1. Obergeschoss, Sandsteinfenstergewände, Sockel Polygonmauerwerk, originale Haustür: zweiflügelige Kassettentür mit Diamantquadern besetzt und großem gesprossten Oberlicht mit Farbglasfenstern, originaler Dacherker mit Bekrönungen, seitlich Gauben mit Blechverkleidung und ornamental ausgeschnittener Fensteröffnung. | 09230136 |
| Direkt Bild zu diesem Denkmal hochladen | Mietshaus in geschlossener Bebauung | Clara-Zetkin-Straße 41 (Karte)                           | 1898                        | Zeittypischer Klinkerbau von städtebaulichem Wert. Viergeschossig, sechs Achsen, gelber Klinker, gegliedert durch Betonwerkstein (Porphyr), originales Haustor seitlich angeordnet, zweiflügelig mit Oberlicht, aufwendige Fenstergewände mit waagerechter Fensterverdachung bzw. Segmentbögen und Dreiecksgiebeln mit Gaffköpfen, Dachbereich vereinfacht, im 2. und 3. Obergeschoss fehlende Konsolsteine unter den Sohlbänken. | 09230137 |
| Direkt Bild zu diesem Denkmal hochladen | Mietshaus in geschlossener Bebauung | Clara-Zetkin-Straße 43 (Karte)                           | 1899                        | Mit straßenseitigem Balkon und Erker, wertvolles schmiedeeisernes Ziergitter, von baugeschichtlichem und städtebaulichem Wert. Viergeschossiger schmaler Putzbau mit seitlicher Toreinfahrt, Putznutung im Erdgeschoss, mittig angeordnetem Erker mit Natursteinverblendung und schmiedeeisernen halbrund geschweiften Balkonbrüstungen, Putzgliederung, Fenster zu Gruppen zusammengefasst, aufwendiger Dacherker mit Bekrönung, Mansardwalmdach mit Schieferdeckung, heutige Farbgebung nicht nach Befund, Putzgliederung jedoch original erhalten, ebenso die Sandsteingliederung. | 09230138 |
| Direkt Bild zu diesem Denkmal hochladen | Mietshaus in geschlossener Bebauung, Hälfte eines Doppelmietshauses (zugehörig Nr. 47) | Clara-Zetkin-Straße 45 (Karte)                           | 1903                        | Mit Fachwerkerker, von baugeschichtlichem und städtebaulichem Wert. Viergeschossiger großer, breit gelagerter Putzbau in sehr gutem Originalzustand mit qualitätvollem Haustor mit Jugendstilanklang, zweiflügeliges geschweiftes Tor mit Glaseinsätzen und reich gegliedertem Oberlicht mit Natursteineinfassung, mittig angeordneter zweigeschossiger Erker auf kräftigen Konsolen ab 1. Obergeschoss mit Zierfachwerk, am Dacherker bezeichnet W. J. (Baumeister), sprossengeteilte Oberlichtfenster mit Farbglasscheiben, ebenso die unteren Teile der Fensterflügel mit Sprossenteilung und Farbglasfenster. (teilweise) | 09230139 |
| Direkt Bild zu diesem Denkmal hochladen | Mietshaus in geschlossener Bebauung, Hälfte eines Doppelmietshauses (zugehörig Nr. 45) | Clara-Zetkin-Straße 47 (Karte)                           | 1903                        | Mit Fachwerkerker, von baugeschichtlichem und städtebaulichem Wert. Siehe Nummer 45, gleiche Gestaltung, originales Haustor: zweiflügelig mit Oberlicht. | 09230140 |
| Direkt Bild zu diesem Denkmal hochladen | Mietshaus in Ecklage | Clara-Zetkin-Straße 49 (Karte)                           | 1902                        | Mit Ladeneinbau, von baugeschichtlichem und städtebaulichem Wert. | 09230141 |
| Direkt Bild zu diesem Denkmal hochladen | Mietshaus in geschlossener Bebauung | Clara-Zetkin-Straße 50 (Karte)                           | 1925                        | Putzbau mit Erkern, baugeschichtlich von Bedeutung. Streichung: Haus durch die Sanierung entstellend verändert, der gesamte Putz wurde abgeschlagen und nicht vorbildgerecht erneuert, der durch nicht denkmalgerechte Sanierung überformter Putzbau nach Möglichkeit später aus der Denkmalliste streichen. | 09230142 |
| Direkt Bild zu diesem Denkmal hochladen | Mietshaus in halboffener Bebauung | Clara-Zetkin-Straße 52 (Karte)                           | 1895                        | Wenig Originalsubstanz erhalten, städtebaulicher Wert. Streichung: Haus vereinfacht, originaler Bestand kaum noch erhalten. | 09231670 |
| Direkt Bild zu diesem Denkmal hochladen | Mietshaus in halboffener Bebauung, Hälfte eines Doppelmietshauses (zugehörig Nr. 58) | Clara-Zetkin-Straße 56 (Karte)                           | 1897                        | Mit Eckturm, städtebaulich und baugeschichtlich von Bedeutung. Zweigeschossiges Gebäude, fünf Achsen, turmartige Eckausbildung mit Pyramidenhelm und aufwendigen Fenstereinfassungen mit Dreieckgiebelverdachungen, volutenartigen Schlusssteinen und volutenartigen Kragsteinen unter den Sohlbänken sowie in Fensterbrüstungen eingestellte Doggen, verkröpftes Gurtgesims, Putzquaderung im Erdgeschoss, an der eckartigen Turmausbildung Sandsteinfenstergewände und Gesims, originale Schleppgauben sowie Gauben am Turm mit kleiner Bekrönung, Fenster dem Original nachempfunden mit teilweise sprossengeteilten Oberlichtern. | 09230143 |
| Direkt Bild zu diesem Denkmal hochladen | Mietshaus in halboffener Bebauung, Hälfte eines Doppelmietshauses (zugehörig Nr. 59), mit seitlicher Einfriedung | Clara-Zetkin-Straße 57 (Karte)                           | 1890                        | Von baugeschichtlichem und städtebaulichem Wert. Zweigeschossig, sechs Achsen, Seitenrisalit, teilweise mit kannelierten Säulen dekoriert, Fenster mit Schlusssteinen mit Kopfdarstellungen bzw. pflanzlichen Dekorationen, Mittelrisalit ebenfalls flankiert von kannelierten Säulen, im 1. Obergeschoss Balkon auf großen Kragsteinen dekoriert mit Blattmotiven, im Erdgeschoss Rechteckfenster, im Obergeschoss Rundbogenfenster, Sockel Polygonmauerwerk, die Gauben vereinfacht. Denkmalwert: baugeschichtlicher Wert, straßenseitiger Balkon und Eckturm. | 09230144 |
| Direkt Bild zu diesem Denkmal hochladen | Mietshaus in halboffener Bebauung, Hälfte eines Doppelmietshauses (zugehörig Nr. 56) | Clara-Zetkin-Straße 58 (Karte)                           | 1898                        | Mit Eckturm, von baugeschichtlichem und städtebaulichem Wert. Zweigeschossiges Gebäude, fünf Achsen, turmartige Eckausbil dung mit Pyramidenhelm und aufwendigen Fenstereinfassungen mit Dreieckgiebelverdachungen, volutenartigen Schlusssteinen und volutenartigen Kragsteinen unter den Sohlbänken sowie in Fensterbrüstungen eingestellte Doggen, verkröpftes Gurtgesims, Putzquaderung im Erdgeschoss, an der eckartigen Turmausbildung Sandsteinfenstergewände und Gesims, originale Schleppgauben sowie Gauben am Turm mit kleiner Bekrönung, Fenster dem Original nachempfunden mit teilweise sprossengeteilten Oberlichtern. | 09230145 |
| Direkt Bild zu diesem Denkmal hochladen | Mietshaus in halboffener Bebauung, Hälfte eines Doppelmietshauses (zugehörig Nr. 57) | Clara-Zetkin-Straße 59 (Karte)                           | 1890                        | Mit straßenseitigem Balkon und Eckturm, von baugeschichtlichem und städtebaulichem Wert. Gleiche Gestaltung wie das Nachbarhaus, breit gelagerter Bau mit sieben Fensterachsen, Mittelrisalit und Seitenrisaliten, originaler erhalten als das baugleiche Nachbarhaus. | 09230146 |
| Direkt Bild zu diesem Denkmal hochladen | Villa mit Einfriedung und Garten | Clara-Zetkin-Straße 60 (Karte)                           | 1897                        | Zeittypischer Klinkerbau in gutem Originalzustand von baugeschichtlichem Wert. Zweigeschossig, fünf Achsen, Mittelrisalit, roter Klinker mit bossierten Natursteinquadern an den Ecken sowie Natursteinfenstereinfassungen u. a. Verdachungen mit waagerechtem Gebälk und Dreiecksgiebeln, Bogenfeld über den Fenstern des 1. Obergeschoss mit Muschelwerk dekoriert, volutenartiger Dacherker ebenfalls mit kleinen Obelisken bekrönt, flankiert von zwei Gauben mit Pyramidenhelm und Bekrönung, Schieferdeckung – Spitzwinkelschablonendeckung, schmiedeeiserner Zaun umfriedet das gesamte Grundstück, heute leicht verändert, Garten mit Resten der originalen Bepflanzung, an der Villa seitlich nachträglicher Balkonanbau in Putz- und Natursteingliederung mit Balkon im Obergeschoss, Anbau von Gustav Hacault (Architekt). | 09230147 |
| Direkt Bild zu diesem Denkmal hochladen | Villa mit Resten der Einfriedung | Clara-Zetkin-Straße 61 (Karte)                           | bez. 1908–1909              | Architektonisch anspruchsvoll gestaltete Putzfassade, baugeschichtlich von Bedeutung. Besonders schöne Wohnungseingangstüren, zweigeschossiges Gebäude mit polygonaler Eckausbildung und halbrundem Erker im 1. Obergeschoss, zeittypische Putzgliederung u. a. mit Putzfeldern bzw. Putznutungen, Fenster teilweise zu Gruppen zusammengefasst mit gesprossten Oberlichtern, die Einfriedung besteht aus zwei Zaunpfeilern und einer seitlichen durchbrochenen Mauer mit Biberschwanzdeckung, an der Hausecke Dachterrasse mit Mauer und originalen Jugendstilgittern, seitlich am dreieckigen Erker in der Brüstung bezeichnet 1908/1909, originale zweiflügelige Holzhaustür mit Glaseinsätzen, Treppenhausbereich Bleiglasfenster. | 09230148 |
| Direkt Bild zu diesem Denkmal hochladen | Mietshaus in geschlossener Bebauung | Crimmitschauer Straße 28a (Karte)                        | 1907                        | Mit Laden, baulich leicht vereinfachter Putzbau mit Fachwerkerker von baugeschichtlichem Wert. Dreigeschossig, seitlich angeordnet einachsiger Erker: ab erstem Obergeschoss auf großen Konsolsteinen, teilweise mit Zierfachwerk, auch Gaube mit einfachem Zierfachwerk, im Erdgeschoss-Bereich komplett verändert: neue Türen, neue Schaufenster, Putzstruktur verändert, im Obergeschoss: die Putzstruktur erhalten ist, in den Putz eingelassen kleine farbige Fliesen. | 09231305 |
| Direkt Bild zu diesem Denkmal hochladen | Hälfte eines Doppelmietshauses (zugehörig Nr. 34) | Crimmitschauer Straße 32 (Karte)                         | 1892                        | Zeittypisches Gebäude in Klinkermischbauweise, von baugeschichtlichem Wert, in sehr gutem Originalzustand. Zweigeschossig, breit gelagert, sechs Achsen, vierachsiger Mittelrisalit mit Sandsteinverkleidung, gut saniert, Fassade roter Klinker ebenfalls mit Sandsteindekorationen gegliedert, breit gelagerter, vierachsiger Dacherker mit Verdachung und Rundfenster flankiert von zwei originalen Gauben. | 09231306 |
| Direkt Bild zu diesem Denkmal hochladen | Hälfte eines Doppelmietshauses (zugehörig Nr. 32) | Crimmitschauer Straße 34 (Karte)                         | 1892                        | Zeittypisches Gebäude in Klinkermischbauweise, gleiche Gestaltung wie Nachbarhaus, von baugeschichtlichem Wert. Zweigeschossig, sechs Achsen, Mittelrisalit mit Sandsteinverkleidung, ähnliche Gestaltung wie Nachbarhaus, ebenfalls sehr guter Originalzustand, z. Z. unsaniert. | 09231307 |
| Direkt Bild zu diesem Denkmal hochladen | Hälfte eines Doppelmietshauses mit Fachwerkerker und schönem schmiedeeisernem Vordach (zugehörig Nr. 36a) | Crimmitschauer Straße 36 (Karte)                         | 1900                        | | 09231308 |
| Direkt Bild zu diesem Denkmal hochladen | Hälfte eines Doppelmietshauses (zugehörig Nr. 36) | Crimmitschauer Straße 36a (Karte)                        | 1901                        | Sehr schlichter zeittypischer Putzbau von baugeschichtlichem Wert. Frage: Streichung? Nachfrage UDSB | 09231309 |
| Direkt Bild zu diesem Denkmal hochladen | Hälfte eines Doppelmietshauses (zugehörig Lassallestr. 2) | Crimmitschauer Straße 36b (Karte)                        | 1910                        | Zeittypischer, sehr schlichter Putzbau von städtebaulichem Wert. Dreigeschossig, einfacher Putzbau mit mittig angeordnetem Erker, unterschiedliche Putzstruktur u. a. Putznutung, Putzquaderung und Glattputz, wuchtig wirkendes Mansarddach, Ecke teilweise polygonal erkerartig ausgebildet, aus städtebaulichen Gründen als Pendant zur Lassallestr. in der Denkmalliste. | 09231310 |
| Direkt Bild zu diesem Denkmal hochladen | Holzhaus | Crimmitschauer Straße 43 (Karte)                         | nach 1925                   | Vermutlich als Unterkunftsbaracke im Waldpark Zwickau erbaut, später neben den Hauptfriedhof umgesetzt als Wohnhaus des Friedhofsgärtners, typisches Holzhaus in Fertigteilbauweise, wohl Blockbauweise des frühen 20. Jahrhunderts, baugeschichtlich bedeutend. Auf Steinsockel in Blockbauweise errichtetes eingeschossiges Gebäude über ursprünglich rechteckigem Grundriss. Vermutlich handelt es sich um eine in Serie produzierte Unterkunftsbaracke einer Holzhausfirma. Die Bauweise ähnelt der der Hellerauer Werkstätten in Dresden. Eine genaue Zuweisung zu einer Firma ist auf Grund fehlender Bauakten jedoch nicht möglich. Die Fenster und die mittig angeordnete Haustür mit diagonaler Aufbretterung sind der Bauzeit zuzuordnen. Das Innere ist in einen kleinen Mittelflur mit dahinter liegender Küche und beiderseits angeordneten Räumen untergliedert. Die Holzblockwände wurden im Inneren mit einer senkrechten Holzverschalung bzw. mit einer dicken Pappe (ähnlich wie in den Baracken der Firma Christoph & Unmack) verkleidet. Ob eine Wärmedämmung zwischen Blockwänden und Verkleidung vorhanden ist, lässt sich gegenwärtig nicht sagen. Der holzverbretterte Raum wurde ebenfalls mit einer holzverschalten Decke mit flachen Unterzügen versehen, was darauf hindeutet, dass dieser Raum als Wohnraum vorgesehen war. An das Gebäude wurde später ein Außentoilette in angepasster Bauweise angefügt. Eine evtl. ursprüngliche offene Veranda wurde nachträglich geschlossen. Die Verandatür ist eine zweitverwendete Tür aus der zeit um 1910, die durch eine diagonale Aufbretterung ein ähnliches Erscheinungsbild wie die historische Haustür erhielt. Abgeschlossen wird das Gebäude durch ein relativ flachgeneigtes Walmdach mit Aufschieblingen. | 09302492 |
| Direkt Bild zu diesem Denkmal hochladen | Einzeldenkmal in Sachgesamtheit Hauptfriedhof: Ehemaliges Wartehäuschen mit Verkaufseinrichtung und Bedürfnisanstalt, heute Blumenladen vor dem Hauptfriedhof (siehe auch Obj. 09230816) | Crimmitschauer Straße 43a (Karte)                        | 1925                        | Original erhaltener Zweckbau von baugeschichtlichem Wert. Ehemalige Wartehalle, heute Blumenladen: vor dem Tor des Friedhofs, ehemalige Wartehalle für die Friedhofsbesucher, 1925 nach Entwurf des Stadtbauamtes entstanden, die mittleren drei Fensterachsen waren ursprünglich offen und dienten als Wartebereich, weiterhin waren enthalten eine Bedürfnisanstalt und Verkaufsräume. | 09301465 |
| Direkt Bild zu diesem Denkmal hochladen | Sachgesamtheit Hauptfriedhof Zwickau mit den Einzeldenkmalen: Verwaltungsgebäude, Aufbahrungshalle (Feierhalle), Aufbewahrung (Funktionsgebäude), Einfriedung und Trennmauern mit Wandstellen, Krematorium mit Treppe und Wandbild (ohne Anbauten und Schornstein), ehemaliges Wartehäuschen mit Verkaufseinrichtung und Bedürfnisanstalt (Einzeldenkmale, siehe auch Obj. 09301465), ausgewählten Erbbegräbnissen, Grabmälern, dem Kriegerdenkmal für die im Ersten Weltkrieg gefallen Kameraden der Freiwilligen Feuerwehr Zwickau, Ehrenmale, darunter Sowjetischer Ehrenhain als Begräbnisort von 435 Kriegstoten, Gedenksteine und Grabfelder sowie gärtnerische Friedhofsgestaltung, geometrische Anlage mit rasterartiger Wegeführung und begleitender Baumpflanzung – Alleequartierfriedhof (Gartendenkmal) sowie Botanischer Garten entlang der Crimmitschauer Straße vor der östlichen Friedhofsmauer (Gartendenkmal) | Crimmitschauer Straße 43a; 45; 45b; 45c (Karte)          | 1865 (Anlage des Friedhofs) | Kommunaler Friedhof in für das ausgehende 19. Jahrhundert traditioneller Gestaltung von stadtgeschichtlicher, personengeschichtlicher, baukünstlerischer, gartengeschichtlicher sowie landschaftsprägender Bedeutung. Der Hauptfriedhof wurde im November 1865 an der Crimmitschauer Straße eröffnet, zunächst die Abt. I, und von der Stadtgemeinde genutzt. Dann wurde 1872 Abt. II, 1878 Abt. III, 1883 Abt. IV, 1890 Abt. V und 1895 Abt. VI eröffnet, regelmäßige Friedhofsanlage, jede dieser fünf ersten Abteilungen umfasst 21.016 m² , jede ist quadratisch, Die Abt. VI ist etwas kleiner, sie umfasst 12.920 m². Die Gesamtgröße des Friedhofs beträgt 11 ha 80 a. Quelle: Verwaltungsbericht der Stadt Zwickau 1899 im Stadtarchiv unter der Archivnummer EL 11364, S. 102/103. Das Verwaltungsgebäude, die Leichenhalle und die Friedhofskapelle bilden einen Platz am Eingang des Friedhofes und sind rechtwinklig zueinander angeordnet mit mittiger Grünanlage. Leichenhalle: eingeschossiges Gebäude mit Hallenanbau, Klinker, Mittelrisalit, Sockel Naturstein, Grünstein, roter Klinker, Mittelrisalit mit repräsentativem Eingang, neogotischer Hauseingangstür mit Glaseinsätzen, Schwebegiebel verziert, Satteldach, Kranzgesims mit Würfelfries, Klinker, Einzeldenkmal. Friedhofskapelle: eingeschossiger Klinkerbau, Pilastergliederung, neogotischer Zierrat, Satteldach, bekrönendes Kreuz, mittig an der Giebelseite drei große Rundbogentore mit Fischblasenornament, Dreischneuß, zweiflügelige Türen mit gesprosstem Oberlicht, über den Eingängen Konsolen für Plastiken sowie kleine Terrakottamedaillons mit floralen Ornamenten, seitlich ebenfalls Rundbogenfensteröffnungen, diese auf der einen Seite zugesetzt, kleine Apsis, Einzeldenkmal, halbrunder Chor, die Fenster sind Eisenfenster, komplett erhalten mit neogotischer Ornamentik, Rundbogenfenster, Dach erneuert, auf Konsolen stehend, Raum ursprünglich gewölbt, Fußboden in der Kapelle Sandsteinplatten sowie Theumaer Schieferplatten, wodurch die alte Gestaltung gut ablesbar ist, im Giebel noch Rosette mit Buntglasfenster. Verwaltungsgebäude: der Leichenhalle gegenüber stehend, gleiche Kubatur, gleiche Gestaltung wie diese, ebenfalls Rundbogenfenster und Türöffnung mit geschweiften Sprossen in den Oberlichtern des Haupteingangs, Mittelrisalit, Satteldach, zwei Achsen im Giebel, vorkragendes Dach mit verziertem Leergespärre, ehemals Wohnung des Friedhofsinspektors, Polygonmauerwerk am Sockel, roter Klinker, Einzeldenkmal. Wohnung des Friedhofsinspektors: Polygonmauerwerk am Sockel, roter Klinker, Einzeldenkmal. Krematorium und keramisches Wandbild Das Leben von Erika und Edgar Klier aus den 1970er-Jahren. Reste der Einfriedung: Granitsockel und Granitpfeiler sowie Eisenzaun reich verziert. s. Einzeldenkmal Obj. 09301869 | 09230816 |
| Direkt Bild zu diesem Denkmal hochladen | Einzeldenkmale auf dem Hauptfriedhof Zwickau: Verwaltungsgebäude, Friedhofskapelle/Aufbahrungshalle (Feierhalle), Aufbewahrung (Funktionsgebäude), Einfriedung und Trennmauern mit Wandstellen, Krematorium mit Treppe und Wandbild (ohne Anbauten und Schornstein), ausgewählte Erbbegräbnisse, Grabmäler, Kriegerdenkmal für die im Ersten Weltkrieg gefallen Kameraden der Freiwilligen Feuerwehr Zwickau, Ehrenmale, darunter Sowjetischer Ehrenhain als Begräbnisort von 435 Kriegstoten, Gedenksteine und Grabfelder | Crimmitschauer Straße 45; 45b; 45c (Karte)               | 1865 (Friedhofskapelle)     | Wesentliche Elemente und Bauten des bedeutendsten Friedhofs der Stadt Zwickau von besonderer personengeschichtlicher, baugeschichtlicher und künstlerischer Bedeutung (siehe auch Sachgesamtheit gleiche Anschrift – Obj. 09230816). Der Hauptfriedhof wurde im November 1865 an der Crimmitschauer Straße eröffnet, zunächst die Abt. I, und von der Stadtgemeinde genutzt. Dann wurde 1872 Abt. II, 1878 Abt. III, 1883 Abt. IV, 1890 Abt. V und 1895 Abt. VI eröffnet, regelmäßige Friedhofsanlage, jede dieser fünf ersten Abteilungen umfasst 21.016 m² , jede ist quadratisch, Die Abt. VI ist etwas kleiner, sie umfasst 12.920 m². Die Gesamtgröße des Friedhofs beträgt 11 ha 80 a. Quelle: Verwaltungsbericht der Stadt Zwickau 1899 im Stadtarchiv unter der Archivnummer EL 11364, S. 102/103. Das Verwaltungsgebäude, die Leichenhalle und die Friedhofskapelle bilden einen Platz am Eingang des Friedhofes und sind rechtwinkelig zueinander angeordnet mit mittiger Grünanlage. Leichenhalle: eingeschossiges Gebäude mit Hallenanbau, Klinker, Mittelrisalit, Sockel Naturstein, Grünstein, roter Klinker, Mittelrisalit mit repräsentativem Eingang, neogotischer Hauseingangstür mit Glaseinsätzen, Schwebegiebel verziert, Satteldach, Kranzgesims mit Würfelfries, Klinker, Einzeldenkmal. Friedhofskapelle: eingeschossiger Klinkerbau, Pilastergliederung, neogotischer Zierrat, Satteldach, bekrönendes Kreuz, mittig an der Giebelseite drei große Rundbogentore mit Fischblasenornament, Dreischneuß, zweiflügelige Türen mit gesprosstem Oberlicht, über den Eingängen Konsolen für Plastiken sowie kleine Terrakottamedaillons mit floralen Ornamenten, seitlich ebenfalls Rundbogenfensteröffnungen, diese auf der einen Seite zugesetzt, kleine Apsis, Einzeldenkmal,halbrunder Chor, die Fenster sind Eisenfenster, komplett erhalten mit neogotischer Ornamentik, Rundbogenfenster, Dach erneuert, auf Konsolen stehend, Raum ursprünglich gewölbt, Fußboden in der Kapelle Sandsteinplatten sowie Theumaer Schieferplatten, wodurch die alte Gestaltung gut ablesbar ist, Giebel noch Rosette mit Buntglasfenster. Verwaltungsgebäude: der Leichenhalle gegenüber stehend, gleiche Kubatur, gleiche Gestaltung wie diese, ebenfalls Rundbogenfenster und Türöffnung mit geschweiften Sprossen in den Oberlichtern des Haupteingangs, Mittelrisalit, Satteldach, zwei Achsen im Giebel, vorkragendes Dach mit verziertem Leergespärre, ehemals Wohnung des Friedhofsinspektors, Polygonmauerwerk am Sockel, roter Klinker, Einzeldenkmal. Krematorium und keramisches Wandbild Das Leben von Erika und Edgar Klier aus den 1970er-Jahren. Reste der Einfriedung: Granitsockel und Granitpfeiler sowie Eisenzaun reich verziert. Gedenktafeln/Denkmäler: I. Gedenktafel für die Mitglieder der Freiwilligen Feuerwehr, die im Zeitraum 1852–1902 bei Einsätzen um ihr Leben kamen, an der Wand befestigte, gusseiserne Tafel mit der Inschrifttafel: „Ihren in Gott ruhenden braven Kameraden, gewidmet von der Freiwilligen Feuerwehr zu Zwickau 1852“. 1902., Abt. II. II. Gedenkstein mit Inschrift: „Seinen verstorbenen Mitgliedern, Gewerbeverein Zwickau, Anlässlich des 50-jährigen Bestehens wurde diese Linde in feierlichem Akte gepflanzt. 1846–1896“, Abt. I. III. Sozialistischer Ehrenhain: ewiges Feuer auf Podest und Rhododendrenrabatte (ausschließlich der Belegung) Abt. III, Gruppen C, G, L und P, Natursteinwand sowie zwei plastische Flachreliefs (Fahnenträger), davor Treppe sowie Theumaer Schieferplatten. IV. Kriegerdenkmal Erster Weltkrieg der Freiwilligen Feuerwehr: großer Naturbelassener grob behauener Naturstein mit ovaler gusseiserner Inschriftplatte, Stahlhelm, darunter 1914–1918 mit Inschrift: „Ihren im Weltkrieg gebliebenen lieben Kameraden! Die Frw. Feuerwehr Zwickau“, Abt. II; der Gedenkstein war ursprünglich flankiert von zwei Eichen, wovon die eine inzwischen gefällt ist, weiterhin zwei Rhododendren. V. Ehrenbürgerstele vor Wandstelle Abt. I/48A. VI. Gedenkstein für die Opfer des Bergbauunglückes vom 22. Februar 1960: Gedenkstein aus Sandstein mit aufgesetzter Inschrift: „Glück auf!“ es folgen die Namen, darunter ein Kreuz 22. Februar 1960, daneben kleinerer Stein mit Schlegel und Eisen aus rotem Granit zu ehrendem Gedenken allen verunglückten Bergleuten des Zwickauer Steinkohlenreviers. Grabmäler: 1. Erbbegräbnis Fam. A. Aschenborn: Fabrikant, Grabstein mit Familienwappen aus Hilbersdorfer Porphyrtuff, Abt. I, Gruppe N. 2. Säulenstumpf (Rest einer Grabstelle): im Eingangsbereich des Friedhofes stehendes altes Grab bestehend aus einem Sockel, darüber Säulenstumpf mit Schriftband sowie angelehnter Steintafel mit verwitterter Inschrift, möglicherweise um 1890. 3. Rest einer alten Grabanlage: (Plastik: Rastender auf einer Bank) um 1910 lebensgroße Plastik in der Grünanlage am Haupteingang. 4. Erbbegräbnis Fam. L. Gräßer: Glaceehandschuhfabrikant, 1878, mit Familienwappen, Wandstelle Abt. I, Wandgrab mit Klinkerband mit eingelassener Schrifttafel mit Inschrift: Familie L. Grässer, Granitplatte mit Goldschrift und Sandsteinumrahmung, vor der Wand drei Gräber mit überhöhter Grabeinfassung Granit und vorliegender Schrifttafel, Stein Granit geschliffen sowie ein einzelnes, ebenfalls erhöht mit Einfassung Granit und einzeln stehende Grabsteine. 5. Erbbegräbnis Fam. Theodor Keller: Zwickauer Baumeister, 1872, Wandgrab mit Inschrift mit eingeritzter Schrift, darunter zwei Schrifttafeln, Text: „Ruhestaette der Familie Theodor Keller“, Abt. I. 6. Erbbegräbnis Fam. Engelbrecht: Wandstelle, 1914, mit Kriegerdenkmal für die gefallenen Söhne, Erbbegräbnis Fam. Engelbrecht, Fam. Lehmann, Kriegerdenkmal mit Medaillon, männlicher Büste, Flachrelief für Rudolf Engelbrecht, geb. 1890, gefallen 1911, und Karl August Lehmann, geb. 1919, gest. 1945 (Inschrift nachträglich angebracht). 7. Geputzter Abschnitt der Friedhofsmauer, davor Grabstelle mit Stele: auf der Stele Inschrift und Medaillon männliche Büste, Flachreliefs, Abt. I. 8. Grabmal Frau Joh. Christliebe: davor Obelisk mit zwei Inschriften, heute komplett unleserlich, an der Schauseite gekreuzte gesenkte Fackeln als Symbol der Befreiungskriege, seitlich Schlange sich in den Schwanz beißend sowie Schmetterling, Abt. I. 9. Gusseisernes Kreuz für C. H. Bäßler: 1857 (vermutlich vom alten Friedhof zur Wandstelle umgesetzt) Abt. I, an der Wand lehnend, geb. 1799, gest. 1857. 10. Erbbegräbnis Fam. Ebert: Rittmeister und Rittergutsbesitzer Freiherr von Wilkau, 1878, neogotisches Grabmal, repräsentative Wandstelle, Sandstein, Schrifttafeln hinterlegt mit schwarzem Granit bzw. rotem Granit, Inschrift: „Erbbegräbnis Familie Ebert“, flankiert von zwei kurzen Säulen, Basis Kapitell, großes Kreuz mit Lamm Gottes und Fahne, Abt. I. 11. Wandstelle Erbbegräbnis Familien Kästner, von Hinüber Dr. Haselhoff: schlichte Wandstelle mit Pilastern, Gebälk, Terrazzo mit eingelassener Schieferplatte mit eingeritzter Schrift, gold hinterlegt, personengeschichtliche Bedeutung, Abt. II. 12. Erbbegräbnis Fam. Sarfert: Kohlewerksbesitzer, 1889, Grabmal aus Sandstein mit geschliffenen Granitschriftplatten, Wandstelle, Grabmal mit flankierenden Säulen und Bekrönung, recht schlicht, zeittypisch, mit Inschrift: „Familie Sarfert“, Grabmal vermutlich von 1926 für Erika Sarfert angelegt, Heinrich Moritz Sarfert, verstorben 1932, Antonie Sarfert, verstorben 1934, sowie Dr. Hubert Wolf, verstorben 1952, Chemiker, Sohn des Baumeisters Franz Wolf, dazu Gedächtnistafel für die Toten aus zwei Weltkriegen der Familie Franz, gefallen 1917, Martin, gestorben 1946, Helmut, gefallen 1943, Herrmann, gefallen 1944, Gerhard, gefallen 1945, Abt. II/22. 13. Erbbegräbnis Fam. O. Lieske: Baumeister, 1944, Grabmal aus rotem Kunststein, schlichte Grabstelle flankiert von Halbsäulen mit Wappen mit Zirkel und Dreieck sowie Maurerhammer und Kelle als Symbole für den Baumeister, Wandstelle Abt. II/35. 14. Erbbegräbnis Fam. R. Pfitzner: Baumeister, 1945, Grabmal aus Theumaer Schiefer, Wandstelle Abt. II/37, an der Mauer befindliche Wandstelle gemauert aus Theumaer Schiefer mit Inschrift: „Familie Rudolf Pfitzner“, Baum und Granittafel für Marie Elisabeth Pfitzner und Baumeister Rudolf Pfitzner, Grabmal von 1945, Rudolf Pfitzner verstorben 1952. 15. Erbbegräbnis Fam. O. Wesche: Bildhauer, 1894, Grabmal weißes Marmorrelief in besonders guter künstlerischer Qualität (Engel und zwei trauernde Frauen) mit Sandsteineinfassung von Otto Wesche, Wandstelle Abt. II/50, Grabmal geschaffen von Otto Wesche 1894 für seine am 2. April 1887 verstorbene Ehefrau Emilie, Bildhauer selbst Karl Johann Otto Wesche verstarb am 31. Dezember 1914 und ist hier ebenfalls beigesetzt, Quelle: Frau Kettel (Garten- und Friedhofsamt), letzte Bestattung für Henriette Wesche, geb. Sommer, gest. 8. Juni 1929 in Berlin, ehemalige Einfassung des Grabes nicht mehr vorhanden, bildliches Flachrelief, bildliche Darstellung eines segnenden Engels, der zwei vor ihm kniende Frauen segnet bzw. den Abendmahlskelch reicht, darunter Inschrift: „Dein Wille geschehe“, alles stark verwittert, Relieftafel signiert mit O. Wesche 1894 in der rechten unteren Ecke, die Bildhauer Wesche und Rahmke hatten gemeinsam ein Stuckgeschäft in Zwickau. 16. Erbbegräbnis Fam. Fr. Chr. Fikentscher: Steinzeugfabrikant, 1887, Grabmal aus Granit mit Bronzeplatte (plastische Profildarstellung eines Ehepaares als Büsten) signiert von Otto Fikentscher, Sohn des Ehepaars Fikentscher, der auf dieser Platte seine Eltern dargestellt hat, Wandstelle Abt. II/55A, Grab eingefasst mit Granit sowie Fikentscherstein, Entwurf: Alfred Klinck. 17. Erbbegräbnis Fam. Joh. Christ. Gottl. Fischer: Porzellanfabrikant, 1887, Grabmal aus Porphyr, Wandstelle Abt. II/55B – Kolumbarium (Urnenbegräbnisstätte) der 1920er-Jahre, Wandstellen und Anlage mit einzeln aufgestellten Urnensteinen, Abt. IV, geschliffene Granitplatte mit Gold hinterlegter Schrift, Johann Christian Gottlieb Fischer war Besitzer der Porzellanfabriken zu Pirkenhammer und Zwickau, geb. 1801 in Erfurt, gest. 1892 in Zwickau. 18. Kolumbarium (Urnenbegräbnisstätte der 1920er-Jahre): Wandstellen sowie Anlage mit einzeln aufgestellten Urnensteinen, Abt. IV, teilweise aufgestellte Urnen sowie Kissensteine, Urne für den Juwelier Karl Uhlmann von 1925. 19. Obelisk mit Inschrift: „Hier ruht in Gott Herr Professor Dr. Emanuel Klitzsch, Kantor und Musikdirektor zu St. Marien und St. Katharinen“ und auf der Rückseite „Dem Andenken des unvergeßlichen Meisters Emanuel Kronach gewidmet von seinen dankbaren Freunden und Verehrern“, Abt. IV, Gruppe XIV, Obelisk aus geschliffenem Granit mit eingelassener Inschrift sowie Einfassung aus Granit. 20. Erbbegräbnis Fam. Klemm & Apel: Gastwirt & Kaufmann, 1920 Grabmal aus Sandstein, Wandstelle Abt. VI/33, Wandnischen mit Inschrift darüber, Engel bzw. Putto, Art-déco-Dekoration vor Pflanzschalen. 21. Erbbegräbnis Fam. E. G. Naundorff: Spediteur, Grabmal aus Sandstein mit Bronzeplastik Trauernde auf einer Bank aus schwarzem Marmor sitzend, Wandstelle Abt. VI/38, Ernst Naundorff war Bahn- und Zollamtsspediteur. 22. Erbbegräbnis Fam. C. Weihermüller: Kaufmann, 1919, Grabmal aus Terrazzo, farbig gefasst, mit Privatkolumbarium, Wandstelle Abt. VI/40, Grabmal aus Sandstein, Nische mit an ein Kolumbarium erinnernden Abschnitt mit Inschriften für das jeweilige Familienmitglied sowie große Inschrift: „C. Weihermüller“, Jugendstil, ursprünglich stand wahrscheinlich in der Nische eine Plastik, die heute nicht erhalten ist, Nische flankiert von kannelierten Säulen. 23. Anonymes Grab neben Grabmal Weihermüller: mit der Darstellung der Weltkugel als Halbrelief und darüber Adler mit aufgespannten Flügeln, in den Krallen einen Eskulapstab haltend, Sandstein, Muschelkalk und Granit. 24. Erbbegräbnis Fam. C. E. Würker: Bergrat und Stadtrat (Ritter des alten Ordens 1. Klasse), 1917, Grabmal aus Sandstein, Wandstelle Abt. VI/47, Inschrift: „Hier ruhet in Gott/Carl Eduard Würker/Bergrat u. Stadtrat/zu Zwickau/Ritter d.A.O. 1.Kl./4.XII.1843“, darunter 23.X.1917. 25. Grabmal Erbbegräbnis Fam. Rönnau & Penzler: Malermeister & Gastwirt, 1917, Wandgrab Privatkolumbarium Sandstein mit kannelierten Sandsteinsäulen, Bekrönung mit Kreuz und Inschrift: „RONNAU UND PENZLER“, Kolumbarium für die Familien Rönnau, Malermeister sowie Familie Penzler, Gastwirt, Wandstelle VI/50B. 26. Grabstelle Alex Schröter: gefallen 1920, mit Foto, Grabmal aus Sandstein, Postament mit Kissen, Lorbeerkranz und Stahlhelm, Abt. VI, Gruppe IV, Grabstein mit Fotografie des Verstorbenen. 27. Grabstelle Meisel & Zille: 1912, Bronzetempel mit Blütenbaldachin, Abt. VI, Gruppe IV, singuläres Grabmal. 28. Grabmal unbekannt: Inschrift: „Geliebt und unvergessen“, Urnengrabmal mit Sockel, um 1915, Inschrift auf der Urne, neben Meisel und Zille stehend. 29. Erbbegräbnis Fam. W. Junghanns: Baumeister, 1916, Grabmal aus Sandstein, Wandstelle Abt. VI, Wandgrab mit Inschrift für einen der bedeutendsten Zwickauer Baumeister Friedrich Wilhelm Junghanns und dessen Familie. 30. Grabmal Familie Leonhard: Wandgrabstätte mit gesonderter Gedenktafel für die Söhne der Familie, die im Ersten Weltkrieg gefallen waren, mit der Inschrift: „Zum Gedächtnis an unsere unvergesslichen Söhne und Brüder Fritz Leonhard und Rudolf Leonhard“. 31. Erbbegräbnis Fabian: Wandgrabstätte mit Gedenkstein für den Sohn Alfred Fabian, der in Frankreich 1914 gefallen ist 32. Grabstelle Carl Oswald: 1913, Betonsäule mit Bronzehaube, Abt. VI, Gruppe IV, Inschrift: „Das Herz im Menschen die Seele Gott“, „Carl Oswald 3.1.1867 19.1.1913“. 33. Erbbegräbnis Fam. Rob. Pflugbeil: Bäckermeister, 1906, Grabmal aus Sandstein mit Palmwedeln und Kränzen aus Bronze, Wandstelle Abt. V. 34. Wandgrab Familie Gierisch: Wandstelle mit Inschrifttafel und komplett erhaltener Einfriedung mit Blumenschalen und Kette sowie Theumaer Schieferplatten, die Wandstelle selbst Sandstein mit Granitplatte und eingelegter Goldschrift, um 1910. 35. Erbbegräbnis Fam. H. Lantzsch: 1910, Grufthaus aus Sandstein mit Engel und Kupferdach, Wandstelle Abt., V/66B, von Gustav Hacaoult. 36. Erbbegräbnis Fam. M.Schündler: Baumeister, 1906, Wandgrabstelle für die Familie und Baumeister Max Robert Schündler, Reste der Einfriedung und Grabplatte aus rotem Granit, Wandstelle Abt. V/67A, einfache Wandstelle mit zwei Blumenschalen auf Podesten. 37. Erbbegräbnis Fam. Heitzig: Stadtrat und Rechtsanwalt, 1905, Grabmal Säulenportikus aus Sandstein mit schwarzer Marmorplatte als Scheineingang, Wandstelle Abt. V/70. 38. Erbbegräbnis Fam. Wilhelm Kiehle: Fabrikant, Fabrikbesitzer einer Geldgießerei in Zwickau, 1904, Sarkophag aus Sandstein, Wandstelle aus weißen und grünen Glasurklinkern, Abt. V/72A. 39. Sammelgrab Wandstelle mit Plastik: Der müde Wanderer, ursprünglich vermutlich an einem anderen Standort, Betonplastik lebensgroß, Abt. V. 40. Reste des Erbbegräbnisses des Zwickauer Baumeisters Franz Wolf: Einfriedung und Schrifttafeln fehlen. 41. Erbbegräbnis Fam. L. Blumer: Louis Blumer, Fabrikant einer chemischen Fabrik für Appreturpräparate 1929, Grabmal aus Porphyr, Wandstelle Abt. V/88. 42. Erbbegräbnis Fam. Rössler: u. a. für Kurt Rössler, öffentlich bestellter Vermessungsingenieur, verst. 1955, Wandgrabstätte Rochlitzer Porphyrtuff mit mittig angeordneter Inschrifttafel mit Zirkel und Winkel flankiert von zwei trauernden Engeln, vermutlich um 1928 aufgerichtet. 43. Erbbegräbnis Fam. F. L. Meyer: u. a. für Friedrich Louis Meyer, Kaufhausbesitzer, 1932, Grabmal aus Porphyr, Wandstelle Abt. III/77. 44. Erbbegräbnis Fam. Paul Ebert: Kohlewerksbesitzer, 1915, Wandstelle Abt. III/78. 45. Wandgrabstelle für Fam. Christian Friedrich Voigt: Friedrich Voigt war Privatier und früherer Schlossermeister, geb. 1834 in Langenreinsdorf, verst. 1901 in Zwickau, sowie dessen Frau Eva Joh. Marie Voigt, geb. Frank, geb. 1829 in Hirschberg, verst. 1894 in Zwickau, Grabmal vermutlich 1894, Wandgrabstätte Sandstein mit aufgebrachten Granitschrifttafeln mit Säulenvor- und Rücksprüngen, Podesten und Bekrönungen, floralen Verzierungen. 46. Erbbegräbnis Fam. Kausche und Eger u. a.: bedeutendste Person hier ist Eduard Horst Kausche, Zeitungsverleger in Zwickau, geb. 1880, verst. 1958, Erbbegräbnis an der Mauer mit Erbbegräbnissen, Sargeinfassungen und Eisenzaun. 47. Katholische Grabanlage: mit Inschrift: „Jesus Christus verspricht, ich lebe und ihr werdet leben, Joh.14.19“ aus Sandstein, 1982 angelegt, Wandstelle Abt. III/12, Wandgrabstelle mit davor liegenden Grabtafeln, an der Wand weitere Inschrifttafel: „Wir gedenken der Pfarrer von St. Johann Nepumuck, die in Zwickau verstorben sind, Jakob Rink und Johannes Rückert“. 48. Kindergrab Lieschen Spindler: 1891, Porzellanmedaillon in Sandsteineinfassung, Abt. I, Gruppe Q. 49. Erbbegräbnis Fam. A. Klinck, Bau- und Steinmetzmeister, sowie Fam. Schierz, Erbbegräbnis Fam. Ulbrich: 1918, Grabmal aus Sandstein mit Einfriedung, Wandgrabstelle Porphyrtuff u. a. für Herbert Pans, Otto Ulbrich, Karl Pans, Flora Tietz, Wandfläche mit Nische, davor Fackel umwunden von Lorbeerlaub mit Flügeln sowie Bank, Abt. I/66A. 50. Erbbegräbnis Fam. W. Fikentscher, Fabrikant: 1890, Grabmal aus schwarzem Marmor mit Bronzerelief mit zwei Engeln links und rechts neben der Schrifttafel, Wandstelle Abt. I/63, Anlage vor der Wand mit Theumaer Schieferplatten und Bank, am Grab Schrifttafel „Fürs Vaterland starben Rudolf und Manfred Fikentscher, Leutnants im i. R. 1933 gefallen“, 1916 Johannes Wilhelm Fikentscher, Fabrikbesitzer und Stadtrat, verst. 1890, weiterhin Wilhelm Franz Fikentscher, Chemiker und Fabrikdirektor, verst. 1942, sowie Dr.phil. Heinrich Fikentscher, Dipl.Chemiker, verst. 1972, sowie Hans Dieter Fikentscher, verst. 1945. 51. Erbbegräbnis Fam. K. Groß: Privatier, 1919, Grabmal aus Betonwerkstein mit Privatkolumbarium, Wandstelle Abt. I. 52. Erbbegräbnis Fam. E. Selbmann und Rässler: Baumeister, 1914, Grabmal Wandstelle Abt. I/61, Emil Rässler, verst. 1914, war Baumeister, Emil Selbmann war Besitzer der Zwickauer Gusswerke und Ziegeleibesitzer, aus personengeschichtlichen Gründen Grabmal in der Denkmalliste. 53. Erbbegräbnis Fam. A. Mühle, Bildhauermeister: 1959, außergewöhnliches Grabmal mit Landschaftsdarstellungen u. a. Brücke, am Brückengeländer Signet des Bildhauers sowie Nadelbäume, Felsen, Wolken, Himmelsbogen, und im Baum sitzende Eule und Eichhörnchen sowie Zapfen und Vogel aus Sandstein, das Ganze verbindend ein Himmelsbogen sowie Bauwerke auf dem Felsen, Wandstelle Abt. I/57. 54. Grabmal für Frau Pauline Bachmann: Advokat und Notar, 1872, Grabdenkmal mit Marienfigur aus Sandstein, vor Wandstelle Abt. I/56, mit Inschrift: „Hier ruhet in Gott unsere teure, uns unvergessliche Mutter Frau Rechtsanwalt Pauline Bachmann, geb. d. 17. Oct. 1832. gest. 24. April 1898. Der besten Mutter von ihren dankbaren Kindern.“ 55. Erbbegräbnis Fam. Sanitätsrat Dr. med. Gaugele: Orthopäde, 1942, Grabmal aus Sandstein mit freistehendem, großen Sandsteinkreuz mit Inschrift: „Ich will dich segnen und du sollst ein Segen sein.“ und Ruhebank, Wandstelle Abt. I/52, Sanitätsrat Dr. med. Gaugele war der bedeutendste Orthopäde der Stadt Zwickau; weiterhin Gedenktafel für Karl Gottfried Gaugele als Sanitätsgefreiter seit 1944 vermisst in Russland. 56. Erbbegräbnis Fam. L. Streit: ehem. Oberbürgermeister der Stadt Zwickau, und davor Stele für die Ehrenbürger der Stadt Zwickau Ferdinand Döhner, Julius von Mangoldt, Friedrich Grüttwasser, 1898, Wandstelle Abt. I/49. 57. Erbbegräbnis Fam. A. Keller: Zimmerermeister, 1864, Grabmal neogotisch, Wandstelle Abt. I/47A. 58. Erbbegräbnis Fam. Hausmann & von Witzleben: Hauptmann, 1900, Grabmal Marmorrelief mit Jesus, Wandstelle Abt. I/46, Inschrifttafel mit der Inschrift der Familien Hausmann & von Witzleben mit eingelegten Halbedelsteinen einen Blumenkranz bildend. 59. Erbbegräbnis Fam. B. Arzig: u. a. Bernhard Arzig, Kaufmann, 1910, Grabmal Wandstelle Abt. II/2, qualitätvolle außergewöhnliche Wandgrabstelle. 60. Erbbegräbnis Fam. C. Herold: Prof. der französischen Sprache, 1858 aufgestellt, Grabmal und Sarkophag aus Carraramarmor (1832 geschaffen und vom Margarethenfriedhof umgesetzt) Wandstelle Abt. II/75B. 61. Erbbegräbnis Fam. L. Blumer sen.: Fabrikant und Klempnermeister, 1899, Grabmal, Wandstelle Abt. II/75A, Sandsteingrabmal nach dem Entwurf von Alfred Klinck. 62. Erbbegräbnis Fam. H. und K. Frey: Baumeister, 1920, Grabmal mit schmiedeeiserner Einfriedung und Einzelgräbern mit entsprechenden Grabplatten, Wandstelle Abt. II/70. 63. Grabmal Karl Brandt: Architekt, 1854–1908, Postament mit Schiefertafel signiert von Alfred Klinck, Inschrifttafel, im Postament geschliffener Granit, auf dem Postament Säulenstumpf ebenfalls Granit, Abt. II, Gruppe XI. 64. Erbbegräbnis Fam. E. Meitzner: Kaufmann, Wandstelle Abt. II/60A, 1885, Grabmal aus rotem Sandstein mit Galvanoplastik, Trauernde auf einem Sarg sitzend über eine Urne gebeugt. 65. Anonymes Grab: Produktion Engel von Villeroy & Boch, Entwurf: Merzig, um 1900, vor Wandstelle Abt. II/58, Marmor. 66. Erbbegräbnis Fam. C. F. Leonhardt: Königlich-Sächsischer Kommerzienrat, Wandstelle Abt. IV, von 1938, Grabmal aus schwarzem Marmor, Bronzekreuz mit Dornenkranz, davor Kissensteine mit Inschrift, das Kreuz steht vor einer segmentbogenförmigen Wandnische, beiderseits des Kreuzes aus Bronze zwei Lorbeerkränze. 67. Obelisk für Dr. S. F. J. Schlobig: Dr. der Medizin, Abt. IV, Gruppe V, auf dem Obelisk Inschrift: „Hier ruhet in Gott/Dr. med./Samuel Friedr. Julius/Schlobig,/des K. S. Verdienstordens R. RI. Kl., geb. 6. August 1816/gest. 15. April 1887/schlicht-edel reich an heilendem Rat und helfender Kunst,/durch seinen letzten Willen/auch nach dem Tode ein Förderer/des öffentlichen Wohles auf dem Sockel errichtet/von der dankbaren Stadt/Zwickau“. 68. Fam. Klara und Julius Geuther: 1931 verstorben, Wandstelle mit glasierten Ziegelplatten, schwarz glasierten Ziegeleinfassungen mit kleinen Postamenten sowie Blumenschale vor der Wand, Abt. IV, Grabstelle auf Grund des Materials von Bedeutung; es gibt nur ganz wenige Grabstellen dieser Art auf dem Friedhof. 69. Erbbegräbnis Fam. K.O. Hellwig: Fabrikant, 1928, Grabmal aus schwarzem schwedischem Granit mit Plastik Wanderer auf der Rast aus weißem schlesischem Marmor, Einfriedung ebenfalls aus schwarzem schwedischem Granit, Wandstelle Abt. IV/35B, Plastik von Paul Hempel, Dresden: an der Plinthe beschriftet, „Bildh. PAUL HEMPEL Dresden – To – 21“, Grabmal für Karl Otto Hellwig, von 1866 bis 1928 und Hedwig Toska Hellwig, geb. Artzt von 1869 bis 1942, weitere Inschrift: „Willenskraft großes schafft“, ehemaliger Webereibesitzer der Firma Landmann & Hellwig, Weberei englischer Gardinen, Spitzen usw. 70. Wandstelle Grabmal Fam. Häuberer: für Minna und Martha Frieda Häuberer, aus der Zeit um 1920, Wandstelle mit plastischem Schmuck, Kunststein mit Zusatz von Muschelkalk, typische Ornamentik, Abt. IV. 71. Erbbegräbnis Fam. H. Schumann: Fabrikant, 1921, Grabmal Wandstelle Abt. IV/12, 1921, Kunststein mit Muschelkalkeinschlüssen, Fabrikant der Waggon- und Wagenfabrik Schumann, das Grabmal ist für Hermann und Hugo, Marianne, Max und Fanny Schumann sowie der Mutter Emilie Schumann, die 1896 gestorben ist, Fabrik wurde 1904 gegründet und prosperierte in den 1910er und 1920er-Jahren, wurde dann später zu Sachsenringwerk III, die Firma selbst wurde dann verlagert nach Werdau und hat dort LKW produziert. 72. Erbbegräbnis Fam. E. Rascher: Baumeister, 1947, Grabmal Abt. IV, Gruppe IV, 1947, Grabmal aus Muschelkalk mit davor gestelltem Kreuz und der Zirkel und Zeichendreieck, vermutlich für Agnes Rascher angelegt 1938, Sterbedaten 1923, 1938, 1947, 1957. 73. Grabstein Biele-Erdmann: vermutlich um 1936, Grabstein aus Muschelkalk mit kaum lesbarer eingetiefter Inschrift, an den Seiten Symbole des Lebens und Vergehens, Sichel und Ehren, Waage, ein Buch mit einer Feder, Schlange, Schiffchen, Zahnrad, Zirkel, Grabstein war auf Grund der Symbolik in die Denkmalliste aufgenommen. 74. Erbbegräbnis Fam. R. Trobsch: Kaufmann und Stadtrat, 1923, Grabmal mit Stele und Einfriedung, Wandstelle Abt. IV/10, 1923, hergestellt von Gustav Hacault, Grabmal halbrund angeordnet mit Stele aus Porphyr für den gefallenen Sohn, Inschrift: „Es ist nicht nötig, dass ich lebe, wohl aber dass ich meine Schuldigkeit tue“ sowie schmiedeeiserne Einfriedung, halbrunde Wand mit zwei Nischen, in den Nischen eingestellte Grabstein aus Rochlitzer Porphyrtuff für Kurt Trobsch, Kaufmann und Stadtrat sowie Martha Trobsch, verstorben 1933, davor Stele aus rotem Granit mit gestuftem Sockel und Kreuz als Aufbau dazu Inschrift: „Zum Gedächtnis/unseres lieben Sohnes/Dr.jur./Konrad Trobsch/für Ltn. d. Res. im Pion.batail. 22/geb. 14. November 1887 in Zwickau/gef. 27. September 1914 in Fresnes/EN. Woevre“ wie weitere Inschrift: „Es ist nicht/nötig dass ich/lebe. Wohl aber/dass ich meine/Schuldigkeit tue“. 75. Erbbegräbnis Fam. Alfred Schön: u. a. für Klara Schön, geb. Schmelzer, verst. 1937 und Alfred Schön, geb. 1871, gest. 1940, die Grabanlage vermutlich von 1937, einfache Wandstelle aus Granit, davor zwei Einzelgrabsteine kissenartig für Robert Schön von 1853 bis 1924 und Nicolai Schön von 1890 bis 1915, Grabanlage vermutlich von 1937, auf dem Fries am oberen Bereich ein laufender Hund, wahrscheinlich Hakenkreuzsymbolik, Grabmal nur aus personengeschichtlichen Gründen für den Fabrikanten oder Webereibesitzer Alfred Schön. 76. Erbbegräbnis F. H. Lenk: Kaufmann, Entwurf Alfred Klinck, Wandstelle Abt. IV, um 1920, Wand aus Sandstein, Inschrift fehlt, flankiert von steinernen Blumenschalen. 77. Erbbegräbnis Fam. A. Queck: Alwin Queck war Baumeister in Zwickau, 1907, Grabmal Wandstelle Abt. VI/12, 1907, Grabmal aus Sandstein, vorgestelltes Grabkreuz aus grauem Granit mit Porträtmedaillon aus Bronze. 78. Erbbegräbnis Arno Tröger: Ruhestätte der Familie Arno Tröger, Wandstelle Nische mit Inschrift, Flachrelief mit trauerndem Engel, um 1925, Sandstein, Abt. V. 79. Erbbegräbnis Fam. F. G. Bretschneider & Bergmann: Bergdirektor und Ratsherr & Bergdirektor, 1938, Grabmal von Martin Fischer (vorm. F. E. Croy) mit Gedenkstein an ein anarchistisches Attentat Wandstelle Abt. III, Wandstelle in der Ecke mit Einfriedung. 80. Kindergrab mit Skulptur (Sandstein, betender Engel/Kind?): für Sigmund Georgie, verst. 1919, Abt. III, Gruppe Q. 81. Grabstein für Wilhelm Schmidt: Stadtkapellmeister, geb. 1872, verst. 1934, Grabstein Granit, ebenso der Kranz. 82. Figurengrab (ohne Namen): mit der Inschrift: „Aus Dankbarkeit den besten Eltern“, Granitsockel, Marmorplastik, weibliche Figur mit Ehrenkranz, lebensgroß, vor dem Grabmal Fam. Erler, Abt. III gegenüber Gruppe Q. 83. Figurengrab musizierender Engel mit Harfe (ohne Namen): vor Grabmal der Fam. E. O. Tittel, Abt. V, Muschelkalk, Halbrelief, keine Inschrift, möglicherweise sekundär an diesem Ort aufgestellt. 84. Erbbegräbnis Fam. C. F. Meyer: Stadtpfarrer, Superintendent und Kirchenrat von Zwickau D. Christian Friedrich Meyer, Grabmal mit Bronzerelief, Abt. III, Gruppe P, 1911, Grabmal aus Muschelkalk, Porträtbüste, Halbrelief Darstellung des Pfarrers, vermutlich Galvanoplastik, der Grabstein selbst Muschelkalk. 85. Erbbegräbnis Fam. Ä. A. von Schwanenflügel: Bahnhofsinspektor und Sanitätsrat, Wandstelle Abt. IV, 1896, Grabmal aus Sandstein mit Marmorsäulen und Familienwappen, Entwurf von Alfred Klinck, Wandstelle mit Inschrifttafeln, Säulen und Giebel bekrönt von einem Kreuz, Inschrift am Blendgiebel von V. Schwanenflügel, florale Dekorationen, kleine Puttis, davor Grabeinfassungen sowie Einfriedung, Säulen und Inschrifttafeln geschliffener Granit, Sockel des Grabmals auch Granit, Aufbau Sandstein, Grabstelle für Karl Jakobi stud. Mat. vor Wandstellen der Abt. III, nach 1918, einfacher Grabstein mit Inschrift, bekrönt von Stahlhelm, Sandstein, auf der Rückseite Inschrift: „Ehre seinem Andenken“, Grab für den gefallenen Sohn, der 1918 in Frankreich gefallen ist. 86. Grabstein Karl Hermann Bachmann: Abt. I, Gruppe K, Inschrift: „Hier ruhen in Frieden Karl Hermann Bachmann 1936“, Urnengrabstein Granit, sachlicher Kubus mit symbolischer Flamme. 87. Erbbegräbnis Fam. Kroitzsch/Vater: u. a. für Marianne Vater, geb. Kroitzsch, Museumsdirektorin, Grabstein aus Porphyr, Abt. I, Gruppe K, personengeschichtliche Bedeutung, Grabmal 1939? 88. Grabmal Hans Grobe (verst. 1971) und Richard Liebe: Architekt, Bund Deutscher Architekten, verst. 1976, wichtiger Architekt der Stadt Zwickau, roter Sandstein, Abt. I. 89. Gruppe N 90. Erbbegräbnis Fam. G. Röhringer, Gastwirt, 1889, Grabmal aus Sandstein mit Mosaik (Brunnen mit zwei Pfauen und Weinranken), Wandstelle Abt. V/61A. 91. Erbbegräbnis Fam. F. Wolf, Baumeister, 1906, Wandstelle mit weißen und grünen Glasur-Klinkern und Einfriedung Abt. V/77. 92. Erbbegräbnis Fam. Geuther: gest. 1931, Grabmal aus großen, rechteckigen, glasierten Ziegelplatten mit Einfriedung aus Granit, Wandstelle Abt. IV. 93. Urnenhain mit verschiedenen Urnengräbern so z. B. - freistehende Nachbildung einer Urne mit Schriftsockel aus Sandstein für Paul Saupe - freistehende Nachbildung einer Urne mit Schriftsockel aus Sandstein für Carl Brandt (Architekt) gest. 1908, Entwurf von Alfred Klinck - freistehende Stehle aus Sandstein mit oben aufgesetzter Bronzeflamme für Hermann Schink (Prokurist) geb. 1. Februar 1864 gest. 17. September 1936 und Luise Schink geb. 30. Oktober 1872 gest. 16. Juli 1961 - freistehende Stehle aus schwarzem Granit für Curt Seifert (Techn. Reichsb.Insp. a. D.) geb. 26. Mai 1887 gest. 28. März 1938 - freistehende Nachbildung einer Urne mit eingraviertem Äskulapstab auf Schriftsockel aus schwarzem Granit für Oskar Schmidt (Dr. med.) geb. 1. Dezember 1874 gest. 24. Dezember 1928 und Helene Schmidt (geb. Graser) geb. 4. Januar 1888 gest. 12. November 1948 - freistehende Nachbildung einer Urne mit Schriftsockel aus Pophyr (unleserlich) - freistehende Nachbildung einer Urne mit Schriftsockel aus Muschelkalk (unleserlich) - Säulenstumpf aus schwarzem polierten Marmor auf einem Postamentensockel aus Granit ca. 1920–1940, Abt. II, Gruppe XI. 94. Reliefplastik Harfespielender Engel, um 1910, aus Muschelkalk, um 1910, vor der Wandstelle E. O. Tittel. 95. Erbbegräbnis Fam. Ehrer, um 1900, vor der Wandstelle Marmorplastik eines jungen Mädchens mit Blumenkranz in der Hand auf Granitsockel mit der Inschrift: „Aus Dankbarkeit den besten Eltern“, Abt. III Gruppe M. 96. Stehle Hermann Bachmann, um 1930, Stehle aus Sandstein, Abt. I Gruppe K. 97. Erbbegräbnis Richard Grobe, Architekt, geb. 9. Juli 1891 gest. 29. April 1979, Grabstein aus rotem Sandstein mit Stadtwappen, Abt. I Gruppe N. 98. Erbbegräbnis Fam. Arno Tröger, um 1900, Grabmal aus Sandstein mit Reliefbild Engel, Wandstelle Abt. V. 99. Erbbegräbnis Fam. Alfred Schön, gest.... Clara Schön geb. Sch......; Alfred Schön geb. 18. Dezember 1890 in Moskau – gest. 14. April 1915; Nikolai Schön geb. 13. September 1853 – gest. 8. Oktober 1924; Robert Schön; Grabmal aus weißem Granit mit Einfriedung aus weißen Granitpfeilern mit gusseisernen Feldern, zwei bemerkenswerte Einzelgrabsteine (Nikolai und Robert) aus Sandstein, Wandstelle Abt. IV, Erbbegräbnis. 100. Erbbegräbnis Fam. Otto Häuberer, um 1920, gest. ......Otto Häberer (Baumeister), Grabmal aus Sandstein, Schriftplatte flankiert von zwei halbhohen, kannelierten Halbsäulen mit je einer Engelsfigur darauf, dieses eingefasst von einem verzierten Rundbogen mit voluminösem Schlussstein, beidseitig davor gesetzt je eine Urne auf Postament, Wandstelle Abt. IV, Erbbegräbnis. 101. Erbbegräbnis Fam. Ulbrich, Otto Ulbrich, Karl Danz, gest. 1993 Herbert Danz, Grabmal aus Porphyr mit Darstellung vermutlich eines stilisierten Äskulapstabes, seitlich von niedrigen Hecken eingefasst, schlichte Sandsteinbank und vereinzelte Trittsteine. 102. Erbbegräbnis Fam. Ferdinand Kausche, gest. 1891 Johanne Helene Eger geb. Burkhard, gest. 1891 Johanne Helene Eger geb. Burkhard, gest. 1892 Amalie Friedericke Glöckner geb. Meyer, gest. 1897 Ernst Theobald Glöckner, gest. Ferdinand Kausche (Buchdruckereibesitzer), gest. 1915 Dorothee Amalie Margarete Oesterer, gest. 1922 Eduard Arno Eger (Kaufmann), gest. 1923 Horst Friedrich Kausche, gest. 1924 Minna verw. Ehrler geb. Hammer, gest. Eduard Horst Kausche (Zeitungsverleger). Grabmal in Form eines Grabfeldes mit schmiedeeiserner Einfriedung bestehend aus sechs Einzelgrabstätten mit Sandsteineinfassung, ein Kindergrab mit Sandsteineinfassung und eine Grabstätte mit dunkler Marmoreinfassung, Wandstelle Abt. III, Erbbegräbnis. 103. Erbbegräbnis Fam. Edwin Dix (Baumeister), schlichter Grabstein mit den Insignien für einen Baumeister, Abt. III Gruppe H. 104. Erbbegräbnis Fam. Voigt, um 1870, monumentales Grabmal aus Sandstein, Wandstelle Abt. III, Erbbegräbnis. 105. Erbbegräbnis Fam. Rössler, gest. 1948 Dora Rössler, gest. 1955 Kurt Rössler (Vermessungsingenieur), gest. 1966 Dora Rössler geb. Böhner; Grabmal aus rotem Sandstein, links und rechts neben dem Schriftfeld je ein großes plastisches Engelsrelief, Wandstelle, Abt. IV. 106. Erbbegräbnis Fam. Gierisch Kaufmann, um 1910, Grabmal aus Sandstein mit schwarzer Marmor-Schrifttafel, von Hecken eingefasst, Abgrenzung zum Weg massiv aus Sandstein, Zugang zwei halbhohe Sandsteinsäulen mit aufgesetzten Pflanzschalen, separate kleine schwarze Marmortafel „Loni Hurlbeck / Geb. Becker / 1905–1984“, Wandstelle Abt. V. 107. Erbbegräbnis Fam. Leonhardt, 1915, Grabmal aus Sandstein mit Stahlhelmplastik auf Eichenlaub und Inschrift :„Zum Gedächtnis an / unsere unvergessli- / chen Söhne u. Brüder / Fritz Leonhardt / Leutnant I.R.1069 / geb. September 1897 / gest. 8. Oktober 1915 beim / Sturmangriff auf LOOS. / Rudolph Leonhardt / Leutnant F.A.R.12.6. / geb. 19. Oktober 1894 / gest. 30. Januar 1917 / I. FELDLAZARETT QUEANT.“, Wandstelle Abt. VI, Erbbegräbnis 62A. 108. Erbbegräbnis Fam. Ernst Emil Fabian, gest. 1914 Alfred Fabian, gest. 1917 Ernst Emil Fabian (Studienrat); Grabmal aus Granit, Relief mit Eichenkranz und eisernem Kreuz sowie Inschrift: „Zum Gedächtnis / unseres lieben Sohnes / und Bruders / Alfred Fabian / geb. 21. Februar 1875. / Er Starb den Heldentod / am 30. Aug. 1914 / und ruht bei Rethel / in Frankreich.“ Wandstelle Abt. Vi, Erbbegräbnis 61B. 109. Erbbegräbnis Fam. Florentin Kästner, Fam. Adolf Franz von Hinüber, Fam. Dr. Haselhoff, gest. 1910 von Hinüber, Georg Franz (Sohn des Landgerichtsdirektors Adolf Franz von Hinüber), gest. 1939 Kästner, Florentin (Dr. jur. Rechtsanwalt), Grabmal aus Kunststein, waagerechtes Gebälk auf zwei mit je einem Engelsrelief verziertem Pilaster, Wandstelle Abt. II, Erbbegräbnis 21. 110. Grabmal Urne, Grabmal aus Sandstein freistehende Urne mit Inschrift: „.... UND.....“, Abt. VI, Feld IV. 111. Erbbegräbnis Fam. Theodor Friedrich Keller, Zimmerer- und Baumeister (gest. 21. Dezember 1903), 1878 eröffnet Camilia Keller, In der Friedhofsmauer eingelassene Sandsteinplatte mit Mäanderband, Pilastern und waagerechtem Gebälk sowie Zusatztafeln, Zwickauer Hauptfriedhof Wandstelle Abt. I, Erbbegräbnis 3. 112. Erbbegräbnis und Kriegerdenkmal Fam. Otto Engelbrecht, Kaufmann und Kohlenhändler, Fam. Carl August Lehmann, 1874 eröffnet; gest. 1911 Ella Engelbrecht geb. Geyler, gest. 1917 Rudolf Engelbrecht (Sohn), gest. 1932 Otto Engelbrecht (Kaufmann), gest. 1939 Carl August Lehmann (1884–1939), gest. 1945 Carl August Lehmann (1919–1945), gest. 1970 Elisabeth Lehmann geb. Fikentscher, gest. 1985 Frank Sonntag; Grabmal mit Gedenkstein aus Sandstein für den im Ersten Weltkrieg gefallenen Rudolf Engelbrecht, dieser mit Porträtmedaillon und den im Zweiten Weltkrieg gefallenen Carl August Lehmann Inschrift: „Rudolf / Engelbrecht / geb. 2. Juli 1893 / gest. 8. September 1917 / bei Vitry le Francoir / zum Andenken / Carl August / Lehmann / geb. 14. Oktober 1919 / gest. 27. April 1945 / .........“, Wandstelle Abt. I, Erbbegräbnis 16b. 113. Erbbegräbnis Fam. Ernst Kästner, geb. 5. Dezember 1859 gest. 5. Oktober 1917 Ernst Kästner (Kohlewerksbesitzer in Bockwa) geb. 4. September 1935 Ida Melitta Kästner geb. Friedrich Grabmal aus Sandstein mit der Inschrift: „Hier ruhet in Gott / E. Kästner / Kohlewerksbesitzer / geb. d. 5. Dez. 1859 in Oberhohndorf / gest. d. 5. Okt. 1917“ Wandstelle Abt. I, Erbbegräbnis 25B. 114. Erbbegräbnis Fam. Biele, Fam. Erdmann gest. 1939, Grabmal aus Muschelkalk, Abt. IV, Gruppe IV. Grabfelder/Urnenhaine: a. Reste eines Urnenhains mit folgenden Einzelgrabstellen (Abt. II, Gruppe XI): - Prokurist Hermann Schink, 1864–1936, Grabstein 1936, Postament mit inschrift, darüber Flamme aus Bronze - Urnengrab Kurt Seifert, Technischer Reichsbahninspektor a. D., 1887–1938, geschliffener Granit - Drei weitere Steinurnengrabmale, teilweise mit schlecht lesbarer Schrift, Eines dieser Urnengräber für Paul Saupe, Sägewerksbesitzer, alle aus den 1930er-Jahren, das zweite Grab Fam. Bändel. - Urnengrabmal für Dr. med. Oskar Schmidt (1874–1928) und seine Frau Helene Schmidt, Granit, im Zackenstil, Abt. II, Gruppe XII. b. Grabfeld Abt. IV, Gruppe IV, 1938–1941, Kissenurnengrabfeld mit Kissensteinen, vorwiegend aus der Zeit um 1940. c. Grabfeld für die rumänischen und russischen Kriegsgefangenen: mit zwei Gedenksteinen aus Sandstein mit der Inschrift: „Zum ewigen Andenken an die teueren Kameraden/ gewidmet von den russischen bzw. rumänischen Kriegsgefangenen des Lagers Zwickau/ 1914–1918“, Abt. IV, Gruppe VIII - Sowjetischer Ehrenhain mit Grabstätten gefallener Soldaten des Zweiten Weltkrieges, Abt. IV, Gruppen XI und XII - Grabfeld mit Grabstätten der Zwickauer Bombenopfer des Zweiten Weltkrieges, Abt. IV, Gruppe VII, - Wiese mit Kissensteinen mit den Namen der Soldaten, Ausweisung ob es sich um einen russischen oder rumänischen Soldaten gehandelt hat und das Sterbedatum, die Steine selbst mit den Namen der Soldaten wurden erneuert 1998, erhalten blieben zwei Gedenksteine mit folgender Inschrift: „In memoria jubitilor nostri camarazi romani decedati in captivitate in timpul razboiului mondial 1916–1918 redicat din initiativaprizonirilor romani. Zwickau i.S.“ (Gedenkstein für die rumänischen Soldaten), auf der Rückseite Inschrift: „Zum Andenken an die teuren Kameraden gewidmet von den rumänischen Kriegsgefangenen des Lagers Zwickau“ sowie Stein für die russischen Kriegsgefangenen mit der Inschrift: „Zum ewigen Andenken an die teuren Kameraden gewidmet von den russischen Kriegsgefangenen des Lagers Zwickau“ (Gedenkstein für die russischen Soldaten), (Gedenkstein für die rumänischen Soldaten). d. Sowjetischer Ehrenhain mit Grabmälern für die gefallenen russischen Soldaten des Zweiten Weltkrieges Abt. IV, Gruppe XI, XII, Einzelgräber aus rotem Granit, Wege theumaer Schiefer sowie Ehrenmal mit Hammer und Sichel und Ähren sowie russischer Inschrift: „Hier ruhen 358 Sowjetbürger“ in Einzelgräbern sowie 87 Urnen wurden im Mahnmal eingebettet, die Gefallenen stammen aus dem gesamten Kreisgebiet, es handelt sich dabei um gefallene Soldaten und Gräber für Zwangsarbeiter. In Einzel- und Gemeinschaftsgräbern ruhen eine nicht bekannte (hohe) Zahl Sowjetbürger: ihren Verwundungen erlegene Soldaten der Frühjahrskämpfe, Umbettungen von Kriegsgefangenen und nach 1945 verstorbenen Soldaten. Die Gräber haben einheitlich gestaltete Grabsteine mit Namen und Daten (nicht alle). Im Zentrum der Hauptachse Denkmal: über zwei Stufen erreichbar die nach oben sich verjüngende Gedenkmauer, stark vorgezogenen Gesimsplatte, in der Mitte nach oben gezogen. Dort auf Weltkugel (im Halbrelief) ausgesetzt Hammer und Sichel, darüber Sowjetstern. Im oberen Drittel der Gedenkmauer ehrende Inschrift. Material: Sandstein, Höhe ca. 450 cm errichtet: ca. 1946/47 (Sowjetischer Ehrenhain, Gesamtanlage). e. Ehrenhain mit Grabstätten gefallener deutscher Soldaten des Ersten und Zweiten Weltkrieges: Abt. IV, Gruppen IV und VI, Kissensteine von 1945 mit den Inschriften der gefallenen Soldaten sowie zentraler Stein aus Rochlitzer Porphyrtuff mit der Inschrift: „Den Unseren“, Einzelgräber und der zentrale Gedenkstein ist von 1920 von Paul Berger. f. Grabfeld für Bombenopfer Zwickauer Bürger: stehende und liegende Grabsteine, Bombenangriff vermutlich vom 19. März 1945, zumeist Granitbruchstücke mit den Namen und dem Sterbedatum. | 09301869 |
| Direkt Bild zu diesem Denkmal hochladen | Städtische Grünanlage mit zwei Bärenplastiken, Treppenanlagen und Mauern aus Theumaer Schiefer | Ernst-Schneller-Platz (Karte)                            | 1933                        | Stadtentwicklungsgeschichtlicher Wert. 2009 Tierplastik im städtischen Bauhof eingelagert. | 09231642 |
| Direkt Bild zu diesem Denkmal hochladen | Mietshaus in halboffener Bebauung, Hälfte eines Doppelmietshauses (zugehörig Friedrich-Engels-Straße 59) | Franz-Mehring-Straße 1 (Karte)                           | 1906                        | Anspruchsvoller Jugendstilbau in sehr gutem Originalzustand von baugeschichtlichem und städtebaulichem Wert. Dreigeschossiger Putzbau, Fassade geprägt von Putz-Stuck-Dekorationen, Zackenfriese, aufgeputzten kannelierten Lisenen, Kopfdarstellungen sowie floralen Dekorationen, Balkone mit Eisengeländern, zweigeschossiger Erker mit Zierfachwerk, Rechteck- und Rundbogenfenster, im Sockelbereich Putzquaderung mit Kammzugputz, unterschiedliche Putzstrukturen in den verschiedenen Stockwerken, im Erdgeschoss Glattputz, im 1. Obergeschoss Rauputz und im 2. Obergeschoss Glattputz, großer Blendgiebel an der Hausecke mit Jugendstil-Putz-Stuck-Dekorationen. | 09231046 |
| Direkt Bild zu diesem Denkmal hochladen | Verwaltungsgebäude der Ortskrankenkasse | Franz-Mehring-Straße 3; 5; 7 (Karte)                     | 1925–1926                   | Repräsentativer, breit lagernder Putzbau mit reicher Innenausstattung von baugeschichtlichem, baukünstlerischem und städtebaulichem Wert. Als Krankenkassengebäude errichteter, markanter, viergeschossiger, breit gelagerter Putzbau, die Horizontale des Gebäudes wird betont durch Fensterbankgesimse, weiterhin ist die Fassade dekoriert mit kleinen Medaillons – teilweise mit Löwenköpfen verziert, der Sockelbereich und der Eingangsbereich mit Natursteinquadern eingefasst, Haupteingang flankiert von großen eisernen Laternen, aufwändig dekorierte Haustür mit Ziervergitterungen der Glaseinsätze sowie über der Tür gesprosstes Oberlicht mit Buntglasscheiben, Walmdach mit regelmäßig angeordneten zweiachsigen Gauben mit Walmdach, im Inneren: sehr guter Originalzustand – so beispielsweise Wandfliesen, dekoriert mit floralen Ornamenten, Bleiglasfenster im Treppenhaus – Darstellung der Jugend, im Erdgeschoss Türen zu den Schalterräumen erhalten: zweiflügelige Holztüren mit Glaseinsätzen, in den anderen Etagen originale Zimmertüren. | 09231047 |
| Direkt Bild zu diesem Denkmal hochladen | Mietshaus in geschlossener Bebauung | Franz-Mehring-Straße 4 (Karte)                           | 1914                        | Vereinfachter Putzbau von städtebaulichem Wert. Viergeschossig, Sockel Sandstein verkleidet, mittiger Hauseingang mit aufwändiger Türeinfassung mit zeittypischem Dekor und Schlussstein, originale Haustür mit gesprosstem Oberlichtfenster, der Hauseingang mittig eingeordnet, zwei Erker ab 1. Obergeschoss, vier Geschosse in das Dachgeschoss hineinreichend mit musizierenden Putti, Musikinstrumenten und floralen Dekorationen, Glattputz ungestrichen, Fenster nicht denkmalgerecht erneuert, Biberschwanzdeckung. | 09231048 |
| Direkt Bild zu diesem Denkmal hochladen | Mietshaus in geschlossener Bebauung | Franz-Mehring-Straße 6 (Karte)                           | 1913                        | Zeittypischer Putzbau in gutem Originalzustand vonbaugeschichtlichem und städtebaulichem Wert. Breit gelagerter, viergeschossiger Putzbau mit Natursteinsockel in regelmäßiger Schichtung, ähnliche Gestaltung wie Nummer 4, ebenfalls mittiger Hauseingang, originale Haustür, Fenster dem Original nachempfunden mit gesprossten Oberlichtern, beiderseits dreigeschossige Erker in das Dachgeschoss hineinreichend mit Fruchtkörben und Girlanden dekoriert, zurückhaltende Putz-Stuck-Dekoration, zweiachsiger breit lagernder Dacherker mit ovalem Fenster und Satteldach, Mansarddach mit Biberschwanzdeckung. | 09231049 |
| Direkt Bild zu diesem Denkmal hochladen | Mietshaus in geschlossener Bebauung | Franz-Mehring-Straße 8 (Karte)                           | 1901                        | Zeittypischer Putzbau in gutem Originalzustand von städtebaulichem und baugeschichtlichem Wert. Viergeschossiger, fünfachsiger Bau, einfache zeittypische Gestaltung, Erdgeschoss Segmentbogenfenster, Obergeschosse Rechteckfenster, unterschiedliche Fenstereinfassungen mit Stabprofilierung, waagerechter Verdachung, Schlusssteinen, verschiedenen floralen Dekorationen, Kielbögen usw., seitlich angeordnetem Haustor mit hohem Oberlicht, Fenster annähernd dem Original nachempfunden, profiliertes Kranzgesims. | 09231276 |
| Direkt Bild zu diesem Denkmal hochladen | Mietshaus in halboffener Bebauung in Ecklage, Teil einer Dreierhausgruppe (zugehörig Lassallestraße Nr. 52 und 54) | Franz-Mehring-Straße 9 (Karte)                           | 1908                        | Zeittypischer Putzbau von städtebaulichem und baugeschichtlichem Wert. Charakteristischer Putzbau, als Eckhaus und als Teil einer zeitgleich entstandenen Zeilenbebauung von baugeschichtlichem und städtebaulichem Wert, dreigeschossiger Bau mit unterschiedlichen Putzstrukturen, an der Ecke Putzquaderung, eingelegte kleine Fliesen, Fassade vermutlich leicht vereinfacht, ehemals im Erdgeschoss Laden – heute zu Wohnzwecken umgebaut, Erker unterschiedlicher Grundrisse Zierfachwerk am Giebelbereich, Dach ausgebaut. | 09231050 |
| Direkt Bild zu diesem Denkmal hochladen | Mietshaus in geschlossener Bebauung, Teil eines Doppelwohnhauses (zugehörig Nr. 12) | Franz-Mehring-Straße 10 (Karte)                          | 1901                        | Zeittypisch reich gegliederter Putzbau in gutem Originalzustand von städtebaulichem und baugeschichtlichem Wert. Viergeschossig, fünf Achsen, Seitenrisalit, nachträgliche Tordurchfahrt, die Nummer 10 und 12 zu einem Haus zusammenfasst, im Erdgeschoss Segmentbogenfenster, Obergeschosse Rechteckfenster, aufwändige Fassadengliederung, aufwändiger Putzbau gegliedert durch verschiedene Werksteinelemente, besonders dekoriert die Brüstungsfelder, teilweise Lisenengliederung, Rundbogenfenster im vierten Obergeschoss, bezeichnet am Seitenrisalit 1901, Putzabfärbungen nicht original, Fenster dem Original nachempfunden. | 09231051 |
| Direkt Bild zu diesem Denkmal hochladen | Mietshaus in geschlossener Bebauung, Teil eines Doppelwohnhauses (siehe auch Nr. 10) | Franz-Mehring-Straße 12 (Karte)                          | 1901                        | Aufwändig gegliederter Putzbau in gutem Originalzustand von städtebaulichem und baugeschichtlichem Wert. Gleiche Gestaltung wie Nummer 10. | 09231052 |
| Direkt Bild zu diesem Denkmal hochladen | Mietshaus in geschlossener Bebauung | Franz-Mehring-Straße 14 (Karte)                          | 1900                        | Reich gegliederter Klinkerbau in gutem Originalzustand von städtebaulichem und baugeschichtlichem Wert. Viergeschossig, fünf Achsen, Erdgeschoss Segmentbogenfenster, seitlich angeordneter Hauseingang mit sehr schöner originaler Haustür, zweiflügelig mit gesprosstem Oberlicht, die Haustür im Rundbogen abschließend, 1. und 2. Obergeschoss Rechteckfenster, viertes Geschoss Rundbogenfenster, die Fenster selbst verändert, nicht dem Original entsprechend, Fassadengestaltung ist ähnlich der Nachbarhäuser, Fassade geprägt durch die orangeroten und gelben Klinker, am Seitenrisalit bezeichnet 1900, dort auch Dreieckgiebelverdachung im 2. Obergeschoss mit bärtigem Kopf im Dreieckfeld. | 09231053 |
| Direkt Bild zu diesem Denkmal hochladen | Mietshaus in Ecklage in halboffener Bebauung, mit Vorgarten | Franz-Mehring-Straße 15 (Karte)                          | 1911                        | Als Teil eines zeitgleich entstandenen Straßenquartiers von städtebaulichem Wert sowie von baugeschichtlicher Bedeutung als zeittypischer Putzbau in sehr gutem Originalzustand. Eckhaus, Fassade mit Vor- und Rücksprüngen reich gegliedert, für das Erscheinungsbild des Hauses sind die gesprossten Oberlichtfenster bedeutsam, diese Fenstersprossung in jeder Etage anders ausgeführt – teilweise mit geschweiften Sprossen bzw. eingeschlossenen Romben, Fußwalmdächer in zwei Ebenen mit Biberschwanzdeckung gliedern die Fassade horizontal, originale Befestigungen für Balkonkästen auf Konsolen, Erker über rechteckigen und kreisförmigen Grundrissen, ausgebaute Mansarde, dort aufwändig gegliederter Dacherker mit Medaillon. | 09231054 |
| Direkt Bild zu diesem Denkmal hochladen | Mietshaus in geschlossener Bebauung | Franz-Mehring-Straße 16 (Karte)                          | 1900                        | Aufwändig gegliederter Klinkerbau in relativ gutem Originalzustand, von baugeschichtlichem und städtebaulichem Wert. Gleiche Gestaltung wie Nummer 14 jedoch die Haustür versetzt und durch eine neue, nicht denkmalgerechte Haustür ersetzt, ebenso die Fenster nicht denkmalgerecht. | 09231055 |
| Direkt Bild zu diesem Denkmal hochladen | Mietshaus in halboffener Bebauung, Teil einer Dreierhausgruppe (zugehörig Nr. 19 und 21) mit Vorgarten | Franz-Mehring-Straße 17 (Karte)                          | 1901                        | Zeittypischer, architektonisch anspruchsvoller Putzbau von baugeschichtlichem und städtebaulichem Wert. Einheitlich gestaltete Hausgruppe, wobei die beiden flankierenden Gebäude die gleiche Gestaltung aufweisen, alle mit Mittelrisalit, die äußeren Gebäude mit seitlich angeordnetem Eckerker über rechteckigem Grundriss über zwei Etagen, Zierelemente: gegossene Putz-Stuck-Dekorationen, Fensterverdachungen mit waagerechtem Gebälk bzw. Dreiecksgiebeln, mittig angeordnet eine Segmentbogenverdachung mit Wappen und floralen Dekorationen, im Erdgeschoss Schlussstein mit Gaffkopf, aufwändig dekorierter Dacherker volutenartig abgeschlossen, Haustür original, Originalfenster aufgearbeitet. | 09231056 |
| Direkt Bild zu diesem Denkmal hochladen | Mietshaus in geschlossener Bebauung, Teil einer Dreierhausgruppe (zugehörig Nr. 17 und 21) mit Vorgarten | Franz-Mehring-Straße 19 (Karte)                          | 1902                        | Zeittypischer Putzbau in anspruchsvoller Gestaltung von baugeschichtlichem und städtebaulichem Wert. Ähnliche Gestaltung wie die Nachbarhäuser, Mittelhaus mit Eingang am Mittelrisalit, seitlich flankiert von 2 × 3 Fensterachsen, Mittelrisalit ab 1. Obergeschoss mit Drillingsfenstern, Kunststeinfenstereinfassungen und Dreieckgiebelverdachungen bzw. waagerechte Fensterverdachungen, ähnliche Giebelgestaltung wie die Nachbarhäuser, dem Original entsprechend nachgebaute Fenster, originale zweiflügelige Haustür mit hohem Oberlicht, die Schlusssteine im Erdgeschoss mit Gaffköpfen (bärtige Männerköpfe) besetzt. | 09231057 |
| Direkt Bild zu diesem Denkmal hochladen | Mietshaus in halboffener Bebauung, Teil einer Dreierhausgruppe (zugehörig Nr. 17 und 19) mit Vorgarten | Franz-Mehring-Straße 21 (Karte)                          | 1902                        | Als Teil eines zeitgleichen Straßenzuges von städtebaulichem Wert sowie als gut erhaltener zeittypischer Wohnhausbau von baugeschichtlichem Wert. Gleiche Gestaltung wie Nummer 17, dafür am Erker das originale Glockendach erhalten, Dacherker vereinfacht – Bekrönung fehlt. | 09231058 |
| Direkt Bild zu diesem Denkmal hochladen | Mietshaus in halboffener Bebauung, Teil einer Dreierhausgruppe (zugehörig Nr. 25 und Rosa-Luxemburg-Straße 64), mit Vorgarten | Franz-Mehring-Straße 23 (Karte)                          | 1904                        | Zeittypischer, sehr schlichter Putzbau von städtebaulichem Wert. Dreigeschossig, sehr schlicht, einfache aufgeputzte Dekorationselemente, Fenster alle erneuert, nicht dem Vorbild entsprechend, Schleppgauben bezeichnet „SA“. | 09231059 |
| Direkt Bild zu diesem Denkmal hochladen | Mietshaus in geschlossener Bebauung, Teil einer Dreierhausgruppe (zugehörig Nr. 23 und Rosa-Luxemburg-Straße 64) mit Vorgarten | Franz-Mehring-Straße 25 (Karte)                          | 1905                        | Schlichter zeittypischer Putzbau von städtebaulicher und baugeschichtlicher Bedeutung. Schlichter Putzbau mit zeittypischen Putz-Stuck-Dekorationen, Fenster vereinfacht, Haustür original erhalten, städtebaulicher Wert, bezeichnet am Dacherker „SA“. | 09231060 |
| Direkt Bild zu diesem Denkmal hochladen | Wohnblock (mit fünf Eingängen, Franz-Mehring-Straße 26–32 und Kurt-Eisner-Straße 73) und Grünanlage | Franz-Mehring-Straße 26; 28; 30; 32 (Karte)              | 1955                        | Architektonisch anspruchsvolle Putzbauten von städtebaulicher und baugeschichtlicher Bedeutung. | 09231061 |
| Direkt Bild zu diesem Denkmal hochladen | Mietshaus in halboffener Bebauung, Teil eines Doppelmietshauses (siehe auch Nr. 11) | Freiligrathstraße 9 (Karte)                              | 1912                        | Architektonisch anspruchsvolle Fassade von bauhistorischer und städtebaulicher Bedeutung. Dreigeschossiges Gebäude, im Erdgeschoss Putznutung, ansonsten verschieden farbig abgesetzte Putzfelder, teilweise Gurtgesims, schlichte Rechteckfenster durch neue Fenster ersetzt, Eingang vertieft mit Treppe, rundbogig, zweiachsiger Erker, zunächst auf rechteckigem Grundriss, dann polygonal fortgesetzt bis in das Dach hineinführend, Sockel Naturstein mit originaler Vergitterung der Kellerfenster. | 09230323 |
| Direkt Bild zu diesem Denkmal hochladen | Mietshaus in halboffener Bebauung, Teil eines Doppelmietshauses (siehe auch Nr. 9) | Freiligrathstraße 11 (Karte)                             | 1912                        | Architektonisch anspruchsvolle Fassade von bauhistorischer und städtebaulicher Bedeutung. Dreigeschossiges Gebäude, im Erdgeschoss Putznutung, ansonsten verschieden farbig abgesetzte Putzfelder, teilweise Gurtgesims, schlichte Rechteckfenster durch neue Fenster ersetzt, Eingang vertieft mit Treppe, rundbogig, zweiachsiger Erker, zunächst auf rechteckigem Grundriss, dann polygonal fortgesetzt bis in das Dach hineinführend, Sockel Naturstein mit originaler Vergitterung der Kellerfenster. | 09230324 |
| Direkt Bild zu diesem Denkmal hochladen | Zwei Reihenhäuser einer Wohnhauszeile, bestehend aus sechs Gebäuden | Freiligrathstraße 30; 32 (Karte)                         | 1930                        | Als besterhaltene Teile dieser Wohnhauszeile und der Bauzeit von baugeschichtlicher Bedeutung. Beide Gebäude weisen die gleiche Gestaltung auf, viergeschossige Putzbauten mit Mittelrisalit, diese im Erdgeschoss-Bereich verklinkert, ebenso die Einfassung der Treppenhausfenster, aufwendige Gestaltung mit Pilastern bzw. vortretenden Läuferschichten, Fassade Pilastergliederung, Gurtgesims, annähernd quadratische Fensterformate, Sockel Klinker, Hauseingangstüren original, einflügelig mit Glaseinsätzen, hohem, sprossengeteiltem Oberlicht, die Fenster sind dem Original nachempfunden, charakteristisches Beispiele der Architektur der ausgehenden 1920er-Jahre, in sehr gutem Originalzustand von bauhistorischer Bedeutung. | 09230325 |
| Direkt Bild zu diesem Denkmal hochladen | Mehrfamilienhaus mit zwei Eingängen | Freiligrathstraße 33a; 33b (Karte)                       | 1935                        | Sachlicher zeitgemäßer Putzbau in gutem Originalzustand. Viergeschossiger Putzbau mit Fensterbankgesims zwischen dem dritten und vierten Obergeschoss, regelmäßige Fensteranordnung der Rechteckfenster, diese farbig gefasst in Porphyrton, Sockel Naturstein, Schichtmauerwerk, an beiden Giebelseiten polygonale Erker ab erstem Obergeschoss in das Dachgeschoss hineinreichend mit Holzeinfassungen zwischen den Fenstern, an den Fensterbrüstungen zwischen dem ersten und zweiten Obergeschoss Wandmalerei und Schrift, wobei eines der Bilder konserviert und abgedeckt wurde (dort Darstellung eines Soldaten und entsprechende Inschrift), auf der anderen Seite des Erkers Darstellung einer deutschen Familie im Sinne der Blut- und Boden-Malerei und die Inschrift: „Eigener Herd ist Goldes Wert“ sowie „Mein Heim meine Welt“, Holzbalkone – dem Original nachempfunden, Betonfenstergewänden, Sockel Theumaer Schiefer, Einfassung der Türen durch Klinker. | 09247601 |
| Direkt Bild zu diesem Denkmal hochladen | Teil eines Wohnblocks mit drei Eingängen (s. auch Nordplatz 5) | Freiligrathstraße 37 (Karte)                             | 1935 (Nr. 37)               | Schlichter Putzbau von baugeschichtlichem Wert. Mit Nordplatz 5 einen Wohnblock bildend, mehrgeschossiger Putzbau mit Ziegelsockel, schlichter Putzbau ohne Zierrat, die Fassade ist gestaltet durch das Verhältnis zwischen Fensteröffnungen und Wandfläche, liegende Rechteckformate der Fenster, jeweils dreiflügelig mit Sprossenteilung der Flügel, Satteldach, mit den beiden Gebäuden einen Wohnblock bildend, Nummer 37 wurde erst später angefügt in den 1930er-Jahren, die Fassade wird belebt durch einen dreigeschossigen, polygonalen Erker mit Fachwerk- bzw. Holzkonstruktion, die Brüstungsfelder des Erkers waren ursprünglich mit Malereien versehen u. a. Inschriften bzw. bildlichen, figuralen Darstellungen, die heute z. Z. nicht mehr klar erkennbar sind. | 09247600 |
| Direkt Bild zu diesem Denkmal hochladen | Mietshaus in halboffener Bebauung, Teil eines Doppelwohnhauses (zugehörig August-Bebel-Straße 8) mit Einfriedung und Vorgarten | Friedrich-Engels-Straße 18 (Karte)                       | 1906                        | Zeittypischer Putzbau in Originalzustand mit Zierfachwerk. dreigeschossig, fünf Achsen, unterschiedliche Fassadengestaltung, teilweise Zierfachwerk am Giebeldreieck und am Dacherker, an Teilen des 2. Obergeschoss Putz-Stuck-Dekorationen zwischen den Fenstern, Pilastergliederung in den Obergeschoss und Putzquaderung im Erdgeschoss und im Sockelbereich, Beton-Zaunpfeiler mit Eisenzaun in sehr gutem Originalzustand erhalten, Haustür original. | 09230327 |
| Direkt Bild zu diesem Denkmal hochladen | Mietshaus in geschlossener Bebauung | Friedrich-Engels-Straße 27 (Karte)                       | 1901                        | Zeittypisches Gebäude in Klinkermischbauweise von baugeschichtlichem und städtebaulichem Wert. Sechs Achsen, dreigeschossig, Erdgeschoss Putznutung, beide Obergeschosse roter Klinker, aufwändige Fenstereinfassungen mit ornamentalen Dekorationen im Schlussstein, Putz-Stuck-Dekorationen, originale Gauben, jeweils zwei flankieren einen zweiachsigen Dacherker, der vermutlich etwas reduziert ist, Hauseingang seitlich mit originaler Haustür, zweiflügelig mit Glaseinsätzen und kleinen Bekrönungen sowie geteiltem Oberlicht. | 09231275 |
| Direkt Bild zu diesem Denkmal hochladen | Mietshaus in geschlossener Bebauung | Friedrich-Engels-Straße 29 (Karte)                       | 1900                        | Zeittypischer Klinkerbau in gutem Originalzustand von städtebaulichem und baugeschichtlichem Wert. Dreigeschossig, fünf Achsen, Tordurchfahrt seitlich angeordnet mit großem originalen zweiflügeligem Holztor mit geteiltem Oberlicht, Fenster erneuert, gelber Klinker, Gurtgesims, waagerechte Fensterverdachungen, die mittleren Fensterachsen im 1. Obergeschoss mit großem Dreieckgiebel überdacht, kleine Kopfdarstellung im Tympanon, zweiachsiger veränderter Dacherker und kleine Gauben mit Satteldach. | 09231823 |
| Direkt Bild zu diesem Denkmal hochladen | Mietshaus in geschlossener Bebauung | Friedrich-Engels-Straße 31 (Karte)                       | 1900                        | Zeittypischer Klinkerbau in gutem Originalzustand von städtebaulichem und baugeschichtlichem Wert. Dreigeschossig, fünf Achsen, Tordurchfahrt seitlich angeordnet mit großem originalen zweiflügeligem Holztor mit geteiltem Oberlicht, Fenster neu, gelber Klinker, Gurtgesims, waagerechte Fensterverdachungen, die mittleren Fensterachsen im 1. Obergeschoss mit großem Dreieckgiebel überdacht, kleine Kopfdarstellungen im Tympanon, zweiachsiger veränderter Dacherker und kleine Gauben mit Satteldach, gleiche Gestaltung wie Nummer 29. | 09248104 |
| Direkt Bild zu diesem Denkmal hochladen | Mietshaus in geschlossener Bebauung | Friedrich-Engels-Straße 33 (Karte)                       | 1901                        | Zeittypischer, aufwendig gegliederter Klinkerbau in gutem Originalzustand von städtebaulichem und baugeschichtlichem Wert. Gleiche Gestaltung wie das Nachbarhaus mit minimalen Unterschieden, bessere Dachausbildung. | 09230328 |
| Direkt Bild zu diesem Denkmal hochladen | Mietshaus in geschlossener Bebauung | Friedrich-Engels-Straße 35 (Karte)                       | 1901                        | Zeittypischer aufwendig gegliederter Klinkerbau in gutem Originalzustand von städtebaulichem und baugeschichtlichem Wert. Dreigeschossig, sechs Achsen, orange-roter Klinker, Fenster dem Original nachempfunden, grün gestrichen, seitlich angeordnet Tordurchfahrt mit zweiflügeligem Tor mit geteiltem Oberlicht, aufwendige Putzstuckdekoration im ersten Obergeschoss sowie Bekrönung der Fenster durch Verdachung und Kugeln, originale Dachausbildung. | 09230329 |
| Direkt Bild zu diesem Denkmal hochladen | Mietshaus in geschlossener Bebauung, mit Laden | Friedrich-Engels-Straße 36 (Karte)                       | 1905                        | Mit original erhaltener Fleischerladenausstattung, qualitätvoll dekoriertes Jugendstilgebäude in gutem Originalzustand, von baugeschichtlicher Bedeutung. Dreigeschossiger Putzbau mit mittig angeordnetem Erker und gebundenen Fensterachsen, qualitätvolle Putzstuckdekoration u. a. unterhalb des Erkers vermutlich Darstellung eines Pfaun, der ein Mädchen raubt, weiterhin stilisierte Darstellung einer Eule und einer Raubkatze sowie eines weiblichen Kopfes am Dacherker, dieser vierachsig mit Rundbogenfenstern sowie Zierbogen und Steinkugel, Fleischerladen mit Jugendstilfliesen sowie farbiger Glasdecke. | 09230330 |
| Direkt Bild zu diesem Denkmal hochladen | Mietshaus in geschlossener Bebauung | Friedrich-Engels-Straße 38 (Karte)                       | 1904                        | Mit Laden, zeittypischer, vermutlich baulich leicht vereinfachtes Jugendstilhaus in gutem Originalzustand von baugeschichtlichem Wert. Ähnliche Gestaltung wie das Nachbarhaus, es fehlt die Putzstuckdekoration unterhalb des Erkers, es ist nicht bekannt, ob diese Dekoration vorhanden war, Bezeichnung am Erker: „E.B. 1905“, eine Engeldarstellung am Blendgiebel, am Kranzgesims Muschelfries. | 09230331 |
| Direkt Bild zu diesem Denkmal hochladen | Mietshaus in geschlossener Bebauung | Friedrich-Engels-Straße 40 (Karte)                       | 1903                        | Wohnhaus in Klinkermischbauweise von baugeschichtlichem Wert. Dreigeschossig, sieben Achsen, Erdgeschoss mit rotem Klinker verblendet, mittig angeordneter Hauseingang mit Putzstuck- und Natursteindekoration sowie Blendbogen mit rot glasierten Ziegeln. 1. und 2. Obergeschoss mit Lisenen- bzw. Pilastergliederung, Pilaster und Lisenen in dunkelrot glasierten Ziegeln, die Kapitelle verziert mit Putzstuckdekorationen und Löwenköpfen, Rechteckfensteröffnungen mit Ausgleichsbögen mit Schlusssteinen, alle Fenster nicht denkmalgerecht erneuert. | 09230332 |
| Direkt Bild zu diesem Denkmal hochladen | Mietshaus in geschlossener Bebauung | Friedrich-Engels-Straße 41 (Karte)                       | 1905                        | Aufwendig gestalteter Jugendstilbau in gutem Originalzustand. Sechs Achsen, dreigeschossig, Sockel Bossenquaderung (vorgefertigte Kunststeine), leicht vorspringender Mittelrisalit mit Hauseingang und originaler Haustür sowie Jugendstiltüreinfassung, Fensterbekrönungen ähnlich der Türeinfassung gestaltet, Balkon mit Steinbrüstung im 2.Obergeschoss, Dacherker mit floralen und figuralen Putzstuckdekorationen. | 09230333 |
| Direkt Bild zu diesem Denkmal hochladen | Mietshaus in Ecklage in geschlossener Bebauung | Friedrich-Engels-Straße 43 (Karte)                       | 1906                        | Mit Laden, architektonisch aufwendig gestalteter Jugendstilbau in gutem Originalzustand, baugeschichtlich von Bedeutung. Zeittypischer, reich gegliederter Putzbau in Ecklage und geschlossener Bebauung. Im Erdgeschoss befindet sich an der Ecke ein Ladenlokal, dessen Schaufenster mit sprossengeteilten Oberlichtern erhalten geblieben sind. Die Fassade ist aufwendig gestaltet u. a. durch Putzquaderung im Erdgeschoss, Putzstuckdekorationen insbesondere im Bereich der Dacherker sowie Vor- und Rücksprünge der Fassade, Erker und Balkone mit durchbrochenen Steinbrüstungen. Im Dach wurde Wohnraum geschaffen, wodurch es zu Vereinfachungen des Daches und die Einbindung von Dachliegefenstern kam. Als qualitätvoll gestaltetes, weitgehend original erhaltenes Gebäude und Bestandteil eines zeitgleich entstandenen Wohnquartiers erlangt dieses baugeschichtliche und städtebauliche Bedeutung. Dreigeschossig, polygonale Eckausbildung, Sockel mit Betonbossenquadern, Türportal mit Jugendstildekoration, ähnlich gestaltete Fensterbekrönungen, Laden an der Ecke, darüber erkerartiger Vorbau mit Balkonen, an der Ecke bezeichnet anno 1906. | 09230334 |
| Direkt Bild zu diesem Denkmal hochladen | Mietshaus in halboffener Bebauung, Teil eines Doppelmietshauses (siehe auch Nr. 51) sowie Vorgarten | Friedrich-Engels-Straße 49 (Karte)                       | 1902                        | Zeittypischer Putzbau in gutem Originalzustand von städtebaulichem Wert. Dreigeschossig, mit Nachbarhaus gemeinsamer Mittelrisalit, gleiche Gestaltung wie das Nachbarhaus, im Erdgeschoss Dreieckgiebelverdachung, im 1. Obergeschoss teilweise Segmentbogenverdachung mit Muschelmotiv und Putzstuckdekoration am Kranzgesims: Fries mit Muschelornament, großer gemeinsamer Blendgiebel, dieser bezeichnet 1902, Gauben original erhalten, wenige Dachliegefenster. | 09230335 |
| Direkt Bild zu diesem Denkmal hochladen | Mietshaus in halboffener Bebauung, Teil eines Doppelmietshauses (siehe auch Nr. 49) sowie Vorgarten | Friedrich-Engels-Straße 51 (Karte)                       | 1902                        | Zeittypischer Putzbau in gutem Originalzustand von städtebaulichem Wert. Dreigeschossig, Seitenrisalit, mit dem Nachbarhaus einen gemeinsamen Mittelrisalit bildend, gleiche Gestaltung wie das Nachbarhaus, im Erdgeschoss Dreieckgiebelverdachung, im 1. Obergeschoss teilweise Segmentbogenverdachung mit Muschelmotiv sowie im 2. Obergeschoss Rundbogen mit Dekoration im Bogenfeld sowie Putzstuckdekoration am Kranzgesims: Fries mit Muschelornament, großer Blendgiebel gemeinsam mit dem Nachbarhaus bezeichnet 1902, Gauben original erhalten. | 09230336 |
| Direkt Bild zu diesem Denkmal hochladen | Mietshaus in halboffener Bebauung, Teil eines Doppelmietshauses (siehe auch Nr. 55a) mit Einfriedung und Vorgarten | Friedrich-Engels-Straße 53 (Karte)                       | 1902                        | Zeittypischer Putzbau in gutem Originalzustand von baugeschichtlichem und städtebaulichem Wert. gleiche Gestaltung wie Nummer 49 und 51 sowie das Nachbarhaus Nummer 55a, dreigeschossig, gemeinsamer Mittelrisalit mit Nachbarhaus, gleiche Gestaltung wie das Nachbarhaus, im Erdgeschoss Dreieckgiebelverdachung, im 1. Obergeschoss teilweise Segmentbogenverdachung mit Muschelmotiv, im 2. Obergeschoss Rundbogen mit Putzstuckdekorationen im Bogenfeld sowie Putzstuckdekoration am Kranzgesims: Fries mit Muschelornament, Gauben original erhalten, Blendgiebel über dem Fenster des Mittelrisalit mit Putzkartusche bezeichnet E.B. 1902, Einfriedung: schmiedeeiserner Zaun (mit Eisenzaunsäulen) | 09230337 |
| Direkt Bild zu diesem Denkmal hochladen | Mietshaus in halboffener Bebauung, Teil eines Doppelmietshauses (siehe auch Nr. 57), mit Einfriedung und Vorgarten | Friedrich-Engels-Straße 55 (Karte)                       | 1899                        | Zeittypischer Historismusbau in sehr gutem Originalzustand von baugeschichtlichem und städtebaulichem Wert. Dreigeschossig, fünf Achsen, Seitenrisalit mit Pilastergliederung, Putznutung im Erdgeschoss, im Erdgeschoss Rundbogenfenster, Obergeschosse und Dachgeschoss mit Rechteck- und Segmentbogenfensteröffnungen mit profilierten Fenstereinfassungen, originale Gauben mit Kunststeinverblendung, hohes Mansarddach, seitlicher Hauseingang mit kleiner Freitreppe mit originalem schmiedeeisernem Treppengeländer, originale aufwendig gestaltete Haustür, Hoffassade teilweise verklinkert, Hofseitiger Anbau ohne Denkmalwert. Nebenanlagen: Vorgarten und schmiedeeiserner Zaun mit Zaunpfeilern aus Klinkern. | 09230338 |
| Direkt Bild zu diesem Denkmal hochladen | Mietshaus in halboffener Bebauung, Teil eines Doppelmietshauses (siehe auch Nr. 53) mit Einfriedung und Vorgarten | Friedrich-Engels-Straße 55a (Karte)                      | 1902                        | Zeittypischer Putzbau in gutem Originalzustand von baugeschichtlichem und städtebaulichem Wert. Gleiche Gestaltung wie die Nummer 49 und 51 sowie das Nachbarhaus Nummer 53, dreigeschossig, mit dem Nachbarhaus einen gemeinsamen Mittelrisalit bildend, gleiche Gestaltung wie das Nachbarhaus, im Erdgeschoss Dreieckgiebelverdachung, im 1. Obergeschoss teilweise Segmentbogenverdachung mit Muschelmotiv, im 2. Obergeschoss Rundbogenverdachung, in dessen Bogenfeld Dekorationen sowie Putzstuckdekoration am Kranzgesims: Fries mit Muschelornament, Gauben original erhalten, Blendgiebel: über dem Fenster Kartusche bezeichnet E.B. 1902, das Haus weist als Einziges dieser Häusergruppe die originale Farbfassung auf, die Fassade war sandfarben als Grundton, die Dekorationselemente wie Gurtgesimse, Fensterbankgesimse, Fenstereinfassungen und Bekrönungen waren porphyrfarben abgesetzt, Einfriedung: schmiedeeiserner Zaun (mit Eisenzaunsäulen). | 09230339 |
| Direkt Bild zu diesem Denkmal hochladen | Mietshaus in geschlossener Bebauung | Friedrich-Engels-Straße 56 (Karte)                       | um 1900                     | Bemerkenswerter Klinkerbau in singulärer Gestaltung und sehr gutem Originalzustand von baugeschichtlichem Wert. Dreigeschossig, fünf Achsen, Lisenengliederung, Fassade ist ausschließlich durch Klinker gegliedert – unterschiedliche Läuferschichten sowie diagonal verlaufende Läuferschichten, Jugendstil-Haustür in sehr guter Qualität mit geschweiftem Kämpfer und strahlenförmig angeordneten Sprossen im Oberlicht sowie ovalen Glaseinsätzen in den Türblättern, an die norddeutsche Backsteinarchitektur erinnernd, zwischen dem 1. und 2. Obergeschoss kleine quadratische Kunststeindekorationen, in deren Mitte unterschiedliche Putzstrukturen (an den Kammzugputz erinnernd), hohes Mansarddach mit dreiachsigem Dacherker und Schleppgauben. | 09230340 |
| Direkt Bild zu diesem Denkmal hochladen | Mietshaus in halboffener Bebauung, Teil eines Doppelmietshauses (siehe auch Nr. 55), mit Einfriedung und Vorgarten | Friedrich-Engels-Straße 57 (Karte)                       | 1899                        | Zeittypischer original erhaltener Historismusbau von baugeschichtlichem und städtebaulichem Wert. Gleiche Gestaltung wie das Nachbarhaus mit aufwendigen Putzstuckdekorationen der Fassade, Gauben original erhalten, Einfriedung gleiche Gestaltung, Hofseite: Eingangs- bzw. Vorhäuschen in Fachwerkbauweise mit typischen gründerzeitlichen Dekorationen, aufwendige Fachwerkkonstruktion, Blend- bzw. Leergesperre, in den Giebelfeldern ausgesägte Dekorationen (Bretter), Wasser wird abgeleitet über Ketten, zwei Verglasungen, eine davon original erhalten, teilweise mit Farbglasfenstern, originale Haustür. | 09230341 |
| Direkt Bild zu diesem Denkmal hochladen | Mietshaus in geschlossener Bebauung | Friedrich-Engels-Straße 58 (Karte)                       | 1901                        | Teil eines zeitgleich gestalteten Straßenzuges, von städtebaulichem Wert. Zeittypischer Klinkerbau, orangeroter Klinker, fünf Achsen, dreigeschossig, Fenster mit waagerechten Fensterverdachungen bzw. Segmentbögen und Dreiecksgiebeln, seitlich angeordnet originale Haustür mit Schnitzereidekoration (Jugendstil anklingend). | 09230342 |
| Direkt Bild zu diesem Denkmal hochladen | Mietshaus in Ecklage, Teil eines Doppelwohnhauses (siehe auch Franz-Mehring-Str. 1) | Friedrich-Engels-Straße 59 (Karte)                       | 1906                        | Mit Laden, städtebaulich wichtiger Putzbau in relativ gutem Originalzustand, baugeschichtlich von Bedeutung. Dreigeschossiger Putzbau mit polygonaler Eckausbildung von baugeschichtlichem und städtebaulichem Wert. Leicht vorkragender Eckrisalit mit Laden im Erdgeschoss und zweigeschossigem Erker über rechteckigem Grundriss ab 1. Obergeschoss. Ein wesentliches Gestaltungselement der Fassade bilden Balkone mit Eisenbrüstungen bzw. zweigeschossige Erker mit Zierfachwerk. Trotz verändertem Putz blieben die Putzdekorationen, wie Friese, Putzbänder, Fensterbankgesimse und Dekorationen verschiedener Fensterbrüstungen original erhalten. Fensteröffnungen im Erdgeschoss schließen mit Rundbögen ab, ansonsten wird die Fassade geprägt durch regelmäßig angeordnete Rechteckfenster annähernd gleicher Größe. Abgeschlossen wird das Gebäude durch ein hohes Mansarddach. Die Dachhäuschen und Gauben blieben original erhalten. | 09230343 |
| Direkt Bild zu diesem Denkmal hochladen | Mietshaus in halboffener Bebauung, Teil einer Dreierhausgruppe (siehe auch Nr. 63 und 65) | Friedrich-Engels-Straße 61 (Karte)                       | 1905                        | Reduzierter Jugendstilbau in gutem Originalzustand von städtebaulichem Wert. Dreigeschossig, Mittelrisalit, insgesamt fünf Achsen, sehr schlichte und sachliche, rein ornamentale Dekoration der Fassade, schlichte Rechteckfenster ohne Fenstereinfassungen und Dekorationen. | 09230344 |
| Direkt Bild zu diesem Denkmal hochladen | Mietshaus in geschlossener Bebauung | Friedrich-Engels-Straße 62 (Karte)                       | 1899                        | Zeittypischer Klinkerbau von städtebaulichem Wert. Zweigeschossig, sechs Achsen, Fenster mit zeittypischen waagerechten Fensterverdachungen und Putzstuckdekoration, Fassade gelber Klinker mit Putzbändern, seitlich angeordnet originale zweiflügelige Holzhaustür mit Glaseinsätzen und geteiltem Oberlicht, im Dachbereich leichte Veränderungen. | 09230345 |
| Direkt Bild zu diesem Denkmal hochladen | Mietshaus in geschlossener Bebauung, Teil einer Dreierhausgruppe (siehe auch Nr. 61 und 65) | Friedrich-Engels-Straße 63 (Karte)                       | 1905                        | Reduzierter Jugendstilbau in gutem Originalzustand, Teil eines zeitgleich entstandenen Straßenzuges, vonstädtebaulicher Bedeutung. Mittleres Haus der gleichgestalteten Dreierhausgruppe, Mitteleingang, Mittelrisalit, Türeinfassung mit Jugendstildekoration, darüber wappenartige Darstellung, Blendgiebel mit zwei Achsen, gleiche Gestaltung wie Nachbarbebauung, Dachbereich leicht verändert. | 09230346 |
| Direkt Bild zu diesem Denkmal hochladen | Mietshaus in halboffener Bebauung, Teil einer Dreierhausgruppe (siehe auch Nr. 61 und 63) | Friedrich-Engels-Straße 65 (Karte)                       | 1905                        | Reduzierter Jugendstilbau in gutem Originalzustand von städtebaulichem Wert. Gleiche Gestaltung wie die Nachbarhäuser, an der Hofseite kleines Vorhäuschen aus Holz in der typischen Gestaltung dieser Zeit sowie ein Balkon im Erdgeschoss mit Verglasung und Holzkonstruktion sowie ausgesägten Brüstungsbrettern, im Treppenhaus noch zwei Bleiglasfenster. | 09230347 |
| Direkt Bild zu diesem Denkmal hochladen | Mietshaus in halboffener Bebauung, Teil einer Dreierhausgruppe (siehe auch Nr. 70 und 72) | Friedrich-Engels-Straße 68 (Karte)                       | um 1902                     | Zeittypisches Gebäude in Klinkermischbauweise in sehr gutem Originalzustand mit bemerkenswerten Wand- und Deckenmalereien im Treppenhaus. Dreigeschossig, sechs Achsen, das Haus ist am qualitätvollsten saniert im Vergleich zu der Nachbarbebauung, Erdgeschoss Putz mit Fensterbankgesims, Gurtgesims, hellroter Klinker in den beiden Obergeschossen, waagerechte Fensterverdachung und Dreieckgiebel, Natur- bzw. Kunststeinfensterbrüstung mit Blumen dekoriert, originale Gauben, seitlicher Hauseingang, im Inneren qualitätvolle Wand- und Deckenmalerei des Treppenhauses (Jugendstilausmalung, welche 1995 bei Renovierungsarbeiten wiedergefunden und teilweise restauriert wurde). | 09231110 |
| Direkt Bild zu diesem Denkmal hochladen | Mietshaus in geschlossener Bebauung, Teil einer Dreierhausgruppe (siehe auch Nr. 68 und 72) | Friedrich-Engels-Straße 70 (Karte)                       | 1899                        | Zeittypisches Gebäude in Klinkermischbauweise von städtebaulichem Wert. Hauseingang an der Traufseite mit originaler Haustür, typisch vereinfachte Jugendstiltür mit geschweiften Sprossen im Oberlicht, gleiche Gestaltung wie Nachbarbebauung. | 09230349 |
| Direkt Bild zu diesem Denkmal hochladen | Mietshaus in halboffener Bebauung, Teil einer Dreierhausgruppe (siehe auch Nr. 68 und 70) | Friedrich-Engels-Straße 72 (Karte)                       | um 1900                     | Zeittypisches Gebäude in Klinkermischbauweise von städtebaulichem Wert. Dreigeschossig, sechs Achsen, Erdgeschoss Putz ohne Gliederung, Obergeschoss roter Klinker, Gurtgesims, Fensterverdachungen mit waagerechtem Gebälk und Dreieckgiebel, einfache Putzstuckdekoration im 1. Obergeschoss an den Fensterbrüstungen, Fenster nicht vorbildgerecht erneuert. | 09230350 |
|                                         | Einzeldenkmal in Sachgesamtheit Moritzkirche: Kirche mit Ausstattung | Heinrich-Heine-Straße (Karte)                            | 1892–1893                   | Städtebaulich markanter Klinkerbau von baukünstlerischer Bedeutung (siehe auch Sachgesamtheit gleiche Anschrift – Obj. 09301870). Aufwendiger neugotischer Zentralbau, 1891–1893 errichtet nach dem mit dem ersten Preis ausgezeichneten Entwurf der Firma Hans Abesser & Jürgen Kröger, Berlin. Die frühere Moritzkirche, gegründet Ende 12. Jh., mehrfach erneuert, wurde nach Fertigstellung der heutigen abgerissen. Der gesamte Bau mit reicher Backsteinornamentik, reliefartig die Flächen überziehend, rote unglasierte Ziegel im Wechsel mit blau- und braunglasierten. Mit roten Ziegeln verblendeter Bau über griechischem Kreuz, 5/8-Chorschluss mit Kapellenkranz, die westliche Giebelwand von zwei achteckigen Türmen mit Kegeldächern flankiert. Der mächtige Vierungsturm mit Pyramidendach und quadratischen Ecktürmen. Gleichzeitig mit der Kircheentstanden, symmetrisch zu ihr im Nordosten und Südosten angeordnet, zwei neugotische Pfarrhäuser. Beeindruckend der große, lichte Zentralraum. Emporen im Querhaus, im Westen die Orgelempore auf gedrungenen Säulen mit korinthisierenden Kapitellen. Die Chorwand mit in Backstein vorgeblendeten Arkaden geschmückt, in den Chorfenstern Christus und die Evangelisten. Im Nord-, Süd- und Westgiebel große Fensterrosen mit Darstellung der Taufe, des Abendmahls und eines Engels, alle Fenster von Bruno Urban. Ausstattung: einheitlich im neugotischen Stil. Altar, Kanzel und Taufe in Eiche. Altar mit Architekturaufbau, in Dreipassnischen als Vollfigur Christus als der gute Hirte, als Halbfiguren Petrus und Paulus, als Bekrönung ein Kruzifix. – Kanzel mit figürlichen und ornamentalen Schnitzereien, der lehrende Christus, Moses mit Gesetzestafeln, Elias mit dem Raben. – Taufe mit Aufsatz und Becken aus Goldbronze mit Ziselierung. – Im Langhaus die Sandsteinfiguren von Luther, Petrus, Philipus, Jakobus d. Ä., Jakobus d. J., Thomas und Paulus. – Jehmlich-Orgel. | 09230230 |
| Direkt Bild zu diesem Denkmal hochladen | Mietshaus in geschlossener Bebauung | Heinrich-Heine-Straße 22 (Karte)                         | 1891                        | Teil eines einheitlich gestalteten Straßenzuges, städtebaulicher Wert. Dreigeschossiger, fünfachsiger, gelber Klinkerbau mit verputztem Sockel, Sandsteingliederung, schlichte Gestaltung, leicht vereinfacht, als Teil des einheitlichen Straßenzuges denkmalwürdig. | 09231064 |
| Direkt Bild zu diesem Denkmal hochladen | Mietshaus in Ecklage in halboffener Bebauung, Teil einer Viererhausgruppe (zugehörig Clara-Zetkin-Straße 21, 23 und 25) | Heinrich-Heine-Straße 23 (Karte)                         | 1888                        | Original erhaltener Putzbau von großer städtebaulicher und baugeschichtlicher Bedeutung. Sehr gut erhaltener Putzbau mit Putznutung, Polygonmauerwerk am Sockel, qualitätvolle aufwendige Fenstereinfassungen, turmartiger Eckbau, zwei Bogenfelder mit Sgraffito mit Grotesken, einfache Fenstereinfassungen, im 1. Obergeschoss waagerechte Fensterverdachung, Gauben erweitert. | 09230231 |
| Direkt Bild zu diesem Denkmal hochladen | Mietshaus in geschlossener Bebauung | Heinrich-Heine-Straße 24 (Karte)                         | 1892                        | Zeittypischer Klinkerbau, als Teil eines gleichartig gestalteten Straßenzuges von städtebaulicher Bedeutung. Fünf Achsen, dreigeschossig, orangeroter Klinker, Sockel verputzt, Fenster und Tür erneuert, Gliederungselemente: Sandsteinbänder, -fenstereinfassungen bzw. -verdachungen und -verblendungen der Gauben, Dachliegefenster, recht vereinfachtes Haus, städtebaulicher Wert als Teil eines Straßenzuges einheitlicher Gestaltung. | 09231274 |
| Direkt Bild zu diesem Denkmal hochladen | Mietshaus in geschlossener Bebauung | Heinrich-Heine-Straße 26 (Karte)                         | 1894                        | Zeittypischer Klinkerbau von baugeschichtlichem und städtebaulichem Wert. Fünf Achsen, dreigeschossig, Sandsteingliederung überstrichen, typische Elemente wie Sohlbänke auf Konsolsteinen, waagerechte Fensterverdachungen bzw. Dreieckgiebelverdachungen, schlichte Gauben, heute Dachliegefenster, Fenster und Türen erneuert. | 09230219 |
| Direkt Bild zu diesem Denkmal hochladen | Mietshaus in geschlossener Bebauung | Heinrich-Heine-Straße 27 (Karte)                         | 1896                        | Zeittypisches Wohnhaus in äußerst schlichter Gestaltung mit sehr geringem Denkmalwert. Streichung: Fassade sehr schlicht, Fenster und Türen verändert, kein baugeschichtlicher Wert. | 09230220 |
| Direkt Bild zu diesem Denkmal hochladen | Mietshaus in geschlossener Bebauung | Heinrich-Heine-Straße 28 (Karte)                         | 1894                        | Zeittypischer Klinkerbau von baugeschichtlichem und städtebaulichem Wert. Gleiche Gestaltung wie das Nachbarhaus, als Teil eines geschlossen erhaltenen Straßenzuges von städtebaulichem Wert, Bemalung im Treppenhaus, originale Haustür erhalten. | 09230221 |
| Direkt Bild zu diesem Denkmal hochladen | Mietshaus in Ecklage in geschlossener Bebauung | Heinrich-Heine-Straße 29 (Karte)                         | 1896                        | Ursprünglich mit Laden, schlichter, zeittypischer Putzbau von städtebaulichem und baugeschichtlichem Wert. Dreigeschossig, Ecke viergeschossig, Eckrisalit, Laden zugesetzt, zu Wohnungen umgebaut, einfache Fassadengliederung und profilierten Fenstergewänden, an der Ecke mit Fensterverdachungen und Dreiecksgiebeln bzw. waagerechtem Gebälk bekrönt von kleinen Köpfchen, ansonsten sehr schlichter Bau, lediglich städtebauliche Bedeutung als Eckhaus. | 09230222 |
| Direkt Bild zu diesem Denkmal hochladen | Mietshaus in geschlossener Bebauung | Heinrich-Heine-Straße 30 (Karte)                         | 1894                        | Zeittypischer Klinkerbau mit Terrakottadekorationen von baugeschichtlichem und städtebaulichem Wert. Dreigeschossig, fünf Achsen, Erdgeschoss roter Klinker mit gelben Klinkern dekoriert u. a. Profilsteinen und Terrakottafensterverdachungen als Überschlaggesims, Obergeschoss gelber Klinker mit roten Klinkerbändern dekoriert ebenso mit Terrakottafensterverdachungen (Überschlaggesims), an der Traufe verändert ebenso im Dachbereich, Fenster verändert, originale Haustür erhalten: zweiflügelige Holzkassettentür mit hohem Oberlicht. | 09230223 |
| Direkt Bild zu diesem Denkmal hochladen | Mietshaus in Ecklage und geschlossener Bebauung | Heinrich-Heine-Straße 32 (Karte)                         | 1898                        | Mit Laden, zeittypischer Klinkerbau von städtebaulichem und baugeschichtlichem Wert. Dreigeschossig, Ecke viergeschossig, Eckrisalit, Erdgeschoss roter Klinker, beide Obergeschosse gelber Klinker mit dunkelrot glasierten Ziegelbändern dekoriert, Fenster erneuert, originales Haustor: zweiflügelig mit Glaseinsatz und Ziervergitterung sowie gesprosstem Oberlicht erhalten, ansonsten relativ schlicht, im Dachbereich leicht verändert, als Teil eines geschlossenen Straßenzuges von städtebaulichem Wert sowie baugeschichtlichem Wert. | 09230224 |
| Direkt Bild zu diesem Denkmal hochladen | Mietshaus in geschlossener Bebauung | Heinrich-Heine-Straße 33 (Karte)                         | 1907                        | Architektonisch anspruchsvoller Putzbau in sehr gutem Originalzustand von bauhistorischer und städtebaulicher Bedeutung. Dreigeschossiger, breit gelagerter Putzbau in ähnlicher Gestaltung wie das Nachbarhaus, hier lediglich Hauseingang mittig angeordnet mit originaler Tür: einflügelig mit feststehendem Seitenteil mit gesprosstem Oberlicht, Erker mit Balkonen verbunden, gleiche Gestaltung wie Nachbargebäude, Dacherker vereinfacht. | 09230225 |
| Direkt Bild zu diesem Denkmal hochladen | Mietshaus in geschlossener Bebauung | Heinrich-Heine-Straße 35 (Karte)                         | 1907                        | Architektonisch anspruchsvoller Putzbau von baugeschichtlichem und städtebaulichem Wert. Breit gelagerter Putzbau mit Mittelrisalit und Erker sowie Balkonen, Fensterbrüstungen am Erker mit ornamentalen Putz-Stuck-Verzierungen dekoriert, unterschiedliche Putzstrukturen bzw. Putzdekorationen, im Erdgeschoss Putzquaderung, Gurtgesims am Erker mit Wellen-Fries bzw. Würfelfries, auch am Kranzgesims wellenförmiger Fries, Dacherker: mit halbrundem Fenstererker und kleinem ovalen Fenster als Mund einer Maske, Blecheinfassung der Gauben, auch dort kleiner Würfelfries über den Fenstern, seitlich angeordnete Toreinfahrt flankiert von Pilastern, die eine Segmentbogenverdachung tragen, diese wird bekrönt von zwei Steinkugeln, originales Haustor mit Farbglasfenstern im Oberlicht, im Inneren alles erneuert. | 09230226 |
| Direkt Bild zu diesem Denkmal hochladen | Mietshaus in geschlossener Bebauung | Heinrich-Heine-Straße 37 (Karte)                         | um 1905                     | Putzbau mit Jugendstildekorationen von bauhistorischer und städtebaulicher Bedeutung. Dreigeschossiger, breit gelagerter Putzbau mit 4achsigem Dacherker, dieser von Segmentbogen bekrönt, Jugendstildekorationen (Einfassung der Fenster), unterschiedliche Putzabfärbungen – vermutlich nicht dem Original entsprechend, Putznutungen und unterschiedliche Putzstrukturen, große seitlich angeordnete Toreinfahrt, Haustüren und Fenster verändert. | 09230227 |
| Direkt Bild zu diesem Denkmal hochladen | Mietshaus in halboffener Bebauung in Ecklage | Heinrich-Heine-Straße 44 (Karte)                         | bez. 1906                   | Mit Laden, zeittypischer Putzbau mit zurückhaltender Jugendstildekoration von städtebaulichem und baugeschichtlichem Wert (zugehörig Lassallestraße 42 und 44). Gut sanierter dreigeschossiger Putzbau mit polygonalem Eckrisalit, bezeichnet 1906, zurückhaltende Putz-Stuck-Dekorationen, Jugendstil, Fenster dem Original nachempfunden mit sprossengeteilten Oberlichtern, Schaufenster original, Ladentür verändert, an der Fassade Flachreliefs mit floralen Dekorationen sowie einfache Putznutungen, Glatt- und Rauputz, Farbgebung heute dem Original nicht entsprechend, das Haus hat als Teil einer Dreierhausgruppe städtebauliche und baugeschichtliche Bedeutung. | 09230228 |
| Direkt Bild zu diesem Denkmal hochladen | Wohnblock einer Wohnanlage (zugehörig Lassallestr. 43) | Heinrich-Heine-Straße 46; 48; 50; 52; 54 (Karte)         | 1928                        | 45, 47 und 49 mit vorgelagerter Grünanlage, städtebaulich bedeutsamer Bau in Mischbauweise. Breit gelagerter Putzbau, Erdgeschoss mit Klinkern verblendet, Sockelbereich und Eingangsbereiche mit dunkelroten Klinkern eingefasst, an der Oberfläche abgearbeitet, so dass eine raue matte Oberfläche entsteht mit unterschiedlicher Farbgebung, an der Hofseite Treppenhausvorsprünge und Hauseingänge mit originalen Haustüren: zweiflügelige Türen mit großen gesprossten Glaseinsätzen und gesprossten Oberlichtern, Rundbogentüren mit vorgelagerten Freitreppen, über den Türöffnungen überdimensionale Schlusssteine (expressionistisch anmutend), heute Balkone vor Fassade gesetzt, Fassade mit Madenputz bzw. Glattputz versehen, beiderseits des Häuserblocks dreigeschossige Erker auf rechteckigem Grundriss, ebenfalls teilweise mit Klinkern verkleidet bzw. flankiert von dunkelroten Klinkern, regelmäßig angeordnete Rechteckfenster, Walmdach mit Schieferdeckung, Fassadengestaltung lebt von unterschiedlichen Strukturen der Oberfläche, so dem Unterschied zwischen glatten Klinkern und aufgerauten Klinkern sowie Rauputz und Glattputz bzw. an der Hausrückseite dem Madenputz. | 09230229 |
| Direkt Bild zu diesem Denkmal hochladen | Wohnblock einer Wohnanlage (Heinrich-Heine-Straße 47–59) und Kopfbau der Wohnanlage (Lassallestraße 41) mit vorgelagerter Grünanlage | Heinrich-Heine-Straße 47; 49; 51; 53; 55; 57; 59 (Karte) | 1928                        | Vom Neuen Bauen des beginnenden 20. Jahrhunderts geprägter Baukomplex, von architekturhistorischer Bedeutung. Heinrich-Heine-Str. 47–57: viergeschossige Häuserzeile, Fenster als Fensterbänder ausgebildet, horizontale Betonung der Fassaden durch Klinker- bzw. Putzstreifen, schlichte Rechteckfenster in Reihung, Treppenhäuser als vertikale Elemente durch Putz und Fensterformen hervorgehoben, Einzelhäuser: jeweils ein seitlich angeordnetes Treppenhaus, welches durch die einheitliche Putzgestaltung vertikal betont ist, über der Eingangstür jeweils sieben kleine Rechteckfenster in Reihe übereinander angeordnet, daneben jeweils vier Fensterachsen (liegende Fensterformate – dreiflügelig), zwischen den Fenstern Putzflächen, zwischen den Stockwerken einheitliche Flächen mit dunkelroten Sinterziegeln verblendet – hierdurch und durch Fensterreihung und Fensterformate Betonung der Horizontalen, Hausfassaden rot-beige-gestreift im Gegensatz zu den hell und einheitlich abgefärbten Treppenhausbereichen, die Häuserblocks werden von jeweils einem Kopfbau flankiert, Kopfbauten: Sockelverkleidung mit dunkelroten Sinterziegeln, Treppenhäuser ähnlich gestaltet, Putzbänder, die drei oberen Geschosse verputzt, Fenster regelmäßig aufgereiht und farbig abgesetzt, sodass ein gewisser Rhythmus der Fassade entsteht. Lassallestr. 41: viergeschossiger, sachlich gestalteter Putzbau mit dunkelrotem Klinkersockel,zurückversetztem Eingang, darüber Loggien mit halbrunden Balkongeländern mit Klinkern verblendet, Walmdach, recht schlichte Rechteckfenster, heute Fenster und Haustür nicht vorbildgerecht erneuert, nach der Fertigstellung wohnte ursprünglich der Zwickauer Stadtbaudirektor Siegfried von Tilling hier, Sanierung 1995. | 09230234 |
| Direkt Bild zu diesem Denkmal hochladen | Mietshaus in Ecklage in halboffener Bebauung, Teil eines Doppelmietshauses (zugehörig Kurt-Eisner-Straße 28) und Einfriedung | Heinrich-Heine-Straße 69 (Karte)                         | 1914                        | Mit Laden, städtebaulich wichtiger Putzbau. Schlichter Putzbau mit wenigen Putz-Stuck-Dekorationen, polygonalem Erker an der Ecke, die Fenster dem Original nachempfunden mit sprossengeteilten Oberlichtern, Dachhäuschen mit Krüppelwalmdach und Holzverkleidung, Eckturm ebenfalls polygonal, an der Hausrückseite vorgestellte Balkone, im Inneren keine originalen Türen erhalten, nur originales Eisengeländer. | 09230241 |
| Direkt Bild zu diesem Denkmal hochladen | Wohnhaus in offener Bebauung | Kolpingstraße 11 (Karte)                                 | 1935–1936                   | Für den Fabrikanten Blumer errichteter zeittypischer Putzbau, von baukünstlerischer und baugeschichtlicher Bedeutung. Zweigeschossiger Putzbau über unregelmäßigem Grundriss, Sockel Theumaer Schiefer, quer liegende Rechteckfenster mit schmalen Natursteineinfassungen, ursprünglich mit Fensterläden (die für das äußere Erscheinungsbild der Villa von maßgeblicher Bedeutung waren, sind nicht erhalten), steiles Walmdach, leicht geschweift (ursprünglich mit Schieferdeckung, diese nur teilweise erhalten), einzeln stehende Gauben mit Walmdach, im Erdgeschoss Wintergarten, im Obergeschoss über dem Wintergarten Balkon; Hauseingang: große geschwungene Freitreppe und Terrasse mit Theumaer Schiefer belegt, die Türeinfassung und Terrassengeländer ebenfalls aus Theumaer Schiefer, rundbogige zweiflügelige Haustür mit Glaseinsätzen und originaler Ziervergitterung sowie originalen Beschlägen; Innen: originale Ausstattung, Erdgeschoss: Windfang mit originaler Pendeltür zur Halle und Kreuzgratgewölbe, Halle mit Wandvertäfelung und flachem Tonnengewölbe, von der Halle führt eine zweiläufige, leicht gewendelte Holztreppe in das Obergeschoss, teilweise blieben die Holzhandläufe erhalten, ebenfalls von der Halle war auch der Ofen im Salon beheizbar, im Salon sind noch sichtbare Deckenbalken vorhanden; Obergeschoss: Herrenschlafzimmer mit originalen Einbauschränken mit Intarsien und geschliffenem Spiegel, im Flur und in anderen Zimmern weitere schlichte Wandschränke über den Türen, Zimmertüren weitgehend erhalten, Reste der originalen Fliesen im Badezimmer vorhanden (weiße Fliesen etwa 15 × 15 cm mit grün bzw. blau glasierter oberer Abschlusskante), im Badezimmer Nische für die Badewanne, beiderseits der Nische Wandschränke, Badewanne selbst nicht erhalten. Haustechnik: teilweise bauzeitlich u. a. Lüftungsklappen über den Fenstern und in den Wänden, Verbundfenster (alle original erhalten, wahrscheinlich teilweise mit Schiebevorrichtung), Heizungen unter den Fenstern in Nischen (Heizungsverkleidungen erneuert). Keller: Haus komplett unterkellert, teilweise Weinkeller und Vorratskeller, der mittlere Raum zwischen dem Weißwein- und dem ehemaligen Rotweinkeller diente als Trinkstube, demzufolge zeichnete er sich durch eine besondere Gestaltung aus. Dieser Raum wird durch ein Kreuzgratgewölbe abgeschlossen, die Eingangstür wird durch eine Einfassung mit Theumaer Schiefer betont, der ehemalige Rotweinkeller wurde zum Luftschutzkeller umgebaut. | 09299966 |
| Direkt Bild zu diesem Denkmal hochladen | Villa | Kolpingstraße 15 (Karte)                                 | 1891/1892                   | Gut erhaltener Historismusbau in Klinkerbauweise von baugeschichtlichem und städtebaulichem Wert. Zweigeschossiger auf rechteckigem Grundriss mit Vor- und Rücksprüngen errichteter Bau, roter Klinker mit Sandsteinbereichen und -fenstereinfassungen teilweise mit ornamentalen oder floralen Verzierungen, nachträglicher Anbau ohne Denkmalwert, im Dachbereich Veränderungen sowie am Eckerker fehlende Turmhaube, in der Bekrönung über dem gekoppelten Fenster im Erdgeschoss bezeichnet „PE“ – Initialen des Bauherren, des ehemaligen Kohlebergwerksbesitzers Paul Ebert. | 09230300 |
| Direkt Bild zu diesem Denkmal hochladen | Villa | Kolpingstraße 17 (Karte)                                 | 1879                        | Typischer Historismusbau seiner Zeit, dominiert von Turmbau, von städtebaulichem und baugeschichtlichem Wert. Zweigeschossiger, auf annähernd rechteckigem Grundriss errichteter Putzbau mit aufwändiger Fassadengliederung u. a. Fenstergewände als Pilaster ausgebildet und mit Segmentbögen bzw. Dreiecksgiebeln bekrönt, diese mit Fruchtgirlanden und Fabelwesen dekoriert, verkröpftes Gurtgesims, Eckturm mit flach geneigtem Pyramidendach, drei originale Dacherker, Putznutung im Erdgeschoss und Eckquaderung am Turm leider nicht mehr vorhanden, im Inneren aufwändige Stuckdecken, Türen und Parkettböden erhalten, Sanierung 1996. | 09230301 |
| Direkt Bild zu diesem Denkmal hochladen | Villa in Ecklage mit Einfriedung und Vorgarten | Kolpingstraße 19 (Karte)                                 | 1881                        | Architektonisch anspruchsvoller Neorenaissancebau in sehr gutem Originalzustand von baugeschichtlichem, baukünstlerischem und städtebaulichem Wert. Zweigeschossiger Putzbau mit Vor- und Rücksprüngen, aufwändiger Fassadengliederung, halbrunder Erker, darüber Balkon mit Balusterbrüstung, Wintergarten mit großen Rundbogenfenstern, auch darüber Balkon mit Balusterbrüstung sowie ornamentale Dekorationen – Flachreliefs, polygonaler Treppenhausvorbau, flach geneigte Walmdächer mit nachträglichen Dachliegefenstern, Reste der Einfriedung vorhanden, Sanierung 1997/98. | 09230303 |
| Direkt Bild zu diesem Denkmal hochladen | Villa mit Rest der Einfriedung | Kolpingstraße 21 (Karte)                                 | 1881erbaut                  | Zeittypischer, architektonisch anspruchsvoller Neorenaissancebau in sehr gutem Originalzustand von architektonischem und städtebaulichem Wert. Teil eines gut erhaltenen Villenviertels in ähnlicher Gestaltung, Bau mit Vor- und Rücksprüngen, zweigeschossig u. a. mit ursprünglich offener überdachter Terrasse, später Wintergarten, am Wintergarten an den Fensteröffnungen Ziervergitterungen, Erker mit darüber befindlichem Balkon, aufwändige Fenstereinfassungen mit Pilastern und waagerechten Verdachungen, im Obergeschoss Rundbogenfenster, flach geneigtes Walmdach mit weitem Dachüberstand, Eierstabfries am Kranzgesims; Einfriedung: zurückversetzter Eisenzaun, Fensterbankgesims im Obergeschoss bei der Sanierung 1990 entfernt, Hauseingang mit Treppenaufgang und offenem Vorraum mit Rundbogenöffnungen und runder Ecksäule. | 09230305 |
| Direkt Bild zu diesem Denkmal hochladen | Villa mit Einfriedung und Garten | Kolpingstraße 23 (Karte)                                 | 1883                        | Architektonisch anspruchsvoller Klinkerbau in sehr gutem Originalzustand mit original erhaltenem Zubehör von baukünstlerischem und städtebaulichem Wert. Villa: zweigeschossiger Klinkerbau über unregelmäßigem Grundriss im Schweizer Stil mit verschiedenen Klinkerdekorationen u. a. farbigen Bändern bzw. Zackenfries u. a. ornamentale Dekorationen, weit vorkragende, flach geneigte Satteldächer auf Pfetten und Kragkonsolen gestützt, an der Ecke kleiner Turm mit flach geneigtem Kreuzdach sowie verändertem Wintergarten (ursprünglich offene überdachte Veranda), rechteckiger Erker mit darüber befindlichem Balkon mit Balustern und gemauerten Brüstungspfeilern, hier beidseitig je ein Sandsteinmedaillon mit Porträtbüsten eines Mannes und einer Frau (Flachreliefs), Fenster im Erdgeschoss mit scheitrechtem- bzw. Segmentbogen, im Obergeschoss Rundbogenfenster, Überdachung des Hauseingangs verändert, Hauseingang mit Treppenaufgang und Steinvasen auf den Absätzen der Treppenwangen; Einfriedung: gemauerte Zaunpfeiler sowie Eisenzaun mit Tor und Schlupftür original erhalten; Garten: Plattenweg aus Fikentscher Platten. | 09230307 |
| Direkt Bild zu diesem Denkmal hochladen | Villa mit Hintergebäude, Einfriedung und Garten | Kolpingstraße 25 (Karte)                                 | 1892                        | Zeittypischer Klinkerbau im Stil der Neorenaissance in gutem Originalzustand von baugeschichtlichem und städtebaulichem Wert. Villa: zweigeschossiger, breit lagernder gelber Klinkerbau mit Mittelrisalit, zeittypischen Fassadendekorationen, Fenstergewände, Gesimse, Bänder, Eckquaderung und Brüstungsfüllungen aus Sandstein, polygonaler Eckturm (Turmhaube nicht mehr vorhanden), zwischen Mittelrisalit und Eckturm Terrasse mit Abgang zum Garten, hier originales schmiedeeisernes Treppengeländer, Terrassenbrüstung nicht mehr original, Bekrönung des Mittelrisalits vereinfacht, ebenso einige andere Bereiche, dafür die Einfriedung in sehr gutem Originalzustand, Eisenzaun im Bereich der Toreinfahrt und der Pforte mit Natursteinpfeilern, großer Garten vermutlich noch mit Resten der alten Bepflanzung, im Inneren Stuckdecken, Decken- und Wandmalereien (konserviert) und Podestbeläge erhalten; Hintergebäude: Die gelbe Klinkerfassade ist geprägt durch Fenster- und Türöffnungen mit Segmentbogenabschlüssen als Rollschicht und ein Traufgesims aus roten Klinkern in Form eines Zahnschnittfrieses. Das fünfachsige Gebäude ist in drei Bereiche unterteilt. In der linken Achse befindet sich der Hauszugang mit dahinterliegendem Treppenhaus. Rechts daneben schließt sich ein zweiachsiger Mittelrisalit mit der Einfahrt zur ehemaligen Remise (heute Garagenzufahrt) an. Im Dachgeschoss war hier ursprünglich ein Heuaufzug zu dem hier befindlichen Futterboden vorhanden. Die Überreste sind unterhalb der Traufe heute noch erkennbar. Die rechten beiden Fensterachsen liegen noch etwas weiter zurück als die Linke. Hier befand sich im Erdgeschoss ursprünglich der Pferdestall. Dies lässt sich heute noch anhand der beiden Lüftungsöffnungen über Fenster und Tür nachvollziehen. Das komplette Obergeschoss war der Wohnung des Kutschers vorbehalten. Sanierung 2004/2005. | 09230309 |
| Direkt Bild zu diesem Denkmal hochladen | Mietshaus (ehem.), heute mit Gaststätte in Ecklage in geschlossener Bebauung | Kolpingstraße 27 (Karte)                                 | 1903                        | Mit Laden, zeittypischer Jugendstilbau von baugeschichtlichem und städtebaulichem Wert. Viergeschossiger, teilweise dreigeschossiger Putzbau mit Lisenengliederung und jugendstiligen Fenstereinfassungen, pro Straßenfassade je ein über zwei Geschosse reichender Erker mit Balkon als oberer Abschluss, dreigeschossiger Eckerker über wechselndem Grundriss, hier im Erdgeschoss ursprünglich Ladeneingang, im Eckbereich zwei Dacherker mit je zwei tropfenförmigen Fenstern, die Fassade reduziert, ursprünglich lebhafter Wechsel zwischen Glatt- und Rauputzflächen, die Fenster in verschiedenen Größen, Teilungen und Formen, jedoch nicht vorbildgerecht erneuert, ebenso der Dachbereich leicht verändert, auf Grund der dominanten Straßenlage von großer städtebaulicher Bedeutung; ursprünglich befand sich im Erdgeschoss die Grünwarenhandlung Seidel, im 1. Obergeschoss befand sich bis 1907 das Bureau für Architektur und Bauleitungen von Anna Clara Oertel. Fassadensanierung 1991. | 09230310 |
| Direkt Bild zu diesem Denkmal hochladen | Mietshaus in halboffener Bebauung, Teil eines Doppelmietshauses (zugehörig Walther-Rathenau-Straße 52) | Kurt-Eisner-Straße 18 (Karte)                            | um 1907                     | Als Teil eines einheitlich gestalteten Straßenzuges von städtebaulichem sowie baugeschichtlichem Wert. Dreigeschossig, Eckrisalit viergeschossig, zeittypisch, aufwändig gestaltete Fenstereinfassung, in jeder Etage unterschiedlich, teilweise mit Kielbögen und Segmentbögenverdachungen und Profilierungen, am Seitenrisalit einfaches Zierfachwerk, Fenster dem Original nachempfunden mit sprossengeteilten Oberlichtern, sehr schöne Gauben – drei Stück – mit Holzverbretterung und hölzernem Leergesperre. | 09230496 |
| Direkt Bild zu diesem Denkmal hochladen | Mietshaus in halboffener Bebauung mit Einfriedung und Vorgarten, Teil eines Doppelwohnhauses (siehe auch Heinrich-Heine-Straße 69) | Kurt-Eisner-Straße 28 (Karte)                            | 1908                        | Traditioneller Putzbau von städtebaulichem und baugeschichtlichem Wert. Dreigeschossig, vier Achsen, einachsiger Seitenrisalit mit einfachem Zierfachwerk, einfache Putzfassade, die Fenster mit profilierten Fenstergewänden und dekorierten Fenstergewänden gestaltet, originaler, schmiedeeiserner Zaun. | 09230498 |
| Direkt Bild zu diesem Denkmal hochladen | Mietshaus in Ecklage in halboffener Bebauung | Kurt-Eisner-Straße 30 (Karte)                            | 1913                        | Mit Laden, als Teil eines zeitgleich erbauten Straßenzuges von städtebaulichem und baugeschichtlichem Wert. Sehr schlichter, zeittypischer Putzbau, baulich teilweise verändert, mit wenigen Putz-Stuck-Dekorationen, Erkern und Loggien, halbrund ausgebildeter Erker bzw. polygonal ausgebildete Ecke mit veränderter Schaufensterfront, Sockel nachträglich entstellend verkleidet. | 09230499 |
| Direkt Bild zu diesem Denkmal hochladen | Mietshaus in halboffener Bebauung | Kurt-Eisner-Straße 40 (Karte)                            | 1914                        | Zeittypischer, architektonisch anspruchsvoller Putzbau von städtebaulichem und baugeschichtlichem Wert, Teil eines zeitgleich und gleichartig gestalteten Straßenzuges. Breit gelagert, über rechteckigem Grundriss, sechs Achsen, im Erdgeschoss Korbbogenfenster, ansonsten Rechteckfenster, zweiachsiger, zweigeschossiger Erker in der Mitte angeordnet ab 1. Obergeschoss, die Brüstungsfelder mit großen Flachreliefs, symbolische Darstellung: Porträt eines Mannes flankiert von zwei Eulen für die männliche Schlauheit sowie ein weiblicher Kopf flankiert von zwei nicht zu definierenden Vögeln – vermutlich für die weibliche Eitelkeit. | 09230500 |
| Direkt Bild zu diesem Denkmal hochladen | Wohnblock (mit fünf Eingängen, Franz-Mehring-Straße 26–32 und Kurt-Eisner-Straße 73) und Grünanlage | Kurt-Eisner-Straße 73 (Karte)                            | 1955                        | Architektonisch anspruchsvolle Putzbauten von städtebaulicher und baugeschichtlicher Bedeutung. | 09231061 |
| Direkt Bild zu diesem Denkmal hochladen | Mietshaus in offener Bebauung | Kurt-Eisner-Straße 75 (Karte)                            | 1907                        | Sehr schlichter Putzbau, Beispiel der zeittypischen Bauweise. Saniertes, einfaches Putzgebäude über annähernd quadratischem Grundriss, die Fenster dem Original entsprechend nachgebildet, kleiner polygonaler Erker zur Straßenseite auf Hölzern und Stützen, sehr einfaches Gebäude, Streichung evtl. später vornehmen, z. Z. saniert, daher Streichung nicht möglich, nachträglicher Balkonanbau, nachträglich Dachterrasse, im Dachbereich verändert u. a. die Gauben vergrößert und erneuert, im Inneren originale, eiserne Treppe sowie dem Original nachempfundene Haustür, bleibt noch in der Denkmalliste. | 09230503 |
| Direkt Bild zu diesem Denkmal hochladen | Villa mit Villengarten und Einfriedung | Kurt-Eisner-Straße 79 (Karte)                            | 1911                        | Architektonisch anspruchsvolle Jugendstilvilla, Wohnhaus des Zwickauer Architekten Gustav Hacault, von baugeschichtlicher, künstlerischer und stadtgeschichtlicher Bedeutung. Bei dem Kulturdenkmal handelt es sich um eine im Jahre 1911 durch den Zwickauer Architekten Gustav Hacault entworfene und unter dessen Leitung Errichtete Villa mit dazugehöriger Einfriedung. Die Bauausführung lag in den Händen des Zwickauer Baumeisters Carl Fischer. Das Bauwerk ist ein typischer Vertreter der Gebäude, die in der Zeit nach der Jahrhundertwende bis zum Ersten Weltkrieg entstanden. Es weist die Formensprache dieser Zeit auf, die das Suchen der Architekten nach einem den gesellschaftlichen Bedingungen der Zeit gemäßen, nationalen Stil widerspiegelt. Trotz dessen, dass das Gebäude vom zeittypischen Formenkanon in Bezug auf Struktur und plastischen Fassadenschmuck beherrscht wird, greifen doch gewisse Details auf die expressionistische Bauweise vor – was durch das spätere Werk des Architekten Hacault belegt ist. Das Gebäude befindet sich in der Nordvorstadt, einem repräsentativen Viertel, das nach der Jahrhundertwende angelegt wurde. Es besteht hauptsächlich aus Mietshäusern in geschlossener und auch aufgelockerter Straßenrandbebauung und vereinzelt auch Villen. Die Struktur des Gebäudes ist vielgliedrig. Sich orientierend an der damals vorherrschenden Mode, dass der Grundriss „frei“ gestaltet sein soll, ordnete der Architekt die Räume entsprechend ihrer Funktion in sinnvoller Weise an. Diese Anordnung ist nach außen hin erkennbar und hat zur Folge, dass sowohl der Dach- als auch der Fassadenaufbau sehr komplex sind. Die Organisation der Funktionen erfolgte nach einer gewissen Hierarchie. Die Räume der Herrschaften wie Salon, Wohnzimmer, Speisezimmer, Atelier und Büro lagen an der Südseite hinter der Schaufassade. Der nordöstliche Bereich erhielt die Funktionsräume wie Küche, Bad, Toilette und Speisekammer, der westliche die Kinder- und Schlafzimmer. Das Dachgeschoss war, abgesehen von Büro, Atelier und Fremdenzimmern auf der Südseite, den Wohnräumen für die Bediensteten vorbehalten. Die so vorgesehene Nutzung als Einfamilienvilla wurde bald aufgegeben. Der Haupteingang, bestehend aus einem dreigeteilten Portal mit dekorativen Beschlägen, Vordach, integrierter Laterne und lüsterglasierten Gewändekacheln, befindet sich abseits an der Ostseite und führt direkt zum ellipsenförmigen Treppenhaus, das mit äquivalent zur Schaufassade gestalteten Bleiglasfenstern geschmückt ist. Im Vergleich zu althergebrachten Villen, bei denen die Eingangssituation und das Treppenhaus gestalterisch stark bestimmend für die Schaufassade sind, stehen beide hier an wenig exponierter Stelle. Der Schwerpunkt der Gestaltung liegt bei der Südfassade. An dieser Stelle weicht das oben mit Biberschwanz und unten mit Schiefer gedeckte Mansarddach, das schieferverkleidete Gauben und ein als klassisches Gesims ausgebildetes Traufbrett enthält, einem zu Dekorationszwecken monumental ausgebildeten Giebel. Die Innenseiten des Dachüberstandes an diesem Giebel sind kassettiert und waren mit einer Bemalung versehen. Die Schaufassade ist in ihrer starken plastischen Strukturierung maßgeblich von den leicht elliptisch oder halbrund bzw. apsisähnlich hervortretenden bay windows bestimmt, deren Oberseiten als Balkone ausgebildet und die in vier verschiedenen Ebenen der Tiefe angeordnet sind. Die Balkone sind durch ornamental ausgeprägte, genietete Metallgitter begrenzt, die Fenster der Seitenrisalite im 1. Obergeschoss sind mit Halterungen für Blumenkästen versehen. Die Vertikale der bay windows ist betont durch vorgesetzte flache Pfeiler und durch eine entsprechende Putzstrukturierung. Dazwischen befinden sich die im oberen Bereich vielfach unterteilten Fenster und aufgesetzte Ornamentfelder aus Putzstuck mit floralen Elementen und Tierdarstellungen. Die Balkontüren und -fenster besitzen äquivalent zur Fassadengestaltung eine dekorative, geschwungene Sprossung, die im 2. Obergeschoss auch geschwungene Kämpfer. Besonders reich verziert ist die pavillonartig aufgebaute Terrasse in der zentralen Achse des Erdgeschosses. Gestützt wird das als Balkon ausgebildete Dach darüber durch Betonpfeiler mit Putzstucküberzug, aufgesetzten Ornamentfeldern und Volutenkapitellen. Davor befindet sich auf dem Bodenniveau des Gartens ein Wasserbecken. Auf der im Baupolizeiamt eingereichten Zeichnung ist an dieser Stelle ein Relief zu erkennen. Bemerkenswert ist die stark geschwungene und gerollte Putzstrukturierung im oberen Teil des Giebelfeldes, in die geschliffene Glastropfen eingesetzt sind. In der Spitze befindet sich ein Wappen (Maler oder Künstler). Der Sockel ist aus einem rötlichen Terrazzo gefertigt. Unter den Fenstern der Seitenrisalite verlaufen Bänder aus weiß glasierten Kacheln. Die Fassadengestaltung der anderen drei Seiten ist sehr schlicht und äußert sich in leicht eingetieften großen Putzspiegeln. Die Westseite ist von übereinanderliegenden Veranden geprägt, die vielfach unterteilte Fenster und hölzerne Säulchen mit Volutenkapitellen enthalten. Im Innenbereich sind die Türen mit dekorativer, geschwungener Gestaltung, das Parkett und das aus Eichenholz gefertigte Treppengeländer erhalten. Im Garten befindet sich im hinteren Bereich genau in der Achse der Einfahrt eine sehr schlicht gestaltete Garage. Für Fußgänger existiert ein separater Eingang. Die Einfriedung besteht aus einem gemauerten Sockel und Pfeilern mit Abdeckung, in die abgerundete Holzzaunfelder eingefügt sind. Einige Zaunpfeiler enthalten eine Öffnung, die wiederum mit einem winzigen, meist runden Zaunfeld geschlossen ist. In die Zaunpfeiler am Eingang sind Einrichtungen wie Klingel, Briefkasten usw. integriert. Anspruchsvoller dreigeschossiger Putzbau auf annähernd rechteckigem Grundriss mit halbrund vorspringendem Balkon oder Altan der Fassade vorgelagert, aufwändige Jugendstildekorationen insbesondere des Giebels mit ornamentalen Verzierungen sowie wappenartiger Darstellung, bemalte Unterdachflächen sowie verschieden gestaltete Erker halbrund vorspringend mit Pilastergliederung, Fenster mit sprossengeteilten, sich kreuzenden Oberlichtern, Sockel roter Kunststein, glasierte Ziegelelemente, die Dachgestaltung und Mansardgestaltung unterschiedlich, teilweise mit Schiefer bzw. Biberschwänzen, interesseante Kombination der verschiedensten Baumaterialien und Farben, originaler Hauseingang seitlich mit geschweiftem Kupferdach, im Inneren originale Ausmalung des Treppenhauses sowie Eingangstüren. Einfriedung: gemauerte Zaunpfeiler und Holzzaun sowie entsprechende Türen. | 09230504 |
| Direkt Bild zu diesem Denkmal hochladen | Mietshaus in geschlossener Bebauung in Ecklage | Kurt-Eisner-Straße 80 (Karte)                            | 1901                        | Architektonisch und städtebaulich anspruchsvolles Gebäude in sehr gutem Originalzustand, charakteristischer historistischer Bau von 1901, im Stil der Deutschen Renaissance mit Erkern, Giebeln und Fachwerkzier errichtet, baugeschichtlich bedeutend. Aufwändig gestalteter Neorenaissancebau, Putzbau, Sockel roter Klinker, Fenstereinfassungen sowie Türportal mit Sandsteineinfassung, in der Kurt-Eisner-Str. polygonaler Erker mit Sandsteinverkleidung, Vorhangbogenfenstern und Haubendach/Welscher Haube, über dem Hauseingang seitlich Treppenhausfenster mit Sandsteineinfassung, im Dachbereich mit Zierfachwerk u. a. mit geschweiften Andreaskreuzen sowie Balkon, Eingang mit einem aufwändigen Neorenaissanceportal mit wappenartigen Darstellungen, originaler Haustür, auch die Ecke zur Leipziger Straße architektonisch anspruchsvoll ausgebildet, ebenfalls Erker mit Sandsteinverkleidung, die Brüstung mit kleinen eingestellten, gedrehten Säulen dekoriert, ebenfalls mit Haubendach/Welscher Haube. Die einstige Gaststätte im Hochparterre dort gibt es nicht mehr (5. August 2016). | 09230505 |
| Direkt Bild zu diesem Denkmal hochladen | Mietshaus in Ecklage in geschlossener Bebauung | Kurt-Eisner-Straße 81 (Karte)                            | 1903                        | Mit Laden, als Teil eines einheitlich gestalteten Straßenzuges von baugeschichtlichem und städtebaulichem Wert (siehe auch Leipziger Straße 105, 103, 101, 99, 97, 95 sowie Mühlpfortstraße 76). Viergeschossiges, an der Ecke fünfgeschossiges Gebäude in Klinkerbauweise, Erdgeschoss roter Klinker, Obergeschoss gelber Klinker mit rot glasierten Läuferschichten, die Ecke aufwändig dekoriert mit Putz-Stuck-Ornamentik und Medaillon sowie Adlerdarstellung, Eckerker, ab 4. Obergeschoss in den Dachbereich hineinreichend, dort gebundene Fenster zumeist Rechteckfenster, teilweise auch Rundbogenfenster, zu Fenstergruppen zusammengefasst. | 09230506 |
| Direkt Bild zu diesem Denkmal hochladen | Rotdornalleen in der Lassallestraße und der August-Bebel-Straße sowie Grünfläche an der Einmündung der August-Bebel-Straße in die Lassallestraße | Lassallestraße (Karte)                                   | um 1910                     | Städtebaulich bemerkenswerte Grünfläche und Straßengestaltung. Rotdornalleen in der Lassallestraße zwischen Crimmitschauer Straße und Walther-Rathenau-Straße sowie in der August-Bebel-Straße zwischen Lassallestraße und Friedrich-Engels-Straße sowie kleine Grünanlage, heute Wiesenfläche mit Bäumen, an der Einmündung der August-Bebel-Straße in die Lassallestraße gegenüber dem ehemaligen Königlich-Sächsischen Lehrerseminar (heute Gymnasium). | 09247434 |
| Direkt Bild zu diesem Denkmal hochladen | Schule mit Turnhalle, Einfriedung entlang der Crimmitschauer Straße und Außenanlagen (u. a. Baumreihe an der Hofeinfahrt), mit originaler bauzeitlicher Innenausstattung sowie Teile der Orgel (Spieltisch, Traktur, Windladen und Winderzeugung) | Lassallestraße 1 (Karte)                                 | 1909–1912                   | Zeittypischer, Platzbild prägender Putzbau in sehr gutem Originalzustand, von geschichtlicher Bedeutung, Einweihung am 16. April 1912. Seminar: breit gelagerter Putzbau mit originaler Fassadengestaltung, unverändert erhalten, repräsentativer Eingangsbereich, hohe Fenster an der Aula, über der Aula sechseckiger, schieferverkleideter Dachreiter mit Turmuhr, Mansardwalmdach, Biberschwanzdoppeldeckung, Rechteckfenster mehrflügelig und gesprosst, im Inneren: Aula erhalten mit 12 Mauerpfeilern an den Längsseiten, welche mit künstlerisch verzierten Bekrönungen versehen sind, als weiterer plastischer Wandschmuck an der Stirnseite ein Flachrelief mit der Darstellung der 9 Musen, Tonnengewölbe in Rabitzkonstruktion, Fenster mit fast undurchsichtiger, gewischter Kathedralverglasung in Bleisprossenteilung, originaler 24-kerziger Kronleuchter und hölzerne Wandverkleidung im Sockelbereich, Zierbrunnen im Treppenhaus, Wasserbecken mit Schweinsburger Fliesen der Gebr. Meinhold ausgekleidet, Beckenrand mit Granitabdeckung, Wasserauslass aus dem Mund eines reliefierten Jugendstilgesichtes, dieses zwischen zwei Halbsäulen angebracht. Turnhalle: über dem Eingang nachträgliche Inschrift: Käthe-Kollwitz-Schule, darüber sächsisches Wappen sowie zwei Halbreliefs – Kinderdarstellungen, dreiflügelige eichene Haupteingangstür im Original erhalten, die Fenster dem Original nachgebildet – Kämpfer und Setzholzsenkrechten in grüner Abfärbung, Fensterflügel weiße Abfärbung, breit gelagerter viergeschossiger Bau mit drei viergeschossigen Seitenflügeln, davon einer mittig, der östliche Flügel mit anschließendem dreigeschossigem Wohnhaus des Direktors, westlicher Flügel mit eingeschossiger Turnhalle und Verbinderbau, Fassadenschmuck und straßenseitiger Sockel aus Beuchaer Diorit, im Hofbereich hoher Klinkersockel, das Straßenbild markant prägend, über dem überhöhten repräsentativen Eingangsbereich auf dem Dach polygonaler schiefergedeckter Uhrturm als Bekrönung. Die Grünanlage beschränkt sich heute auf eine Hecke und verschiedene Bäume aus der Erbauungszeit. Orgelbestandteile: Unter Denkmalschutz stehen der Spieltisch (einzig erhalten gebliebene Jahn-Spieltisch), Traktur, Windladen und Winderzeugung. | 09230420 |
| Direkt Bild zu diesem Denkmal hochladen | Mietshaus in Ecklage in geschlossener Bebauung, Teil eines Doppelwohnhauses | Lassallestraße 2 (Karte)                                 | 1912                        | Mit Laden, städtebaulich markanter Putzbau von baugeschichtlichem Wert (zugehörig Crimmitschauer Str. 36b). Dreigeschossiges Eckhaus mit polygonaler Eckausbildung und polygonalem Erker an der Ecke, Putz-Stuck-Dekorationen aus der Erbauungszeit, Putznutungen am Erdgeschoss-Bereich, Mansarddach, baugeschichtlicher und städtebaulicher Wert, Fenster mit sprossengeteilten Oberlichtern, Sanierung 2004, der Laden war ursprünglich Buch- und Papierhandlung mit Buchbinderei „Hugo Kretzschmar & Sohn“. | 09230421 |
| Direkt Bild zu diesem Denkmal hochladen | Dreierhausgruppe | Lassallestraße 3; 5; 7 (Karte)                           | 1926–1927                   | Zeittypische städtebaulich markante Putzbauten in gutem Originalzustand. Aus drei Mietshäusern bestehende Wohnhausgruppe, dreigeschossig, das mittlere Haus mit viergeschossigem und dreiachsigem Mittelrisalit, alle Häuser mit Kunststeinsockelverkleidung, alle Eingänge überdacht mit Balkons, bei den beiden seitlichen Häusern kleine Balkone nur über der Eingangstür, beim mittleren Gebäude großer Balkon, der die gesamte Breite des Mittelrisalites einnimmt, gestützt werden die Balkone von sich nach unten verjüngenden Pfeilern mit rombenförmigen Grundrissen, Fenster mit profilierten aufgeputzten Gewänden bzw. aufgeputzte Dreieckgiebelverdachung, Dachlandschaft original, Fenster und Türen erneuert, Farbgebung nicht original, in Nummer 3 wohnte der Architekt Guido Oertel selbst. | 09248103 |
| Direkt Bild zu diesem Denkmal hochladen | Mietshaus in geschlossener Bebauung, Mittelteil einer Wohnanlage mit vorgelagerter Grünanlage | Lassallestraße 8 (Karte)                                 | 1926                        | Von großer städtebaulicher und baugeschichtlicher Bedeutung (zugehörig Nummer 10, 12, 14, 16, 18, August-Bebel-Str. 14, 16, 18 und Walther-Rathenau-Str. 25). Dreigeschossiger Putzbau mit Betonwerksteinplastiken in Porphyrton, am Mittelrisalit lebensgroße Halbplastik – männliche Figur sich auf einen Spaten, stützend, Erdgeschoss Klinkerverkleidung, Giebeldreieck Sgraffito, originale Haustür zweiflügelig mit Ziervergitterung, gleiche Gestaltung wie Nachbarhäuser, Sanierung 2000. | 09230422 |
| Direkt Bild zu diesem Denkmal hochladen | Mietshaus in Ecklage in halboffener Bebauung, mit Einfriedung | Lassallestraße 9 (Karte)                                 | 1913                        | Architektonisch und städtebaulich anspruchsvoller Putzbau in sehr gutem Originalzustand. Eckhaus, dreigeschossig, mit polygonaler Eckausbildung, verschiedenen Erkern auf rechteckigem bzw. polygonalem Grundriss, teilweise polygonal fortgesetzt, die Fenster dem Original nachempfunden aber nicht plastisch durchbildet, Putzquaderung im Erdgeschoss an der Ecke, ansonsten zeittypische Putz-Stuck-Dekorationen, aufwendige Dachgestaltung mit Schleppgauben und Dacherker mit Bekrönung, Sanierung 1991. | 09230423 |
| Direkt Bild zu diesem Denkmal hochladen | Mietshaus in geschlossener Bebauung, Teil einer Wohnanlage (zugehörig Nr. 8) | Lassallestraße 10 (Karte)                                | 1926                        | 12, 14, 16, 18, August-Bebel-Str. 14, 16, 18 und Walther-Rathenau-Str. 25 mit vorgelagerter Grünanlage, zeittypisches Gebäude von baugeschichtlichem, personengeschichtlichem und städtebaulichem Wert. Gleiche Gestaltung wie Nachbarhäuser, hier jedoch zusätzlich Schmuckelemente aus Klinkern, die Plastiken mit Zementschleier versehen und nicht mehr porphyrfarben, Nach der Fertigstellung wohnte ursprünglich der Zwickauer Museumsdirektor (1925–1930) Dr. Hildebrand Gurlitt hier im Erdgeschoss Der Entwurf zur Ausmalung der Wohnung stammt von dem Hallenser Kunstmaler und Mitglied des Bauhauses Dessau, Heinrich Koch. Sanierung 2003. | 09230424 |
| Direkt Bild zu diesem Denkmal hochladen | Mietshaus in geschlossener Bebauung, Teil einer Wohnanlage (zugehörig Nr. 8, 10, 14, 16, 18, August-Bebel-Str. 14, 16, 18 und Walther-Rathenau-Str. 25) mit vorgelagerter Grünanlage | Lassallestraße 12 (Karte)                                | 1926                        | Zeittypischer Putzbau mit verklinkertem Erdgeschoss von baugeschichtlichem und städtebaulichem Wert. Siehe Nachbarbebauung, nachträglich veränderte Haustür, nach der Fertigstellung wohnte ursprünglich der Zwickauer Amtshauptmann (1923) Robert Müller hier, Sanierung 2000. | 09230425 |
| Direkt Bild zu diesem Denkmal hochladen | Mietshaus in geschlossener Bebauung, Teil einer Wohnanlage (zugehörig Nr. 8) | Lassallestraße 14 (Karte)                                | 1926                        | 10, 12, 16, 18, August-Bebel-Str. 14, 16, 18 und Walther-Rathenau-Str. 25 mit vorgelagerter Grünanlage, zeittypischer Putzbau mit Klinkererdgeschoss von baugeschichtlichem und städtebaulichem Wert. Siehe Nachbarbebauung, Sanierung 1999. | 09230426 |
| Direkt Bild zu diesem Denkmal hochladen | Mietshaus in halboffener Bebauung, Teil einer Dreierhausgruppe (mit Nr. 18 und Walther-Rathenau-Straße 25) und einer Wohnanlage (zugehörig Nr. 8, 10, 12, 14, 18, August-Bebel-Straße 14, 16, 18 und Walther-Rathenau-Straße 25) | Lassallestraße 16 (Karte)                                | 1926                        | Zeittypischer Putzbau von städtebaulichem und baugeschichtlichem Wert. Ähnliche Gestaltung wie die Nachbarwohnanlage mit Bauplastik auf Klinkersockeln, Erdgeschoss mit Klinkerverblendung, Madenputz im Obergeschoss, Walmdach, die Gauben mit Verblechung original erhalten, die Fenster den originalen Fenstern nachgebildet, Farbgebung nicht exakt, Sanierung 1998. | 09230427 |
| Direkt Bild zu diesem Denkmal hochladen | Mietshaus in geschlossener Bebauung, Teil einer Dreierhausgruppe (mit Nr. 16 und Walther-Rathenau-Straße 25) und einer Wohnanlage (zugehörig Nr. 8, 10, 12, 14, 16, August-Bebel-Straße 14, 16, 18 und Walther-Rathenau-Straße 25) | Lassallestraße 18 (Karte)                                | 1926                        | Zeittypisches Gebäude von städtebaulichem und baugeschichtlichem Wert. Gleiche Gestaltung wie Nachbarhaus, ebenfalls mit Bauplastik und verklinkertem Erdgeschoss, Haustür entstellend erneuert, Einfriedung nicht original erhalten, Farbgebung nicht original, Sanierung 1998. | 09230428 |
| Direkt Bild zu diesem Denkmal hochladen | Mietshaus in halboffener Bebauung, Teil einer Dreierhausgruppe (zugehörig Nr. 36 und 38) | Lassallestraße 34 (Karte)                                | 1906                        | Zeittypischer Putzbau von baugeschichtlichem und städtebaulichem Wert. Dreigeschossig, fünf Achsen, Seitenrisalit, Rundbogen-, Korbbogen- und Rechteckfenster, profilierte Gesimse – Gurtgesims bzw. Fensterbankgesimse, abstrahierte florale Putz-Stuck-Ornamente als vertikale Einfassung des Risalites an der Hausecke, giebelseitig Erker über zwei Etagen, darüber Dacherker mit Fachwerk, im Dachbereich Reliefs mit Puttos, Dachliegefenster, Sanierung 1998. | 09231119 |
| Direkt Bild zu diesem Denkmal hochladen | Mietshaus in geschlossener Bebauung, Teil einer Dreierhausgruppe (zugehörig Nr. 34 und 38) | Lassallestraße 36 (Karte)                                | 1905                        | Zeittypischer schlichter Putzbau von städtebaulichem und baugeschichtlichem Wert. Originale, qualitätvolle Haustür zweiflügelig mit Glaseinsätzen und gesprosstem Oberlicht, Sockel roter Klinker, ansonsten Putzfassade, im Erdgeschoss Rauputz und Rundbogenfenster, Rundbogentür seitlich angeordnet, 1. Obergeschoss Rechteckfenster, 2. Obergeschoss Korbbogenfenster, alle mit gesprossten Oberlichtern, die Fenster dem Original nachempfunden, einachsiger Erker in der Mitte des Hauses, darüber zweiachsiger Dacherker, im Giebelbereich vereinfacht, Dachbereich verändert, Sanierung 1999. | 09230502 |
| Direkt Bild zu diesem Denkmal hochladen | Mietshaus in halboffener Bebauung, Teil einer Dreierhausgruppe (zugehörig Nr. 34 und 36) | Lassallestraße 38 (Karte)                                | 1903                        | Zeittypischer und schlichter Putzbau von städtebaulichem und baugeschichtlichem Wert. Dreigeschossig, Seitenrisalit, Haus identisch mit Nummer 34, im Dachbereich verändert, im Dachbereich Puttos in immer wieder anderer Gestalt, sehr bewegt, Flachreliefs, auf der Hausrückseite vorgestellte Balkons, Sanierung 1997. | 09231204 |
| Direkt Bild zu diesem Denkmal hochladen | Wohnblock einer Wohnanlage (Heinrich-Heine-Straße 47–59) und Kopfbau der Wohnanlage (Lassallestraße 41) mit vorgelagerter Grünanlage | Lassallestraße 41 (Karte)                                | 1928                        | Vom Neuen Bauen des beginnenden 20. Jahrhunderts geprägter Baukomplex, von architekturhistorischer Bedeutung. Heinrich-Heine-Str. 47–57: viergeschossige Häuserzeile, Fenster als Fensterbänder ausgebildet, horizontale Betonung der Fassaden durch Klinker- bzw. Putzstreifen, schlichte Rechteckfenster in Reihung, Treppenhäuser als vertikale Elemente durch Putz und Fensterformen hervorgehoben, Einzelhäuser: jeweils ein seitlich angeordnetes Treppenhaus, welches durch die einheitliche Putzgestaltung vertikal betont ist, über der Eingangstür jeweils sieben kleine Rechteckfenster in Reihe übereinander angeordnet, daneben jeweils vier Fensterachsen (liegende Fensterformate – dreiflügelig), zwischen den Fenstern Putzflächen, zwischen den Stockwerken einheitliche Flächen mit dunkelroten Sinterziegeln verblendet – hierdurch und durch Fensterreihung und Fensterformate Betonung der Horizontalen, Hausfassaden rot-beige-gestreift im Gegensatz zu den hell und einheitlich abgefärbten Treppenhausbereichen, die Häuserblocks werden von jeweils einem Kopfbau flankiert, Kopfbauten: Sockelverkleidung mit dunkelroten Sinterziegeln, Treppenhäuser ähnlich gestaltet, Putzbänder, die drei oberen Geschosse verputzt, Fenster regelmäßig aufgereiht und farbig abgesetzt, sodass ein gewisser Rhythmus der Fassade entsteht. Lassallestr. 41: viergeschossiger, sachlich gestalteter Putzbau mit dunkelrotem Klinkersockel, zurückversetztem Eingang, darüber Loggien mit halbrunden Balkongeländern mit Klinkern verblendet, Walmdach, recht schlichte Rechteckfenster, heute Fenster und Haustür nicht vorbildgerecht erneuert, nach der Fertigstellung wohnte ursprünglich der Zwickauer Stadtbaudirektor Siegfried von Tilling hier, Sanierung 1995. | 09230234 |
| Direkt Bild zu diesem Denkmal hochladen | Mietshaus in geschlossener Bebauung, Teil einer Dreierhausgruppe (zugehörig Nr. 44 und Heinrich-Heine-Straße 44) | Lassallestraße 42 (Karte)                                | 1906                        | Zeittypischer, aufwendig dekorierter Putzbau in gutem Originalzustand von städtebaulichem und baugeschichtlichem Wert. DMeigeschossig, Mittelteil der Dreierhausgruppe, mittig angeordneter Erker, einachsig über zwei Geschosse, in der Achse rechts neben dem Erker angeordnete Haustür, im Erdgeschoss Rundbogenfenster und Rundbogentür, über den drei mittleren Achsen breiter Dacherker, hier bezeichnet „Anno 1906“, Putz-Stuck-Dekorationen Jugendstil, Dachbereich leicht verändert, Sanierung 1998. | 09230430 |
| Direkt Bild zu diesem Denkmal hochladen | Mietshaus in Ecklage und halboffener Bebauung, Teil einer Wohnanlage und einer Viererhausgruppe (zugehörig Nr. 45, 47, 49 und Heinrich-Heine-Straße 46, 48, 50, 52, 54) sowie vorgelagerte Grünanlage und angebautes Torhaus | Lassallestraße 43 (Karte)                                | 1927                        | mit Laden, Torhaus fungiert als Bindeglied, markantes Gebäudeensemble mit zeittypischer Bauplastik, in sehr gutem Originalzustand, Architekten: Tamm & Grobe von baukünstlerischem, baugeschichtlichem und städtebaulichem Wert. aus mehreren Gebäuden bestehende Wohnanlage, jeweils Wohnblocks mit mehreren Eingängen, drei- bzw. viergeschossige Häuser aus Mitteln der Mietzinssteuer bezuschusst, Fenster mit Fensterklappläden mit Lamellen, Dach heute Kunstschieferdeckung, ursprünglich Schieferdeckung, mit markanten Erkern mit teilweiser Klinkerverkleidung und Klinkerpostamenten, auf denen lebensgroße Plastiken aufgebracht wurden – kniende bzw. hockende, lebensgroße Figuren, unterschiedliche Handwerke darstellend, Nummer 43 im Erdgeschoss mit Laden, Hauseingang hofseitig, folgende Handwerke sind hier symbolisch dargestellt: Maler mit Eimer und Borstenpinsel, Schlosser mit Schlosserhammer und Schraubstock, der Laden ist seit der Entstehung bis heute Friseurgeschäft Sanierung 1999. | 09230431 |
| Direkt Bild zu diesem Denkmal hochladen | Mietshaus in halboffener Bebauung, Teil einer Dreierhausgruppe (zugehörig Nr. 42 und Heinrich-Heine-Straße 44) | Lassallestraße 44 (Karte)                                | 1906                        | Zeittypisch aufwendig dekorierter Putzbau in sehr gutem Originalzustand, von städtebaulichem und baugeschichtlichem Wert. Gleiche Gestaltung wie Mittelhaus, Putz-Stuck-Dekoration über den Fenstern, viergeschossiger Seitenrisalit mit zweigeschossigem Erker, Gebäude ansonsten dreigeschossig, Fenster mit sprossengeteilten Oberlichtern dem Original nachempfunden, Dachbereich verändert, Sanierung 1998, | 09230432 |
| Direkt Bild zu diesem Denkmal hochladen | Mietshaus in geschlossener Bebauung, Teil einer Viererhausgruppe und einer Wohnanlage (zugehörig Nr. 43, 47, 49 und Heinrich-Heine-Straße 46, 48, 50, 52, 54) mit vorgelagerter Grünanlage | Lassallestraße 45 (Karte)                                | 1927                        | architektonisch anspruchsvoller Putzbau in sehr gutem Originalzustand, Architekten Tamm & Grobe, von baukünstlerischem, baugeschichtlichem und städtebaulichem Wert. Siehe Nachbarhaus, über dem rundbogigen Hauseingang mit originaler Haustür einachsiger Erker auf rechteckigem Grundriss mit Bauplastik, am Erker zwei Plastiken: Tischler mit Hobel und Steinmetz mit Stein und Schlägel, nach der Fertigstellung wohnte ursprünglich der Zwickauer Architekt Friedhold Tamm hier, Sanierung 1999. | 09230433 |
| Direkt Bild zu diesem Denkmal hochladen | Mietshaus in geschlossener Bebauung, Teil einer Wohnanlage und Teil einer Viererhausgruppe (zugehörig Nr. 43, 45, 49 und Heinrich-Heine-Straße 46, 48, 50, 52, 54) mit vorgelagerter Grünanlage | Lassallestraße 47 (Karte)                                | 1927                        | Zeittypischer Putzbau mit Klinkersockel in sehr gutem Originalzustand, Wohnbauten der Architekten Tamm & Grobe, von baugeschichtlichem, baukünstlerischem und städtebaulichem Wert. Siehe Nummer 45 und 43, gleiche Gestaltung, Haustür straßenseitig, am Erker zwei lebensgroße Plastiken – Darstellung eines Dachdeckers und Darstellung eines Klempners, beide mit den entsprechenden Werkzeugen u. a. Lötlampe und Schieferdeckerhammer, Sanierung 1999. | 09230434 |
| Direkt Bild zu diesem Denkmal hochladen | Mietshaus in halboffener Bebauung, Teil einer Wohnanlage und Teil einer Viererhausgruppe (zugehörig Nr. 43, 45, 47 und Heinrich-Heine-Str. 46, 48, 50, 52, 54) mit vorgelagerter Grünanlage | Lassallestraße 49 (Karte)                                | 1927                        | Zeittypischer Putzbau mit verklinkertem Erdgeschoss, Architekten Tamm & Grobe, von baukünstlerischem, baugeschichtlichem und städtebaulichem Wert. Siehe Nachbarhäuser, Haustür hofseitig, ansonsten gleiche Gestaltung, Bauplastik am Erker, lebensgroße Figuren, Darstellung eines Maurers und Zimmermanns mit den entsprechenden Werkzeugen (Fuchsschwanz und Kantholz bzw. Ziegel), Sanierung 1999. | 09230435 |
| Direkt Bild zu diesem Denkmal hochladen | Mietshaus in halboffener Bebauung, Teil einer Dreierhausgruppe (zugehörig Nr. 53 und Franz-Mehring-Straße 15), mit Vorgarten | Lassallestraße 51 (Karte)                                | 1909                        | Zeittypischer Putzbau von städtebaulicher Bedeutung. Schlichter dreigeschossiger Putzbau, recht wuchtig, mit Putznutung im Erdgeschoss, großer zweiachsiger Erker über zwei Geschosse reichend, über der rechten Fensterachse Balkon, über der Linken Dacherker, das Bild des Hauses maßgeblich prägend, als Teil einer zeitgleichen Häusergruppe von städtebaulichem Wert. | 09230436 |
| Direkt Bild zu diesem Denkmal hochladen | Mietshaus in halboffener Bebauung, Teil einer Dreierhausgruppe (zugehörig Nr. 54 und Franz-Mehring-Straße 9) | Lassallestraße 52 (Karte)                                | 1908                        | Putzbau mit Erker, baugeschichtlich von Bedeutung. | 09230437 |
| Direkt Bild zu diesem Denkmal hochladen | Mietshaus in geschlossener Bebauung, Teil einer Dreierhausgruppe (zugehörig Nr. 51 und Franz-Mehring-Straße 15), mit Vorgarten | Lassallestraße 53 (Karte)                                | 1908                        | Zeittypischer, schlichter Putzbau in sehr gutem Originalzustand von städtebaulichem und baugeschichtlichem Wert. Dreigeschossiger Putzbau mit mittig angeordnetem Erker halb vorkragend, Fassadengliederung durch Putznutung und Putzbänder, über dem Erker Balkon mit Eisengeländer, großer Dacherker, originale Haustür, trotz allem schlichte Gestaltung, in gutem Originalzustand überliefert, Farbgebung nicht original, Sanierung 1998. | 09230438 |
| Direkt Bild zu diesem Denkmal hochladen | Mietshaus in geschlossener Bebauung, Teil einer Dreierhausgruppe (zugehörig Nr. 52 und Franz-Mehring-Straße 9) | Lassallestraße 54 (Karte)                                | 1908                        | Sehr schlichter Putzbau von städtebaulichem Wert. Dreigeschossiger Putzbau mit sehr zurückhaltender Fassadengestaltung u. a. eingelegten Fliesen und unterschiedliche farbige Behandlung des Putzes, mittig angeordneter, einachsiger Erker über zwei Etagen, Kastenfenster mit sprossengeteilten Oberlichtern heute original erhalten, die Haustür dem Original nachempfunden, Haus ist im eigentlichen Sinn kein Kulturdenkmal aber als solches die ganze Zeit behandelt worden, im Treppenhaus Bleiglasfenster, Sanierung 1996. | 09230439 |
| Direkt Bild zu diesem Denkmal hochladen | Mietshaus in Ecklage in geschlossener Bebauung | Lassallestraße 57 (Karte)                                | 1900                        | Mit Laden, typischer Historismusbau mit Neorenaissancedekorationen von baugeschichtlichem und städtebaulichem Wert. Viergeschossiger Putzbau, im Erdgeschoss mit Putznutung, Eckrisalit, polygonale Eckausbildung, kräftige, im Porphyrton gestrichene Fenstergewände mit waagerechter Verdachung bzw. dreieckigen Verdachungen, an der Ecke Balkone mit Steinbrüstung – dekoriert mit Kreisen, an der Ecke Blendgiebel, Laden ebenfalls im Eckrisalit, der Laden war ursprünglich Bäckerei, Konditorei und Kaffee, Sanierung 1995. | 09230440 |
| Direkt Bild zu diesem Denkmal hochladen | Mietshaus in halboffener Bebauung, Teil eines Doppelmietshauses (zugehörig Nr. 63) | Lassallestraße 61 (Karte)                                | 1910                        | Zeittypischer Putzbau mit sparsamen Dekor von baugeschichtlichem und städtebaulichem Wert. Dreigeschossig, ab 1. Obergeschoss erkerartiger Vorsprung, Fenster unterschiedlicher Formate und Formen, alle Fenster denkmalgerecht erneuert, sehr sparsame Putz-Stuck-Dekorationen am Gebäude, mittig Dacherker, Mansarddach mit Schopf, Sanierung 1995. | 09230441 |
| Direkt Bild zu diesem Denkmal hochladen | Mietshaus in halboffener Bebauung, Teil eines Doppelmietshauses (zugehörig Nr. 61) | Lassallestraße 63 (Karte)                                | 1910                        | Zeittypischer Putzbau mit sparsamen Dekor von baugeschichtlichem und städtebaulichem Wert in sehr gutem Originalzustand. Siehe Nummer 61, gleiche Gestaltung, sparsame Putz-Stuck-Dekorationen, sehr gute Sanierung, im Dachbereich verändert, Sanierung 1995. | 09230442 |
| Direkt Bild zu diesem Denkmal hochladen | Mietshaus in halboffener Bebauung, Teil einer Zweierhausgruppe (mit Nr. 67) | Lassallestraße 65 (Karte)                                | 1910                        | Schlichter Putzbau von städtebaulichem Wert. Dreigeschossiger auf annähernd quadratischem Grundriss errichteter Bau, mit dem Nachbarhaus zusammengebaut, Fenster dem Original nachempfunden mit sprossengeteilten Oberlichtern, in sehr guter Qualität, kräftiger zweigeschossiger Erker, darüber Dacherker über polygonalem Grundriss, zurückhaltende Fassadendekoration mehrfarbig abgesetzt, keine Putz-Stuck-Dekorationen, originale Haustür, darüber Balkon mit Steinbrüstung, intakte Dachlandschaft, Sanierung 1998. | 09231776 |
| Direkt Bild zu diesem Denkmal hochladen | Mietshaus in Ecklage in halboffener Bebauung, Teil einer Zweierhausgruppe (mit Nr. 65) | Lassallestraße 67 (Karte)                                | 1911                        | Schlichter Putzbau von städtebaulichem Wert. Dreigeschossiges Eckhaus mit polygonaler Eckausbildung bzw. runder Eckausbildung ab 1. Obergeschoss, Erker verbunden mit einfachen Balkonen, sehr schlichter Putzbau ohne gestalterische Besonderheiten, original erhaltene Haustür in zeittypischer Gestaltung, im Inneren Wandmalerei im Treppenhaus, Bleiglasfenster sowie originales Holztreppengeländer, Windfang- und Wohnungstüren, Sanierung 2002. | 09231777 |
| Direkt Bild zu diesem Denkmal hochladen | Einzeldenkmal in Sachgesamtheit Moritzkirche: Pfarrhaus der Moritzkirche mit Einfriedung (zugehöriger Garten siehe Sachgesamtheitsdokument) | Leipziger Straße 49 (Karte)                              | 1893                        | Gut erhaltener, markanter, neogotischer Klinkerbau in sehr gutem Originalzustand von baugeschichtlichem und ortsgeschichtlichem Wert (siehe auch Sachgesamtheitsdokument gleiche Anschrift – Obj. 09301870). Zweigeschossiger, Klinkerbau über unregelmäßigem Grundriss mit polygonalem Erker, verschiedenen Vor- und Rücksprüngen, Fassade mit roten Klinkern verblendet, gegliedert durch dunkelrote glasierte Ziegelläuferschichten, Klinkerformsteine, Friese, Blendarkaden usw., Hauseingang an der Leipziger Straße flankiert von doppelten Säulen aus braun glasierten Ziegeln, original zweiflügelige kassettierte Haustür mit großflächigen Glaseinsätzen, Bleiglasfenster im Treppenhausbereich, dort getreppte Fenster – teilweise spitzbogig, Sockel Porphyrtuff-Polygonmauerwerk, auch Bleiglasfenster im Erdgeschoss mit Darstellung von Teichrosen. | 09230528 |
| Direkt Bild zu diesem Denkmal hochladen | Sachgesamtheit, bestehend aus der Moritzkirche mit Ausstattung (Einzeldenkmal – siehe Heinrich-Heine-Straße – Obj. 09230230), der umgebenden Parkanlage (Gartendenkmal), dem Pfarramt (Einzeldenkmal – siehe Leipziger Str. 49 – Obj. 09230528) mit Garten (Gartendenkmal) sowie dem Diakonat (Einzeldenkmal – Leipziger Str. 51 – Obj. 09230530) mit Garten (Gartendenkmal) | Leipziger Straße 49; 51 (Karte)                          |                             | Städtebaulich, stadtentwicklungsgeschichtlich sowie baugeschichtlich bedeutsames Ensemble. Pfarramt: zweigeschossiger, Klinkerbau über unregelmäßigem Grundriss mit polygonalem Erker, verschiedenen Vor- und Rücksprüngen, Fassade mit roten Klinkern verblendet, gegliedert durch dunkelrote glasierte Ziegelläuferschichten, Klinkerformsteine, Friese, Blendarkaden usw., Hauseingang an der Leipziger Straße flankiert von doppelten Säulen aus braun glasierten Ziegeln, original zweiflügelige kassettierte Haustür mit großflächigen Glaseinsätzen, Bleiglasfenster im Treppenhausbereich, dort getreppte Fenster – teilweise spitzbogig, Sockel Porphyrtuff – Polygonmauerwerk, auch Bleiglasfenster im Erdgeschoss mit Darstellung von Teichrosen. Kirche: Aufwendiger neugotischer Zentralbau, 1891–1893 errichtet nach dem mit dem ersten Preis ausgezeichneten Entwurf der Firma Hans Abesser & Jürgen Kröger, Berlin. Die frühere Moritzkirche, gegründet Ende 12. Jh., mehrfach erneuert, wurde nach Fertigstellung der heutigen abgerissen. Der gesamte Bau mit reicher Backsteinornamentik, reliefartig die Flächen überziehend, rote unglasierte Ziegel im Wechsel mit blau- und braunglasierten. Mit roten Ziegeln verblendeter Bau über griechischem Kreuz, 5/8-Chorschluss mit Kapellenkranz, die westliche Giebelwand von zwei achteckigen Türmen mit Kegeldächern flankiert. Der mächtige Vierungsturm mit Pyramidendach und quadratischen Ecktürmen. Gleichzeitig mit der Kirche entstanden, symmetrisch zu ihr im Nordosten und Südosten angeordnet, zwei neugotische Pfarrhäuser. Beeindruckend der große, lichte Zentralraum. Emporen im Querhaus, im Westen die Orgelempore auf gedrungenen Säulen mit korinthisierenden Kapitellen. Die Chorwand mit in Backstein vorgeblendeten Arkaden geschmückt, in den Chorfenstern Christus und die Evangelisten. Im Nord-, Süd- und Westgiebel große Fensterrosen mit Darstellung der Taufe, des Abendmahls und eines Engels, alle Fenster von Bruno Urban. Ausstattung: einheitlich im neugotischen Stil. Altar, Kanzel und Taufe in Eiche. Altar mit Architekturaufbau, in Dreipassnischen als Vollfigur Christus als der gute Hirte, als Halbfiguren Petrus und Paulus, als Bekrönung ein Kruzifix. – Kanzel mit figürlichen und ornamentalen Schnitzereien, der lehrende Christus, Moses mit Gesetzestafeln, Elias mit dem Raben. – Taufe mit Aufsatz und Becken aus Goldbronze mit Ziselierung. – Im Langhaus die Sandsteinfiguren von Luther, Petrus, Philipus, Jakobus d. Ä., Jakobus d. J., Thomas und Paulus. – Jehmlich-Orgel. Diakonat: gleiche Gestaltung wie das Pfarramt, allerdings spiegelverkehrt zu diesem, alle Gestaltungselemente sind vollständig identisch. | 09301870 |
| Direkt Bild zu diesem Denkmal hochladen | Einzeldenkmal der Sachgesamtheit Moritzkirche: Diakonat der Moritzkirche mit Einfriedung (zugehöriger Garten siehe Sachgesamtheitsdokument) | Leipziger Straße 51 (Karte)                              | 1893                        | Charakteristischer, neogotischer Klinkerbau (siehe auch Sachgesamtheitsdokument gleicher Anschrift – Obj. 09301870). Gleiche Gestaltung wie das Pfarramt, allerdings spiegelverkehrt zu diesem, alle Gestaltungselemente sind vollständig identisch. | 09230530 |
| Direkt Bild zu diesem Denkmal hochladen | Mietshaus mit Laden (ehem. Café) in Ecklage in geschlossener Bebauung | Leipziger Straße 53 (Karte)                              | 1905                        | Architektonisch anspruchsvoller Putzbau von großer städtebaulicher und baugeschichtlicher Bedeutung. Breitgelagertes Eckhaus mit polygonaler Eckausbildung, Sockel Naturstein, Bossenquaderung, im Erdgeschoss an der Ecke Laden, darüber Balkon mit Steinbrüstung, Brüstung mit Initialen W.J. (für den Architekten Wilhelm Junghanns), anschließend an die Balkone beiderseits dreigeschossige Erker, die im Dachbereich in einem Dacherker einmünden, repräsentativer Dachgiebel, dem Blendgiebel vorgesetzt, umlaufende polygonale Gaube mit spitz zulaufendem Dach, mit Holzkonstruktion zwischen den Fenstern, die Fensteröffnungen dort mit Korbbogenabschluss, darunter im 3. Obergeschoss Bündelsäulen, getragen von Konsolen (Darstellung kniender Zwerge), Fenster mit charakteristischem Jugendstileinfassungen, Kunststein, Haus findet Pendants in der angrenzenden Straße, in der Clara-Zetkin-Straße schließen ähnlich gestaltete Gebäude des gleichen Baumeisters an, so dass ein repräsentatives architektonisch anspruchsvolles Architekturensemble entstand, welches auch in Zwickau relativ selten anzutreffen ist, sehr aufwendiges Hauseingangstor, ebenfalls jugendstilig mit Ziervergitterung am Oberlicht, gebogenen Kymien und aufwendigem Beschlagwerk, die Fenster mit Bleiglas in den Oberlichtern, typische Jugendstilfenster (dem original nachgebildet). | 09230532 |
| Direkt Bild zu diesem Denkmal hochladen | Mietshaus in geschlossener Bebauung | Leipziger Straße 55 (Karte)                              | 1906                        | Mit Laden, architektonisch anspruchsvoller Neorenaissancebau in sehr gutem Originalzustand von baugeschichtlichem und städtebaulichem Wert. 1906 nach Entwurf des Architekten Wilhelm Junghanns erbautes Mietshaus. Viergeschossig, im Erdgeschoss große original erhaltene Ladenzone mit Bossenquaderung des Sockels, Putzquaderung im Erdgeschoss, seitlich angeordneter Hauseingang, Haustür zweiflügelig mit gesprosstem Oberlicht. Seitlich angeordneter dreigeschossiger Erker auf rechteckigem Grundriss, polygonal fortgesetzt, teilweise gebundene Fenster. Zeittypische Putzstuckdekoration zwischen dem 1. und 2. Obergeschoss, dort Inschrift: „Noch ist es Tag, da rühre sich der Mann, die Nacht tritt ein, wo niemand wirken kann“. Dacherker mit ovalem Fenster, darüber Flachrelief Eule, Putzstuckdekoration mit den Initialen „W. J.“ (Baumeister) sowie Datierung „1907“. Dachliegefenster. Das Gebäude gehört zu den architektonisch anspruchsvollsten Häusern in der Leipziger Straße und erlangt einen besonderen Stellenwert innerhalb der Architektur des 20. Jahrhunderts in Zwickau. (LfD/2011). | 09230534 |
| Direkt Bild zu diesem Denkmal hochladen | Mietshaus in geschlossener Bebauung | Leipziger Straße 57 (Karte)                              | 1904                        | Mit Laden, schlichter Putzbau, von städtebaulichem Wert. Viergeschossiger sehr einfacher Bau, veränderte Ladenfront im Erdgeschoss, originale Haustür, seitlich angeordnet mit gesprosstem Oberlicht, Erker über zwei Etagen ab 1. Obergeschoss über rechteckigem Grundriss, Mittelrisalit zweiachsig, Fassade sechs Achsen, Dachbereich verändert, Fenster erneuert, einfache, zeittypische Fassadengliederungselemente (wenn möglich Streichung), Sockel nachträglich verändert. | 09230535 |
| Direkt Bild zu diesem Denkmal hochladen | Mietshaus in geschlossener Bebauung | Leipziger Straße 59 (Karte)                              | 1900                        | Mit Laden, gut sanierter Klinkermischbau von städtebaulichem und baugeschichtlichem Wert. Viergeschossig, sechsachsig, zeittypische Gestaltung mit glasierten Ziegeln und profilierten Ziegeln sowie Klinkerformstein neben den Fenstern und Betonelementen, Erdgeschoss Putznutung, originale Haustür mit Glasätzung, im Glaseinsatz die Initialen H.G., Ladenbereich vermutlich vereinfacht und verändert, ebenso Dachzone. | 09230537 |
| Direkt Bild zu diesem Denkmal hochladen | Mietshaus in geschlossener Bebauung | Leipziger Straße 61 (Karte)                              | 1900                        | Mit Laden, gut sanierter zeittypischer Klinkermischbau von städtebaulichem und baugeschichtlichem Wert. Viergeschossig, sechs Achsen, zweiachsiger Mittelrisalit, Erdgeschoss mit teilweise originaler Ladenfront, Korbbogenabschluss der Türöffnungen und Schaufenster, seitlich angeordnete Toreinfahrt mit zugesetztem Oberlicht aber originalen Holztüren, im Obergeschoss waagerechte Fensterverdachung bzw. Dreiecksgiebelverdachung, ansonsten einfache Putzstuck- bzw. Kunststeindekoration der Fassade, Dachbereich verändert. | 09230539 |
| Direkt Bild zu diesem Denkmal hochladen | Mietshaus in Ecklage in geschlossener Bebauung | Leipziger Straße 63 (Karte)                              | 1899                        | Mit Laden, zeittypischer Klinkermischbau von großem städtebaulichem sowie baugeschichtlichem Wert. Breit gelagertes Eckhaus mit polygonaler Eckausbildung, an der Ecke verändert, dort Laden mit veränderter Schaufensterfront und veränderter Ladentür, ansonsten die Gliederung des Baus, auch die Putzgliederung im Erdgeschoss original erhalten, Obergeschosse orange-roter Klinker mit dunkelrot glasierten Ziegel dekoriert u. a. Läuferschichten, schmiedeeiserner Dekoration und Kunststeinfenstereinfassungen am Eckrisalit, Dachbereich verändert mit Dachliegefenstern, aber von großem städtebaulichem Wert aufgrund der dominanten Ecklage, Anordnung gegenüber einem kleinen Park. | 09230541 |
| Direkt Bild zu diesem Denkmal hochladen | Mietshaus in geschlossener Bebauung, Teil eines Doppelmietshauses (siehe auch Nr. 67) | Leipziger Straße 65 (Karte)                              | 1900                        | Traditioneller Putzbau mit aufwändigen Fassadendekorationen. Dreigeschossig, fünf Achsen, Gurtgesims, Seitenrisalit, Eingang zurückgesetzt mit Treppe und originaler Haustür mit Diamantquaderung, Sockel Klinker, Erdgeschoss Putznutung, im ersten Obergeschoss aufwändigere Fenstergewände mit Segmentbogen und Dreieckgiebelverdachung verziert mit Gaffköpfen, Würfelquaderung an den Fenstergewänden. | 09230543 |
| Direkt Bild zu diesem Denkmal hochladen | Mietshaus in geschlossener Bebauung, Teil eines Doppelmietshauses (siehe auch Nr. 65) | Leipziger Straße 67 (Karte)                              | 1901                        | Traditioneller Putzbau mit aufwändigen Fassadendekorationen. Dreigeschossig, fünf Achsen, Gurtgesims, Seitenrisalit, Eingang zurückgesetzt mit Treppe und originaler Haustür mit Diamantquaderung, Sockel Klinker, Erdgeschoss Putznutung, im ersten Obergeschoss aufwändigere Fenstergewände mit Segmentbogen und Dreieckgiebelverdachung verziert mit Gaffköpfen, Würfelquaderung an den Fenstergewänden. | 09230544 |
| Direkt Bild zu diesem Denkmal hochladen | Mietshaus in geschlossener Bebauung | Leipziger Straße 84 (Karte)                              | 1901                        | Mit Laden, zeittypischer Putzbau von städtebaulichem und baugeschichtlichem Wert. Teil einer gleichzeitig entstandenen Häuserzeile in ähnlicher Gestaltung, viergeschossiger Putzbau mit sechs Achsen, im Erdgeschoss Rundbogenfenster, Laden: Segmentbogenfenster, seitlich angeordnetes Holztor, zweiflügelig mit geteiltem Oberlicht, die Fenster nicht vorbildgerecht erneuert, typische Fensterverdachungen mit waagerechtem Gebälk und Segmentbogen, schlichtes Gebäude, in der Farbgebung vereinfacht. | 09230552 |
| Direkt Bild zu diesem Denkmal hochladen | Mietshaus in geschlossener Bebauung | Leipziger Straße 86 (Karte)                              | 1902                        | Ursprünglich mit Laden (heute nicht erhalten), zeittypischer gründerzeitlicher Putzbau in gutem Originalzustand von städtebaulichem und baugeschichtlichem Wert. Viergeschossig, sechs Achsen, Hauseingang seitlich, Putznutung im Erdgeschoss, Putzbänder und Gurtgesimse, waagerechte Fensterverdachungen und Dreieckgiebelverdachungen, 4. Obergeschoss mit Rundbogenfenstern, ansonsten Rechteckfenster, die Fenster erneuert, angenähert an ursprüngliche Gestalt, originale Haustür, Putzgliederung des Gebäudes original erhalten, daher von baugeschichtlichem Wert. | 09230553 |
| Direkt Bild zu diesem Denkmal hochladen | Mietshaus in Ecklage in halboffener Bebauung | Leipziger Straße 88 (Karte)                              | 1901                        | Mit Laden, baulich vereinfachter Putzbau, von städtebaulichem und baugeschichtlichem Wert. Dreigeschossig, teilweise viergeschossiger Putzbau mit Eckrisalit, Laden in der Ecke, polygonale Eckausbildung, stark vereinfacht mit schlichten Dreieckgiebelverdachungen und waagerechten Fensterverdachungen, im Dachbereich verändert, Fenster nicht vorbildgerecht erneuert, ebenso die Türen, zu späterer Zeit evtl. mal streichen, Haustür original erhalten, im Dachbereich Liegefenster eingefügt, Putzfarbe verändert, eigentlich wenig von der ursprünglichen Gestaltung des Hauses übrig geblieben, gegenwärtig bleibt das Gebäude in der Denkmalliste. | 09230554 |
| Direkt Bild zu diesem Denkmal hochladen | Mietshaus in Ecklage in geschlossener Bebauung | Leipziger Straße 90 (Karte)                              | 1904                        | Mit Laden, architektonisch anspruchsvolles Jugendstilhaus in sehr gutem Originalzustand von städtebaulicher und bauhistorischer Bedeutung. Dreigeschossiges Gebäude mit reich gestalteter Fassade, belebt durch unterschiedliche Farbgebung (Gelbton und Porphyrton), dies dem Ursprünglichen nachempfunden, zweigeschossiger Erker ab erstem Obergeschoss an der Fassade zur Leipziger Straße über zwei Achsen auf rechteckigem Grundriss, im dritten Obergeschoss als Balkon mit originalem Eisengeländer mit zurückhaltender ornamentaler Verzierung der Fensterbrüstungen, unterschiedliche Putzstrukturen u. a. Putznutungen, verschiedene Wappendarstellungen, Tür aufwändig gestaltet in Art des Jugendstils mit geschweiften und genuteten Bögen, originale zweiflügelige Haustür ebenfalls Jugendstil mit Oberlicht, dieses mit geschweiften Sprossen, Laden an der Ecke, modernisiert, nicht original, ebenfalls an der Ecke dreigeschossiger, einachsiger Erker auf rechteckigem Grundriss ab erstem Obergeschoss, Deckengemälde im Hauseingang, filigranes Deckengemälde mit Engelsdarstellung. | 09230555 |
| Direkt Bild zu diesem Denkmal hochladen | Mietshaus in geschlossener Bebauung, Teil einer gleichartig gestalteten Häuserzeile (zugehörig Nr. 90) | Leipziger Straße 92 (Karte)                              | 1901                        | 94, 96, 98, 100, 102, schlichter Putzbau von städtebaulicher Bedeutung als Teil des gleichartig gestalteten Straßenzuges. Sechs Achsen, viergeschossig, Fensterbank- und Gurtgesimse, sehr schlicht in der Gestaltung, Fenster und Haustür neu, aber wichtig als Bestandteil dieses Straßenzuges, sehr einfacher Bau mit neuen Fenstern und Türen (nicht vorbildgerecht). | 09230556 |
| Direkt Bild zu diesem Denkmal hochladen | Mietshaus in geschlossener Bebauung, Teil einer gleichartig gestalteten Häuserzeile (zugehörig Nr. 90) | Leipziger Straße 94 (Karte)                              | 1900                        | 92, 96, 98, 100, 102, schlichter Putzbau von städtebaulicher Bedeutung als Teil des gleichartig gestalteten Straßenzuges. Sechs Achsen, viergeschossig, Fensterbank- und Gurtgesimse, sehr schlicht in der Gestaltung, Fenster und Haustür neu, aber wichtig als Bestandteil dieses Straßenzuges, Hauseingang seitlich mit sehr schönem originalen Haustor, einflügelig mit zwei feststehenden Seitflügeln und gesprosstem Oberlicht, in der Einfahrt originale Deckenmalerei aus den 1920er-Jahren. | 09230557 |
| Direkt Bild zu diesem Denkmal hochladen | Mietshaus in geschlossener Bebauung | Leipziger Straße 95 (Karte)                              | 1893                        | Mit Laden, als Teil eines einheitlich gestalteten Straßenzuges von städtebaulichem und baugeschichtlichem Wert (siehe auch Leipziger Straße 105, 103, 101, 99, 97 sowie Mühlpfortstraße 76 und Kurt-Eisner-Straße 81). Viergeschossiges Gebäude, identisch mit der Nummer 105, gleiche Gestaltung, lediglich die Ladenfront verändert bzw. eine andere Ladenfront, das Schaufenster und auch die Ladentür angepasst verändert. | 09230558 |
| Direkt Bild zu diesem Denkmal hochladen | Mietshaus in geschlossener Bebauung, Teil einer gleichartig gestalteten Häuserzeile (zugehörig Nr. 90) | Leipziger Straße 96 (Karte)                              | 1899                        | 92, 94, 98, 100, 102, schlichter Putzbau von städtebaulicher Bedeutung als Teil des gleichartig gestalteten Straßenzuges. Sechs Achsen, viergeschossig, Fensterbank- und Gurtgesimse, sehr schlicht in der Gestaltung, Fenster und Haustür neu, aber wichtig als Bestandteil dieses Straßenzuges, mittig angeordneter zurückversetzter Hauseingang, an den Fensterbrüstungen des ersten Obergeschoss eingestellte Baluster, ansonsten gleiche Gestaltung wie die Nachbarbebauung. | 09230559 |
| Direkt Bild zu diesem Denkmal hochladen | Mietshaus in geschlossener Bebauung | Leipziger Straße 97 (Karte)                              | 1892                        | Als Teil eines einheitlich gestalteten Straßenzuges von baugeschichtlichem und städtebaulichem Wert (siehe auch Leipziger Straße 105, 103, 101, 99, 95 sowie Mühlpfortstraße 76 und Kurt-Eisner-Straße 81). Gleiche Gestaltung wie die Nummer 99. | 09230560 |
| Direkt Bild zu diesem Denkmal hochladen | Mietshaus in geschlossener Bebauung, Teil einer gleichartig gestalteten Häuserzeile (zugehörig Nr. 90) | Leipziger Straße 98 (Karte)                              | 1900                        | 92, 94, 96, 98, 100, 102, schlichter Putzbau von städtebaulicher Bedeutung als Teil des gleichartig gestalteten Straßenzuges. Sechs Achsen, viergeschossig, Fensterbank- und Gurtgesimse, sehr schlicht in der Gestaltung, Fenster und Haustür neu, aber wichtig als Bestandteil dieses Straßenzuges, seitlich angeordnet Toreinfahrt mit zweiflügeligem Tor mit sprossengeteiltem Oberlicht, ähnliche Gestaltung wie Nachbarbebauung. | 09230561 |
| Direkt Bild zu diesem Denkmal hochladen | Mietshaus in geschlossener Bebauung | Leipziger Straße 99 (Karte)                              | 1892                        | nachträglicher Ladeneinbau, als Teil eines einheitlich gestalteten Straßenzuges von städtebaulichem und baugeschichtlichem Wert (siehe auch Leipziger Straße 105, 103, 101, 97, 95 sowie Mühlpfortstraße 76 und Kurt-Eisner-Straße 81). Gleiche Gestaltung wie die Nachbarbebauung, Ladenfront vermutlich erneuert oder sogar gänzlich neu. | 09230562 |
| Direkt Bild zu diesem Denkmal hochladen | Mietshaus in geschlossener Bebauung, Teil einer gleichartig gestalteten Häuserzeile (zugehörig Nr. 90) | Leipziger Straße 100 (Karte)                             | 1902                        | 92, 94, 96, 98, 102, schlichter Putzbau von städtebaulicher Bedeutung als Teil des gleichartig gestalteten Straßenzuges. Sechs Achsen, viergeschossig, Fensterbank- und Gurtgesimse, sehr schlicht in der Gestaltung, Fenster und Haustür neu, aber wichtig als Bestandteil dieses Straßenzuges. | 09230563 |
| Direkt Bild zu diesem Denkmal hochladen | Mietshaus in geschlossener Bebauung, Teil einer einheitlich gestalteten Häuserzeile (siehe auch Leipziger Straße 105, 103, 99, 97, 95 sowie Mühlpfortstraße 76 und Kurt-Eisner-Straße 81) | Leipziger Straße 101 (Karte)                             | 1894                        | Baugeschichtlich und städtebaulich bedeutsam. Viergeschossig, Seitenrisalit aufwändig gestaltet, im Erdgeschoss mit Laden, jugendstilig im Schaufenster, dem Original entsprechend nachgebildet, darüber eingelassene Putzflächen mit Initialen „C“ auf der linken Seiten und der Bezeichnung: gegr. sowie rechts „R 1900“ die gleichen Initialen, schmiedeeisern am 4. Obergeschoss, der Seitenrisalit insgesamt fünfgeschossig, ansonsten gleiche Gestaltung wie die Nachbargebäude. | 09230564 |
| Direkt Bild zu diesem Denkmal hochladen | Mietshaus in Ecklage in geschlossener Bebauung | Leipziger Straße 102 (Karte)                             | um 1904                     | Mit Laden, architektonisch anspruchsvolles Jugendstilhaus in sehr gutem Originalzustand von städtebaulicher und bauhistorischer Bedeutung. Dreigeschossiges Gebäude mit reich gestalteter Fassade, belebt durch unterschiedliche Farbgebung (Gelbton und Porphyrton), dies dem Ursprünglichen nachempfunden, zweigeschossiger Erker ab erstem Obergeschoss an der Fassade zur Leipziger Straße über zwei Achsen auf rechteckigem Grundriss, im dritten Obergeschoss als Balkon mit originalem Eisengeländer, mit zurückhaltender ornamentaler Verzierung der Fensterbrüstungen, unterschiedliche Putzstrukturen u. a. Putznutungen, verschiedene Wappendarstellungen, aufwändig gearbeitete Jugendstilhaustür mit geschweiften und genuteten Bögen und Oberlicht, dieses mit geschweiften Sprossen, Laden an der Ecke, modernisiert, ebenfalls an der Ecke dreigeschossiger, einachsiger Erker auf rechteckigem Grundriss ab erstem Obergeschoss. | 09230591 |
| Direkt Bild zu diesem Denkmal hochladen | Mietshaus in geschlossener Bebauung | Leipziger Straße 103 (Karte)                             | 1894                        | Teil eines einheitlich gestalteten Straßenzuges (siehe auch Leipziger Straße 105, 101, 99, 97, 95 sowie Mühlpfortstraße 76 und Kurt-Eisner-Straße 81), baugeschichtlich und städtebaulich wichtig. Viergeschossig, Seitenrisalit zweiachsig, insgesamt sechs Achsen, seitlich angeordnet im Seitenrisalit Toreinfahrt mit zweiflügeligem originalen Haustor mit geteiltem Oberlicht, Fenster erneuert, gleiche Gestaltungselemente wie Nachbarhaus. | 09230565 |
| Direkt Bild zu diesem Denkmal hochladen | Mietshaus in geschlossener Bebauung | Leipziger Straße 105 (Karte)                             | 1895                        | Mit Laden, Teil einer einheitlich gestalteten Häuserzeile (siehe auch Leipziger Straße 103, 101, 99, 97, 95 sowie Mühlpfortstraße 76 und Kurt-Eisner-Straße 81), von baugeschichtlichem und städtebaulichem Wert. Viergeschossig, vier Achsen, mittig angeordneter dreiachsiger zweigeschossiger Erker, gelber Klinker dekoriert mit grün glasierten Ziegelbändern in den Obergeschossen und rot glasierten Ziegelbändern im Erdgeschoss, originalem Tor, zweiflügelig mit geteiltem Oberlicht, Ladenfront verändert. | 09230567 |
| Direkt Bild zu diesem Denkmal hochladen | Mietshaus in halboffener Bebauung, Teil eines Doppelmietshauses (zugehörig Nr. 70) | Mühlpfortstraße 68 (Karte)                               | 1904                        | Zeittypischer Putzbau in sehr gutem Originalzustand von baugeschichtlichem und städtebaulichem Wert. Teil eines ziemlich einheitlich gestalteten Straßenzuges aus der Zeit um 1900, dreigeschossiger Putzbau mit Mittelrisalit, Erdgeschoss mit Putznutung, Sockel farbig abgehoben, nachgestaltet nach ursprünglicher Gestaltung, Fenster mit sprossengeteilten Oberlichtern, Nachbildung der ursprünglichen Fenster, am Mittelrisalit zweigeschossiger Erker – zunächst über rechteckigem Grundriss, dann polygonal fortgesetzt bis in das Dach hinein reichend mit Haube, Dacherker geschweift, zurückhaltende Jugendstilornamentik. | 09230724 |
| Direkt Bild zu diesem Denkmal hochladen | Mietshaus in halboffener Bebauung, Teil eines Doppelmietshauses (siehe auch Nr. 68) | Mühlpfortstraße 70 (Karte)                               | 1904                        | Baugeschichtlich und städtebaulich anspruchsvoller Putzbau. Dreigeschossig, Mittelrisalit mit zweigeschossigem halbrund vorkragendem Erker ab erstem Obergeschoss, unter dem Erker Putz-Stuck-Dekorationen sowie Bezeichnung 1904, Erdgeschoss Putznutung, Dacherker mit Jugendstil, Putz-Stuck-Dekoration sowie Zierfachwerk, Dachbereich verändert und modernisiert, Fenster mit sprossengeteilten Oberlichtern (Nachbildung nach den Originalen), seitlich Hauseingang mit Jugendstiltür, Holzüberdachung sowie seitlich angebrachte Putz-Stuck-Dekoration (Darstellung eines römischen Schildes sowie ein Adler), das hölzerne Vordach wird durch steinerne Schnecken getragen, ebenfalls an dieser Giebelseite kleine Blattrosette (eiserne) – war die ursprüngliche Befestigung einer Lampe, im Inneren sehr guter Originalzustand u. a. Wohnungstüren sowie gewendelte Eisentreppe mit durchbrochenen Läufen. | 09230725 |
| Direkt Bild zu diesem Denkmal hochladen | Mietshaus in halboffener Bebauung, Teil eines Doppelmietshauses (siehe auch Nr. 74) | Mühlpfortstraße 72 (Karte)                               | 1898                        | Architektonisch anspruchsvolles Gebäude in gutem Originalzustand von städtebaulichem und baugeschichtlichem Wert. Dreigeschossig, Mittelrisalit, Klinkermischbauweise, am Mittelrisalit Erker in Klinkerbauweise, auf über dreieckigem Grundriss in den Dachbereich hineingeführt, großer Blendgiebel mit muschealartiger Ornamentik, Schleppgauben, Walmdach, seitlich Hauseingang mit aufwändig dekorierter Holzüberdachung, Fenster annähernd dem Original nachgebildet, Sockel Klinker. | 09230726 |
| Direkt Bild zu diesem Denkmal hochladen | Mietshaus in halboffener Bebauung, Teil eines Doppelmietshauses (siehe auch Nr. 72) | Mühlpfortstraße 74 (Karte)                               | 1898                        | Architektonisch anspruchsvolles Gebäude in Klinkermischbauweise von städtebaulichem und baugeschichtlichem Wert. Gleiche Gestaltung wie das Nachbarhaus, lediglich der Erker seitlich versetzt, über rechteckigem Grundriss, an den Fensterbrüstungen dieses Erkers Putz-Stuck-Dekoration, wappenartige Darstellung. | 09230727 |
| Direkt Bild zu diesem Denkmal hochladen | Mietshaus in Ecklage in halboffener Bebauung | Mühlpfortstraße 76 (Karte)                               | bez. 1896                   | Mit Laden, Teil eines einheitlich gestalteten Straßenzuges von großem baugeschichtlichen sowie städtebaulichem Wert. Viergeschossiger Klinkerbau in unterschiedlicher Farbgebung rot und gelb im Wechsel sowie Terrakottadekorationen an den Fensterbrüstungen und in den Füllungen über den Fenstern, da u. a. auch Gaffköpfe sowie neoklassizistische Ornamentik, teilweise auch glasierte Ziegel als Ziegelbänder, aufwändige Gestaltung, in sehr gutem Originalzustand. | 09230728 |
| Direkt Bild zu diesem Denkmal hochladen | Wohnblock (mit drei Eingängen) in offener Bebauung | Nordplatz 2; 3; 4 (Karte)                                | 1929                        | Als Beispiel der 1930er-Jahre-Architektur von baugeschichtlicher Bedeutung. Sachliche Gestaltung, Erdgeschoss roter Klinker, ebenso Klinkerverblendung der Treppenhäuser, alle drei Obergeschosse verputzt, Fenstereinfassung Ziegel, mehrflügelige, sprossengeteilte Fenster – heute noch im Originalzustand erhalten, Walmdach, große, das Haus prägende, schmale Schornsteine, Treppenhausfenster vierflügelig, jeder Flügel mit einer Sprosse geteilt, sachlicher, schlichter Bau in der charakteristischen Bauweise dieser Zeit. | 09247603 |
| Direkt Bild zu diesem Denkmal hochladen | Wohnblock mit drei Eingängen (siehe auch Freiligrathstraße 37 und 39) | Nordplatz 5 (Karte)                                      | 1930/1931                   | Sachlicher Putzbau in Anlehnung an die Moderne, von baugeschichtlicher Bedeutung. Viergeschossiger Bau, Teil einer Häusergruppe, in mehreren Bauschritten erbaut, mit gedrungenen Rechteckfenstern, mehrflügelig mit sprossengeteilten Flügeln und Walmdach, schlichte, einfache Gestaltung, von städtebaulichem Wert als Teil einer Häusergruppe gleicher Bauzeit. | 09247602 |
| Direkt Bild zu diesem Denkmal hochladen | Mietshaus in Ecklage, Teil einer Dreierhausgruppe (zugehörig Franz-Mehring-Straße 23 und 25) | Rosa-Luxemburg-Straße 64 (Karte)                         | 1906                        | Schlichter, zeittypischer Putzbau von städtebaulicher Bedeutung. Dreigeschossig, fünf Achsen, zurückhaltende Fassadengliederung durch aufgeputzte Gurtgesimse, aufgeputzte Lisenen mit Kopfdarstellungen und schlichte Putz-Stuck-Dekorationen, nachträglicher Balkonanbau, am Dacherker bezeichnet S. A. | 09230907 |
| Direkt Bild zu diesem Denkmal hochladen | Mietshaus in Ecklage in geschlossener Bebauung | Rosa-Luxemburg-Straße 66 (Karte)                         | 1899                        | Mit Laden, als Teil einer gleichartig gestalteten Häuserzeile in der Franz-Mehring-Straße, von städtebaulichem und baugeschichtlichem Wert. Viergeschossiger, schlichter, zeittypischer Klinkerbau, zweifarbig, rot und gelb, polygonale Eckausbildung, Laden an der Ecke, Fenster nicht vorbildgerecht erneuert, alles Rechteckfenster mit Ausgleichsbögen, in diesen Blendbögen teilweise Stuckreliefs ornamentaler Art, im Inneren alles erneuert ohne Rücksicht auf die alte Bausubstanz, nur auf Grund der städtebaulichen Bedeutung Denkmalwert. | 09230908 |
| Direkt Bild zu diesem Denkmal hochladen | Mietshaus in geschlossener Bebauung | Rosa-Luxemburg-Straße 69 (Karte)                         | 1892                        | Zeittypischer Klinkerbau in gutem Originalzustand, von bauhistorischer Bedeutung. Dreigeschossig, fünf Achsen, Fensterverdachungen durch waagerechtes Gebälk bzw. Dreieckgiebel, orangeroter Klinker mit Putzbändern, schlichte Gestaltung, Fenster und Haustür dem Original nachempfunden, sehr einfach. | 09231834 |
| Direkt Bild zu diesem Denkmal hochladen | Mietshaus in halboffener Bebauung, Teil eines Doppelmietshauses (siehe auch Nr. 80) | Rosa-Luxemburg-Straße 78 (Karte)                         | 1908                        | Aufwändig gestalteter Wohnhausbau von architekturhistorischer Bedeutung. Dreigeschossig, sechs Achsen, zweiachsiger Mittelrisalit, Verkleidung des Erdgeschosses mit Betonbossenquadern, beide Obergeschosse Putz, die Fenster durch Pilaster zu Fenstergruppen zusammengefasst, zwischen den Fenstern des ersten und zweiten Obergeschosses Reliefs mit ornamentalen Darstellungen, der mittlere Hausteil leicht erkerartig vorspringend mit glasierten weißen und blauen Ziegeln dekoriert, im Dachbereich Nische ursprünglich für eine Plastik, die heute nicht mehr vorhanden ist, Krüppelwalmdach. | 09230909 |
| Direkt Bild zu diesem Denkmal hochladen | Mietshaus in halboffener Bebauung, Teil eines Doppelmietshauses (siehe auch Nr. 78) | Rosa-Luxemburg-Straße 80 (Karte)                         | 1909                        | Aufwändig gestalteter Wohnhausbau von architekturhistorischer Bedeutung. Dreigeschossig, sechs Achsen, zweiachsiger Mittelrisalit, Verkleidung des Erdgeschosses mit Betonbossenquadern, beide Obergeschosse Putz, die Fenster durch Pilaster zu Fenstergruppen zusammengefasst, zwischen den Fenstern des ersten und zweiten Obergeschosses Reliefs mit ornamentalen Darstellungen, der mittlere Hausteil leicht erkerartig vorspringend mit glasierten weißen und blauen Ziegeln dekoriert, im Dachbereich Nische ursprünglich für eine Plastik, die heute nicht mehr vorhanden ist, Krüppelwalmdach. | 09230910 |
| Direkt Bild zu diesem Denkmal hochladen | Ehemaliges Direktorenwohnhaus des Königlich-Sächsischen Lehrerseminars (Lassallestraße 1) | Seminarstraße 1 (Karte)                                  | um 1911                     | Zeittypischer Putzbau in sehr gutem Originalzustand, von baugeschichtlichem Wert. Zweigeschossiges Gebäude auf regelmäßigem Grundriss, mit dem Schulhaus eine Einheit bildend in gleicher Gestaltung, mit Balkon und Erker, unscheinbare Gestaltung, Biberschwanzdoppeldeckung, Fenster teilweise original erhalten, zeitweise Nutzung als Hort. | 09248102 |
| Direkt Bild zu diesem Denkmal hochladen | Mietshaus (mit drei Eingängen) in offener Bebauung | Seminarstraße 2; 4; 6 (Karte)                            | 1927                        | Von baugeschichtlichem Wert. Bei dem Kulturdenkmal handelt es sich um einen dreigeschossigen Häuserblock von 12 × 2 Fensterachsen mit drei Eingängen. Er wurde 1926 durch die Chemnitzer Architektengemeinschaft Gerber und Kerner, Architekten B.D.A. entworfen. Auftraggeber und Bauherr war die Gemeinnützige Bau- und Siedlungsaktiengesellschaft Heimat mit Sitz in Berlin-Zehlendorf-Mitte. 1927 kam das Bauvorhaben des Gewerkschaftsbundes der Angestellten (G.D.A.) dann zur Ausführung. Bauausführender war das Baugeschäft Hermann Schmidt aus Zwickau. Die Fassaden waren ursprünglich durch einen für die Entstehungszeit typischen Madenputz geprägt. Dieser ist bei der Sanierung der 1990er-Jahre des 20. Jahrhunderts leider nicht originalgetreu wiederhergestellt worden. Dennoch sind wesentliche Gestaltungselemente wie das Traufgesims, die beiden umlaufenden Bänder zwischen den Geschossen, die konisch verlaufenden Fenstergewände, die Hausportale und der Sockel in Glattputz bzw. Betonwerkstein erhalten geblieben. Besonderes Gestaltungselement für die ansonsten recht schlicht gehaltenen Fassaden sind die Fenster in ihrer Form und Teilung. Leider ist die Feinversprossung nicht mehr vorhanden. Auch die typische 1920er-Jahre Gestaltung der Haustüren ist wichtig für das Gesamterscheinungsbild des Gebäudes, ebenso die Form und Eindeckung der Gaupen. Das schlichte aber auch relativ moderne Erscheinungsbild ist maßgeblich durch die Einflüsse des Deutschen Werkbundes und des Deutschen Bauhauses Dessau im Stil der 1920er-Jahre geprägt. (Text: Stadtverw. Zwickau) | 09303382 |
|                                         | Pestalozzischule Zwickau mit Aula, zwei Turnhallen, Schulhof und Schwimmbad | Seminarstraße 3 (Karte)                                  | 1926–1929                   | Mit seinen gestalterisch markanten Backsteinfronten Paradebeispiel der klassischen Moderne zwischen Bauhausstil und Expressionismus, von außerordentlich hohem architektonischen Wert, zudem künstlerisch bedeutend und von Belang für die Ortsgeschichte. | 09230934 |
| Direkt Bild zu diesem Denkmal hochladen | Mietshaus in halboffener Bebauung, Teil eines Doppelmietshauses (siehe auch Nr. 7) | Thomas-Mann-Straße 5 (Karte)                             | 1913                        | Aufwendig gegliederte Putzfassade in sehr gutem Originalzustand von baugeschichtlichem Wert. Dreigeschossig, sechs Achsen, Gemälde im Treppenhaus von F. Pollozek 1933, Motiv Neuschwanstein, Haus gleiche Gestaltung wie Nummer 7, Haustür nicht vorbildgerecht erneuert ebenso die Fenster, im Inneren Terrazzoböden, Treppengeländer mit Holzhandlauf und Eisengitter sowie originale Wohnungstüren. | 09230961 |
| Direkt Bild zu diesem Denkmal hochladen | Mietshaus in halboffener Bebauung, Teil eines Doppelmietshauses (mit Nr. 8, diese kein Denkmal) | Thomas-Mann-Straße 6 (Karte)                             | 1913                        | Original erhaltener zeittypischer aufwendig gegliederter Putzbau von baukünstlerischem und baugeschichtlichem Wert. Th.-Mann-Str. 6 gut erhalten, während Nummer 8 vereinfacht wurde; ursprünglich wiesen beide Gebäude die gleiche Gestaltung auf, mittiger Eingang, dreigeschossig, sieben Achsen, beiderseits des Hauseingangs je ein Erker: einachsig, zweigeschossig ab 1. Obergeschoss, Fassade dekoriert mit Putz-Stuck-Ornamenten: florale Motive sowie Pan. Darstellung in Lorbeerkranz sowie Fruchtkörbe, dreiachsiger Dacherker mittig angeordnet, Mansardwalmdach, Bleiglasfenster in beiden Erkern aus der Erbauungszeit, die ursprünglich gesprossten Oberlichtfenster blieben nur teilweise erhalten, originale Haustür. | 09230962 |
| Direkt Bild zu diesem Denkmal hochladen | Mietshaus in halboffener Bebauung, Teil eines Doppelmietshauses (siehe auch Nr. 5) | Thomas-Mann-Straße 7 (Karte)                             | 1914                        | Aufwendig mit Putz-Stuck-Dekorationen versehene Fassade in sehr gutem Originalzustand. Dreigeschossig, breit gelagerter Bau, sechs Achsen, mittig angeordneter Dacherker über zwei Etagen mit drei Achsen sowie Balkon, giebelseitig ebenfalls Dacherker über zwei Etagen, hier zweiachsig, Fassade üppig dekoriert, Putz-Stuck-Reliefs vorwiegend florale Motive sowie Vogeldarstellung, die Fenster mit gesprossten Oberlichtern dem Original nachempfunden, Mansardwalmdach mit Biberschwanzdoppeldeckung, | 09230963 |
| Direkt Bild zu diesem Denkmal hochladen | Mietshaus in halboffener Bebauung mit Resten der Einfriedung, Teil eines Doppelwohnhauses (siehe auch Nr. 11) | Thomas-Mann-Straße 9 (Karte)                             | 1911                        | Architektonisch anspruchsvoller Putzbau in sehr gutem Originalzustand von baukünstlerischem und baugeschichtlichem Wert. Gleiche Gestaltung wie Nachbarhaus, vollständig identisch, gleiche Torpfeiler mit Verdachung, allerdings Tor und Pforte nicht mehr vorhanden, seitlich am Erker Putz-Stuck-Dekorationen u. a. Relief mit Eulendarstellung. | 09230964 |
| Direkt Bild zu diesem Denkmal hochladen | Mietshaus in halboffener Bebauung, Teil eines Doppelwohnhauses (siehe auch Nr. 9) mit Einfriedung | Thomas-Mann-Straße 11 (Karte)                            | 1911                        | Architektonisch anspruchsvoller Putzbau in sehr gutem Originalzustand von baugeschichtlichem und städtebaulichem Wert. Dreigeschossiger vierachsiger Putzbau mit dreigeschossigem Eckerker über polygonalem Grundriss, abschließend mit Glockendach, Fassade mit zeittypischen Putz-Stuck-Dekorationen: abstrahierten pflanzlichen Ornamenten und Putzfeldern, angedeuteten Fensterverdachungen, Jugendstilfenster mit geschweiften Kämpfern und gesprossten Oberlichtern, aufwendiger Dacherker mit Zierfachwerk. Denkmalwert: baugeschichtlicher und baukünstlerischer Wert, Einfriedung: Zaunpfeiler sowie Pforte und Tor. | 09230975 |
| Direkt Bild zu diesem Denkmal hochladen | Mietshaus in offener Bebauung | Thomas-Mann-Straße 13 (Karte)                            | 1912                        | Bemerkenswerter Putzbau mit selten anzutreffendem Kammzugputz, baugeschichtlich von Bedeutung. Fassade mit Kammzugputz unterschiedlicher Ausführung gestaltet – so u. a. im Traufbereich senkrechter Kammzugputz, sonst waagerechter Kammzugputz, Straßentraufseite mit zwei Erkern ab 1. Obergeschoss über trapezförmigem Grundriss bzw. Segmentbogengrundriss, der trapezförmige Erker ruht auf zwei kräftigen Konsolsteinen, zwischen den Fenstern beider Obergeschoss befindet sich ein Flachrelief mit Kinderdarstellungen und der Darstellung eines Esels, über diesem Erker befindet sich im Dachbereich ein Balkon mit zeitgemäßem Eisengeländer bezeichnet 1912, am Gebäude teilweise eiserne Vorrichtungen für Balkonkästen vorhanden, Wohnungstüren und Haustür verändert, im Treppenhaus aufgearbeitete Bleiglasfenster erhalten. | 09230965 |
| Direkt Bild zu diesem Denkmal hochladen | Mietshaus in halboffener Bebauung, Teil eines Doppelwohnhauses (zugehörig Nr. 11) mit Einfriedung und Vorgarten | Walther-Rathenau-Straße 9 (Karte)                        | 1908                        | Zeittypisches Gebäude in Mischbauweise von baugeschichtlichem und städtebaulichem Wert. Dreigeschossiger Putzbau, sechs Achsen, roter Klinkersockel mit grün glasierten Ziegeln abgesetzt, Putzfassade mit eingelegten grünen Fliesen sowie Zierfachwerk, mittig dreigeschossiger Erker vom 1. Obergeschoss bis in das Dachgeschoss reichend, über korbbogenförmigem Grundriss, Fassade leicht vereinfacht, Fenster nicht vorbildgerecht erneuert, baugeschichtlicher Wert, Sanierung 1993. | 09230981 |
| Direkt Bild zu diesem Denkmal hochladen | Mietshaus in halboffener Bebauung, Teil eines Doppelwohnhauses (zugehörig Nr. 9) mit Einfriedung und Vorgarten | Walther-Rathenau-Straße 11 (Karte)                       | 1908                        | Zeittypischer Putzbau von baugeschichtlichem und städtebaulichem Wert. Dreigeschossiger Putzbau mit Zierfachwerk am Erker, mittig angesetzter Erker vom 1. Obergeschoss bis in das Dachgeschoss reichend, auf korbbogenförmigem Grundriss, Sockel roter Klinker, mit grün glasierten Ziegeln dekoriert, Putzfassade mit eingelegten grünen Fliesen, Fenster im Erdgeschoss von Rauputz eingefasst, ebenso unterhalb des Erkers Rauputzfläche sowie Putzbänder und senkrechte Putzstreifen zwischen den Fenstern des 1. und 2. Obergeschoss ebenfalls in Rauputz ausgeführt, Fenster dem Original nachempfunden mit feinversprosstem, grünverglastem Oberlicht, Einfriedung im Mittelbereich als Holzlattenzaun mit abgerundeten Ecken in Form eines Schiffsbuges ausgebildet, beiderseitig eingefasst von Mauern mit entgegengesetzt zum Zaunfeld verlaufenden geschwungenen Ausläufen, Sanierung 1995. | 09230983 |
| Direkt Bild zu diesem Denkmal hochladen | Mietshaus in Ecklage in offener Bebauung | Walther-Rathenau-Straße 15 (Karte)                       | bez. 1905                   | Mit Laden, architektonisch anspruchsvoller Putzbau mit Zierfachwerk in sehr gutem Originalzustand, von baugeschichtlichem und städtebaulichem Wert. Dreigeschossiger Putzbau mit Eck- und Seitenrisalit, ausgebautes Dachgeschoss, Ecke polygonal ausgebildet mit Geschäft, (ursprünglich Fleischerei) und Erker vom 1. Obergeschoss bis in das Dachgeschoss über rechteckigem Grundriss, dem Original nachempfundene Ladentür sowie Schaufenster, aufgearbeitete Kastenfenster, am Erker im 1. Obergeschoss bezeichnet 1905, der Erker dekoriert mit Putz-Stuck-Verzierungen u. a. zwei weibliche Figuren einen Ährenkranz haltend, im Dachbereich Zierfachwerk, schmiedeeisernes Ziergitter auf dem Erkerdach, Gauben verändert, zarte Putz-Stuck-Dekorationen u. a. Putti, Masken und einfache florale Dekorationen, im Treppenhaus Jugendstil – Bleiglasfenster mit Blumenornamenten, originale Haustür zweiflügelig mit Glaseinsätzen, dort auch Jugendstilornamentik, Ausmalung des Treppenhauses nach Befund mit Borte sowie Treppenuntersichten bemalt, originale Wohnungstüren mit Holzimitationsmalerei, Sanierung 1997. | 09230985 |
| Direkt Bild zu diesem Denkmal hochladen | Villa mit Resten der Einfriedung | Walther-Rathenau-Straße 22 (Karte)                       | bez. 1885                   | Architektonisch anspruchsvoller Neorenaissancebau von baukünstlerischer und städtebaulicher Bedeutung. Auf winkelförmigem Grundriss errichteter zweigeschossiger Klinkerbau mit Drempelgeschoss im Stil der italienischen Renaissance, dunkelroter Klinker im Sockelbereich, orangeroter Klinker in beiden Etagen, Sandsteingliederung, kleiner dreieckiger Austritt mit Balustradenbrüstung im Eckbereich des Erdgeschosses, kräftig herausgearbeitete Fenstergewände mit flankierenden Pilastern und waagerechtem Gebälk, waagerechtes Gebälk auf volutenartigen Konsolsteinen im 1. Obergeschoss, Drempelbereich geputzt mit großen hölzernen Kragkonsolen das flach geneigte Walmdach stützend, am Kranzgesims Eierstabfries, Dachunterseiten bemalt mit beigen Sternen, Fenster dem historischen Vorbild nachempfunden, Haus in sehr gutem Originalzustand erhalten, von großer baukünstlerischer Bedeutung, Sanierung 1995. | 09230988 |
| Direkt Bild zu diesem Denkmal hochladen | Mietshaus in Ecklage in halboffener Bebauung, Teil einer Viererhausgruppe (zugehörig Clara-Zetkin-Str. 9, 11 und 13) | Walther-Rathenau-Straße 24 (Karte)                       | 1888                        | Teil eines städtebaulich bemerkenswerten Ensembles. Gestaltung innerhalb der Hausgruppe identisch mit Clara-Zetkin-Str. 13 und spiegelbildlich zu dieser, innerhalb der Häuserzeile identisch mit Heinrich-Heine-Straße 23, zweigeschossig, 2 × 3 Achsen, turmartiger Eckrisalit dreigeschossig mit steilem Pyramidendach, im Erdgeschoss Putznutung, Hausrückseite Klinker unverputzt, polygonaler Bruchsteinsockel, im Bereich des Eckrisalites im 1. Obergeschoss Fenster mit aufwändiger Sandsteineinfassung und Fensterbogenfeld in Sgraffitotechnik, im Dachgeschoss ebenfalls verzierte Sandsteingewände mit übergiebelter Bekrönung. Diese Hausgruppe bestehend aus Clara-Zetkin-Str. 9, 11 und 13 sowie Walther-Rathenau-Str. 24 ist identisch mit der Viererhausgruppe Heinrich-Heine-Str. 23 sowie Clara-Zetkin-Str. 21, 23 und 25, in der Mitte dieser beiden Viererhausgruppen steht eine Dreierhausgruppe Clara-Zetkin-Str. 15, 17 und 19, diese Gebäudegruppen bilden eine Häuserzeile als Teil eines Straßenzuges und wirken einheitlich auf Grund ihrer spiegelbildlichen und ähnlichen Gestaltung, alle drei Gruppen von großer städtebaulicher Bedeutung, Sanierung 1998. | 09230989 |
| Direkt Bild zu diesem Denkmal hochladen | Mietshaus in Ecklage in halboffener Bebauung, Teil einer Dreierhausgruppe (mit Lassallestraße Nr. 16 und 18) und einer Wohnanlage (zugehörig Lassallestraße 8, 10, 12, 14, 16, 18 und August-Bebel-Straße 14, 16, 18) | Walther-Rathenau-Straße 25 (Karte)                       | 1926                        | Mit Laden, sehr schlichter Putzbau, von städtebaulichem Wert. Dreigeschossiges Gebäude in Klinkermischbauweise, Erdgeschoss Klinker, hier Laden mit Eckeingang (ursprünglich Zigarrenhandlung), beide Obergeschoss Putz ohne jegliche Putzgliederung der Fassade, rund ausgebildete Ecke, Mansardwalmdach mit Schieferdeckung, Haus gehört zu einer einheitlich gestalteten Häuserzeile, der Denkmalwert ergibt sich ausschließlich aus dem städtebaulichen Wert des Hauses. | 09231610 |
| Direkt Bild zu diesem Denkmal hochladen | Mietshaus in halboffener Bebauung, Teil eines Doppelwohnhauses (zugehörig Nr. 28) | Walther-Rathenau-Straße 26 (Karte)                       | 1891                        | Zeittypischer Klinkerbau von baugeschichtlichem und städtebaulichem Wert. Dreigeschossig, roter Klinker, Sockel Polygonmauerwerk, im ersten Obergeschoss zwei Erker: davon einer aus Holz (1935), beide eingeschossig, zeittypische Fenstereinfassungen und -verdachungen, zweiter Erker (1903) mit Steinbrüstungen und geprägter Blechverkleidung – Steinimitation, unter diesem Erker Korbbogenfenster mit doppeltem Steinkreuz, diese Achse als Risalit ausgebildet, hier im Dachgeschoss angedeuteter Stufengiebel, Fensterbrüstungen im 1. Obergeschoss mit Ziermauerwerksverband, Fenster nicht vorbildgerecht erneuert. Ab 1935 hatte der Zwickauer Baumeister Paul Niese sein Baugeschäft hier. | 09230990 |
| Direkt Bild zu diesem Denkmal hochladen | Mietshaus in geschlossener Bebauung, Teil eines Doppelwohnhauses (zugehörig Nr. 26) | Walther-Rathenau-Straße 28 (Karte)                       | 1893                        | Zeittypischer Klinkerbau von baugeschichtlichem und städtebaulichem Wert. Fünf Achsen, davon mittlere Fensterachse als Risalit ausgebildet, hier im Erdgeschoss Korbbogenfenster mit doppeltem Steinkreuz, im 1. und 2. Obergeschoss Zwillingsfenster und im Dachgeschoss angedeuteter Stufengiebel, Hauseingang seitlich, neue Fenster und neue Haustür nicht vorbildgerecht, Fassadengliederung aber noch original erhalten, Fensterbrüstungen im 1. Obergeschoss mit Ziermauerwerksverband, vier Stück originale Gauben mit Blechverblendung und weit vorkragendem Schopf auf Kragkonsolen, Sockel polygonales Bruchsteinmauerwerk. | 09230991 |
| Direkt Bild zu diesem Denkmal hochladen | Mietshaus in geschlossener Bebauung in Ecklage | Walther-Rathenau-Straße 28a (Karte)                      | 1905                        | Mit Laden, zeittypischer Putzbau mit Jugendstildekorationen von städtebaulichem Wert. Dreigeschossiger Putzbau mit polygonaler Eckausbildung mit einachsigem Erker über zwei Geschosse, hier im Erdgeschoss Ladeneingang (ursprünglich Kolonialwarenladen), Jugendstildekorationen im Bereich des Eckrisalites – abstrahierte Blumenornamente im Jugendstil sowie Zackenfries am Kranzgesims, über der Ladentür Putz-Stuck-Dekorationen u. a. eine Apfelgirlande, Tierdarstellungen und Frauenmasken, Haus vereinfacht, Farbgebung nicht dem Original entsprechend ebenso die Gauben verändert und der Dachbereich, Sanierung 1998. | 09231837 |
| Direkt Bild zu diesem Denkmal hochladen | Mietshaus in Ecklage in geschlossener Bebauung | Walther-Rathenau-Straße 30 (Karte)                       | bez. 1901                   | Ursprünglich mit Laden, zeittypischer Klinkerbau in gutem Originalzustand von baugeschichtlichem und städtebaulichem Wert. Dreigeschossiger, orangeroter Klinkerbau mit polygonaler Eckausbildung, Eckrisalit, die Ecke viergeschossig, Laden heute zurückgebaut, aber die Gewände der Schaufenster und der Ladentür erhalten, ursprünglich Bäckereiseitlich: zweiflügelige Haustür mit Oberlicht, bezeichnet 1901, Fenster annähernd originalgetreu, in den Bogenfeldern über den Fenstern des 1. Obergeschoss Gaffköpfe bzw. florale Dekorationen u. ä., Sanierung 1999. | 09230992 |
| Direkt Bild zu diesem Denkmal hochladen | Mietshaus in geschlossener Bebauung | Walther-Rathenau-Straße 32 (Karte)                       | 1902                        | Schlichter, zeittypischer Putzbau von städtebaulichem Wert. Sehr einfacher dreigeschossiger Putzbau mit gröberer Gliederung, original erhaltene Haustür mit dreigeteiltem Oberlicht in massiver Teilung, Fenster in verschiedensten Teilungen, Größen und Oberlichtgestaltungen, am Dachbereich vereinfacht, Sanierung 1998. | 09230993 |
| Direkt Bild zu diesem Denkmal hochladen | Mietshaus mit Gaststätte in geschlossener Bebauung | Walther-Rathenau-Straße 34 (Karte)                       | 1894                        | Zeittypischer Klinkerbau von baugeschichtlichem und städtebaulichem Wert. Dreigeschossig, sechs Achsen, Bleiglasfenster im Gastraum, im Bereich der Gaststätte und des Hauseingangs nachträglich verändert (in den 1950er-Jahren), roter Klinker mit gelben Klinkerbändern und Putzbändern, im Bereich über den Fenstern im Erdgeschoss, zeittypische Verdachungen der Fenster mit waagerechtem Gebälk und Dreiecksgiebeln, hier auch Verzierungen aus roten und gelben Klinkern, im Dachbereich verändert, Sanierung 1996. | 09230994 |
| Direkt Bild zu diesem Denkmal hochladen | Mietshaus in geschlossener Bebauung | Walther-Rathenau-Straße 38 (Karte)                       | 1895                        | Zeittypischer Putzbau in guter architektonischer Qualität und gutem Originalzustand. Dreigeschossig, Seitenrisalit mit Toreinfahrt und gekoppelten Fenstern, hier im 2. Obergeschoss Rundbogenfenster und Konsolfries am Traufgesims, originales Haustor, Fenster dem Original nachgebildet, ursprüngliche Putzgliederung erhalten mit Putznutungen im Erdgeschoss sowie Fensterverdachungen mit waagerechtem Gebälk in beiden Obergeschoss, im 1. Obergeschoss mit Dreieckgiebelverdachung, im 2. Obergeschoss mit Akroterien als Bekrönung, auch die Dachaufbauten weitgehend original, Sanierung 1995. | 09230995 |
| Direkt Bild zu diesem Denkmal hochladen | Mietshaus in geschlossener Bebauung | Walther-Rathenau-Straße 40 (Karte)                       | 1897                        | Zeittypisches Gebäude in Klinkermischbauweise von baugeschichtlichem und städtebaulichem Wert. Fenster nicht vorbildgerecht erneuert, ebenso Haustür und Hauseingang, die Fassadengliederung original mit Putznutung im Erdgeschoss, orangeroten Klinkern im Sockelbereich und rotem Klinker mit orangeroten Klinkerbändern in beiden Obergeschoss, dreigeschossig, sechs Achsen, übliche Fenstergewände mit waagerechten Fensterverdachungen, unter dem Gebälk Putz-Stuck-Dekorationen und Konsolsteine, Gauben verändert, Sanierung 1996. | 09230996 |
| Direkt Bild zu diesem Denkmal hochladen | Mietshaus in Ecklage in geschlossener Bebauung | Walther-Rathenau-Straße 40b (Karte)                      | 1909                        | Mit Laden, original erhaltener Putzbau mit filigraner Fassadengliederung in gutem Originalzustand, von städtebaulichem und baugeschichtlichem Wert. Dreigeschossiges Gebäude mit polygonaler viergeschossiger Eckausbildung, dort Laden (ursprünglich Bäckerei und Kaffeeausschank), Fenster dem Original nachgebildet mit sprossengeteilten Oberlichtern, filigrane Putzgliederung mit Pilastern bzw. Putzfeldern mit Putz-Stuckdekorationen an den Fensterbrüstungen, pro Straßenfassade je ein zweigeschossiger Erker über rechteckigem Grundriss, im Dachbereich zwei polygonale Erker sowie polygonaler Eckturm mit wabenförmigen Putz-Stuck-Dekoration, Sanierung 1997. | 09230997 |
| Direkt Bild zu diesem Denkmal hochladen | Mietshaus in halboffener Bebauung in Ecklage, Teil eines Doppelmietshauses (zugehörig Kurt-Eisner-Straße 18), mit Einfriedung | Walther-Rathenau-Straße 52 (Karte)                       | 1907                        | Zeittypischer Putzbau von städtebaulichem Wert. Dreigeschossiger Putzbau mit polygonaler Eckausbildung, viergeschossigem Eckrisalit, dreiachsigem Eckerker auf volutenartigen Konsolsteinen, diese mit Köpfen dekoriert, 5 × 1 × 5 Achsen, im Dachbereich mit Zierfachwerk, zeittypische Fenstereinfassungen, Fenster mit gesprossten Oberlichtern, Gauben mit Holzverblendung, ursprünglich im Erdgeschoss im Bereich der Ecke ein Laden (ursprünglich Bäckerei), heute zurückgebaut zur Wohnung, angesetzte Balkons seitlich und an Rückfront, Teil eines Doppelwohnhauses, Sanierung 1997. | 09230999 |